# Texas
Il Texas ([ˈtɛksas], in inglese [ˈtɛksəs] o [ˈtɛksəz], in spagnolo [ˈtexas]) è uno dei cinquanta Stati federati degli Stati Uniti d'America, posto nella parte meridionale del Paese; confina a sud con il Messico, a est con Louisiana e Arkansas, a nord-est con l'Oklahoma e a ovest con il Nuovo Messico. A sud-est è bagnato dal golfo del Messico. Con 696241 km² e con 30 503 301 abitanti, il Texas è il secondo Stato degli Stati Uniti sia per superficie (dopo l'Alaska) sia per popolazione (dopo la California). La capitale è Austin, mentre la città più popolosa è Houston, con la popolazione urbana che sfiora l'80%, e la quasi metà dei texani che vive nelle aree urbane di Dallas-Fort Worth e Houston.
L'animale simbolo è il Longhorn del Texas. Lo Stato, con una superficie superiore a quella della Francia, compresi i territori d'oltremare, e più che doppia rispetto a quella dell'Italia, presenta una grande varietà di paesaggi naturali tra cui pianure fluviali, deserti, paludi costiere, foreste subtropicali, praterie, montagne e regioni aride. Situato a nord del Rio Grande, il Texas fu inizialmente una colonia spagnola e in seguito divenne parte del Messico.
Dopo un breve periodo d'indipendenza come Repubblica del Texas, entrò a far parte degli Stati Uniti nel 1845. Tra il 1861 e il 1865 partecipò alla guerra di secessione americana al fianco dei confederati. La sua economia si basa sull'allevamento del bestiame, sull'industria petrolifera e sull'alta tecnologia (industria aerospaziale, biotecnologie) e attira numerosi immigrati latino-americani. In ambito politico il Texas fa parte degli Stati conservatori dominati dal Partito Repubblicano dagli anni 2000. La cultura riflette numerose influenze da amerindi, afro-americani, anglosassoni e ispanici e l'identità dello Stato si basa su un folklore vivo (rodeo, western, country), associato all'ormai mitica immagine del cowboy.

## Geografia fisica
Il Texas si estende tra i 25°50' e 36°30' di latitudine nord e tra i 93°31' e i 106°38' di longitudine ovest. L'estremità settentrionale del Texas è posta circa alla stessa latitudine della città di Tunisi, mentre il Sud è alla stessa latitudine della città di Luxor in Egitto. La città situata più a ovest è El Paso. Con i suoi 696241 km², il Texas è il secondo Stato più grande degli USA dopo l'Alaska, il che spiega la sua grande varietà di paesaggi. Esso si estende da nord a sud per 1300 km e da est a ovest per 1400 km e presenta oltre 1000 km di coste affacciate sul golfo del Messico (a sud-ovest). La maggior parte del Texas è posto sul fuso orario degli Stati centrali (UTC-6) e solo la regione più occidentale (contee di El Paso e Hudspeth) appartiene al fuso orario delle montagne (UTC-7).
Il Texas appartiene a diverse regioni: alla Sun Belt per il suo clima e il suo dinamismo economico; al Far West per i suoi paesaggi e il suo folklore, ma anche al Deep South per la sua storia e la sua cultura. Infine è legato anche ai paesi della Mesoamerica a causa del suo passato e della posizione geografica.

### Morfologia

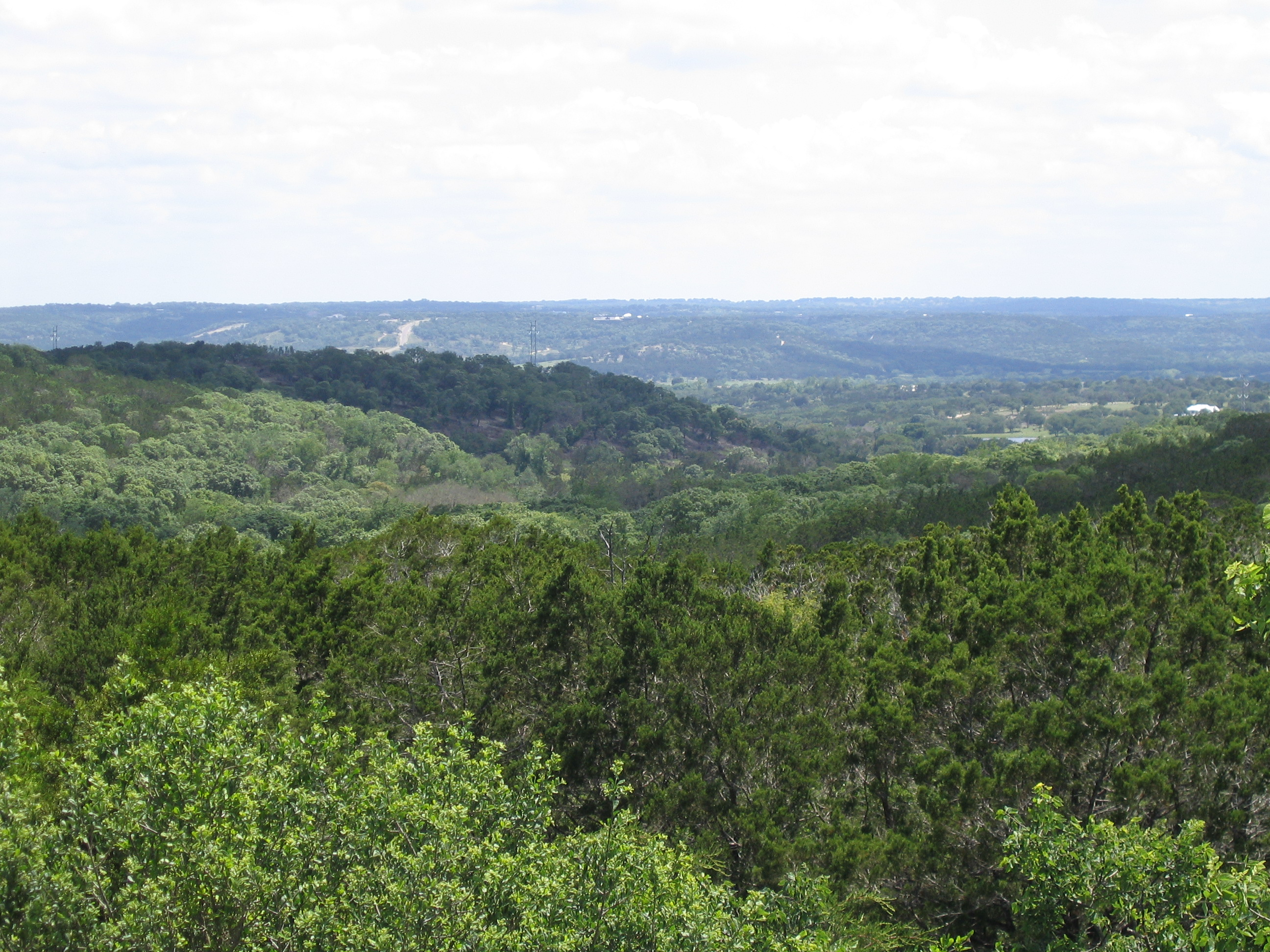
Hill Country, regione geografica posta nel centro dello Stato

Il Texas costituisce una zona di transizione tra le Grandi Pianure e le Montagne Rocciose. I rilievi sono posti in senso longitudinale e la massima elevazione è Guadalupe Peak (2 667 metri sul livello del mare). Tuttavia le pianure, le colline e gli altopiani costituiscono il paesaggio dominante, tenendo conto che l'altitudine media è di 520 m.
Le coste del golfo del Messico sono basse e frastagliate da baie ed estuari. Sono fiancheggiate da diverse grandi isole, la più grande delle quali è Padre Island (542 km²).
Il Texas meridionale è occupato da parte della piana costiera che si estende dalla Florida al Messico, relativamente pianeggiante o leggermente ondulato, con altitudini inferiori ai 300 metri e favorevole alle attività umane.
Il Texas centrale è costituito da altopiani pianeggianti delimitati da scarpate (scarpata di Balcones, scarpata di Caprock) e rappresenta la zona di transizione tra le Grandi Pianure e la piana costiera. L'altopiano di Edwards ricopre una vasta regione del Texas centro-meridionale e funge da raccordo con le Grandi Pianure. Più a nord è posto il Llano Estacado, considerato una delle più grandi mesas del Nord America, e il Panhandle, composto di altopiani e pianure disseminate da canyon. Qui si trova quello di Palo Duro, il secondo più esteso degli Stati Uniti dopo il Grand Canyon del Colorado.
Infine è da segnalare anche il Trans-Pecos, un complesso di catene montuose, altopiani e graben aridi o semi-aridi situato nell'estremità occidentale dello Stato.

### Idrografia

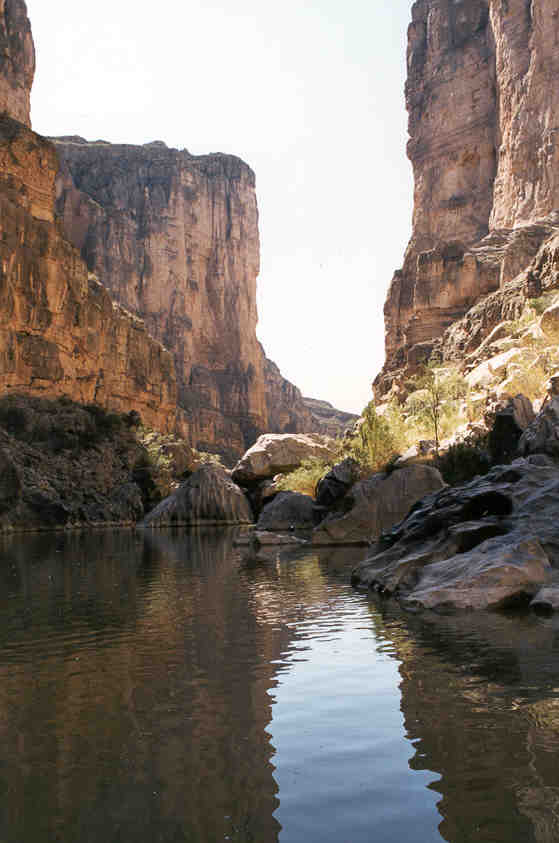
Il Rio Grande attraverso il parco nazionale di Big Bend

Il Texas è bagnato da circa 3 700 fiumi e 15 sistemi fluviali, per una lunghezza totale di 307385 km. La maggior parte di essi scorre in direzione nord-ovest/sud-est. Il Rio Grande è quello principale sia per lunghezza sia per importanza. Nasce sulle Montagne Rocciose, nello Stato del Colorado, e scorre per 3034 km, di cui 2018 km segnano il confine tra Stati Uniti e Messico. La sua portata media è di 160 m³ al secondo. Il suo maggiore affluente è il Pecos che scorre per una lunghezza totale di 1490 km, compreso il suo corso iniziale in Nuovo Messico (la sua sorgente è infatti sui Monti Sangre de Cristo). Con i suoi Template:607000 il bacino idrografico del Rio Grande è uno dei più estesi di tutto l'ovest americano, includendo anche una porzione di Messico settentrionale. Forma un piccolo delta sabbioso prima di gettarsi nel Golfo del Messico.
Il Brazos è il fiume più lungo completamente contenuto in questo Stato: misura 2060 km ed è l'undicesimo negli Stati Uniti. Il suo bacino idrografico si estende su una superficie di circa 116000 km².
Un altro importante fiume è il Colorado del Texas, che ha le sue sorgenti vicino a Lamesa. Nel suo tragitto attraversa la città di Austin prima di gettarsi nel Golfo del Messico dopo un percorso di 1380 km. Altri fiumi texani sono il Sabine (893 km), il Trinity (885 km), il Neches (669 km) e il Rio Nueces (507 km). Tutti concludono il loro corso nel Golfo del Messico.
Lo Stato è attraversato anche da numerosi affluenti del Mississippi. Uno di essi, il Red River, si estende per 2190 km di lunghezza, di cui 1030 km rappresentano il confine settentrionale dello Stato.
Il Canadian è invece un affluente del fiume Arkansas, a sua volta affluente del Mississippi, e attraversa il Texas Panhandle. Infine, nelle regioni aride dell'ovest, alcuni fiumi hanno un carattere temporaneo.
Il lago Caddo è il più grande lago naturale del Texas: si trova nella regione orientale e possiede una superficie di 103 km². Diverse dighe sono presenti sul fiume Colorado, dando forma a bacini quali il lago Buchanan (90,4 km²) e il lago Travis (77 km²). In totale sono presenti più di 180 laghi e bacini artificiali, situati soprattutto nella zona orientale.
Da segnalare anche il bacino Sam Rayburn, uno dei più importanti bacini artificiali texani, esteso per 5,9 km di lunghezza e con una superficie di 463 km².
Le infiltrazioni d'acqua nelle rocce calcaree hanno inoltre dato vita alla formazione di grotte e caverne in diverse regioni come l'altopiano di Edwards (Inner Space Cavern, Natural Bridge Cavern, Wonder Cave). La falda acquifera qui situata si estende su circa 10300 km² e fornisce acqua a oltre due milioni di persone.

### Clima

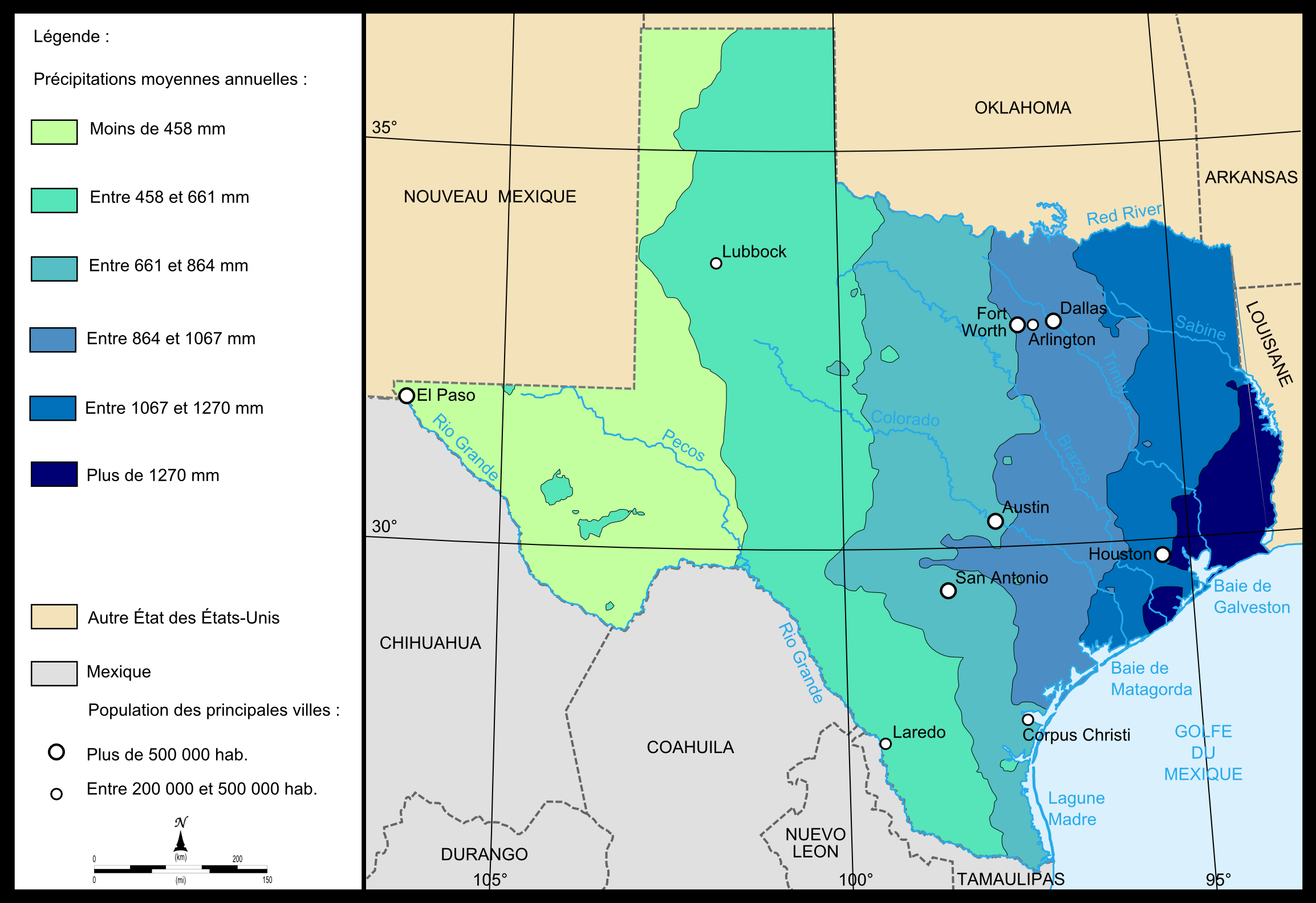
Carta delle precipitazioni annue

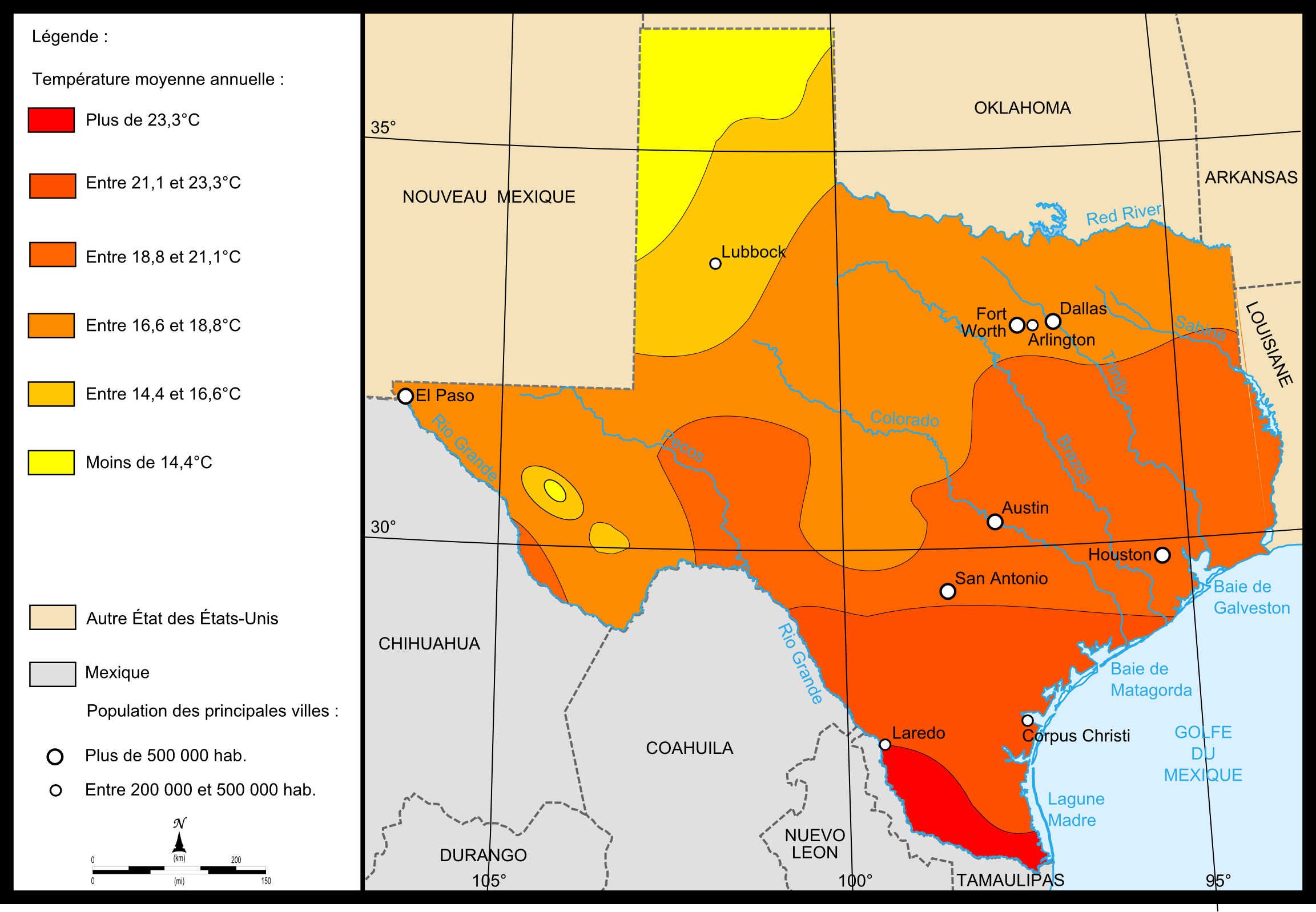
Carta delle temperature medie annue

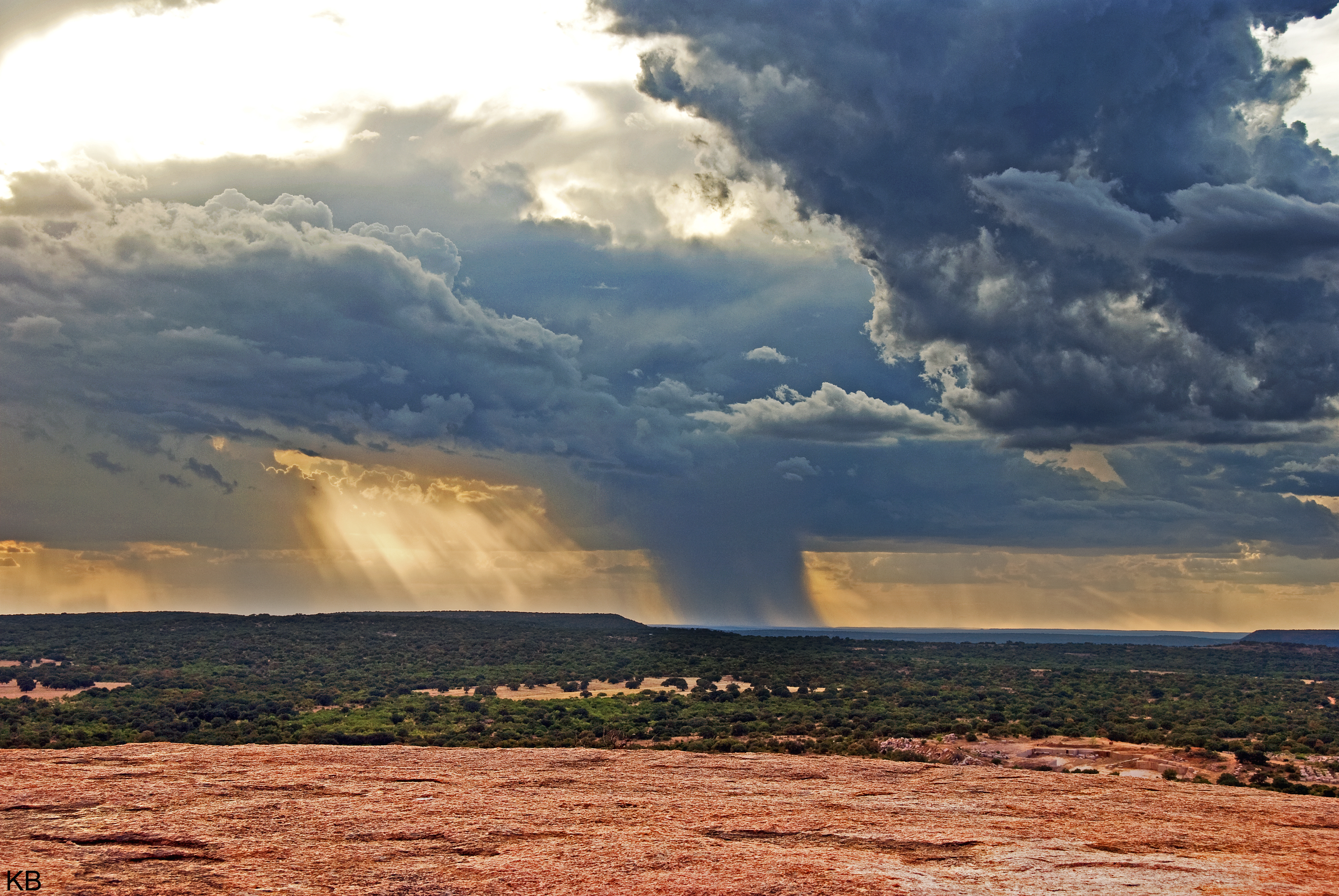
Tempesta sull'Enchanted Rock

A causa delle sue dimensioni, il Texas è caratterizzato da una notevole varietà climatica, e tanto le precipitazioni, quanto le temperature, variano con la latitudine e l'altitudine sul livello del mare.
Le precipitazioni annuali sono comprese tra i 1538,5 mm della Contea di Jasper nell'est, e i 239,5 mm di El Paso nell'estremo occidente. Il record massimo di temperatura è di 49 °C, registrato a Seymour il 12 agosto 1936 e a Monahans il 28 giugno 1994. Il record minimo è invece di −31 °C, misurato a Tulia il 12 febbraio 1899 e a Seminole l'8 febbraio 1933.
Il sud-est del Texas presenta un clima temperato umido e in esso si riscontra una vegetazione simile a quella della vicina Louisiana. Le precipitazioni sono superiori ai 1000 mm annui e sono distribuite abbastanza regolarmente nel corso dei vari mesi, con un massimo in estate e lungo la costa. La temperatura media annua è al di sopra dei 15 °C. Le estati sono calde e umide, gli inverni freschi. L'escursione termica annuale è relativamente elevata, soprattutto nell'entroterra. Tra maggio e settembre, queste regioni sono colpite da tempeste e uragani che causano spesso gravi danni materiali. Tipiche del clima texano sono le supercelle, ovvero una tipologia di temporale molto violenta e distruttiva.
L'ovest si presenta più arido, con una temperatura un po' moderata a causa dell'altitudine. L'irrigazione è necessaria per l'agricoltura, e la vegetazione si è adattata alla siccità.
La maggior parte dello Stato appartiene alla regione naturale delle Grandi Pianure. La zona settentrionale presenta un clima di tipo continentale con un'elevata escursione termica. La neve copre il suolo per tutto l'inverno e cade con una media di circa 58 centimetri annui. Nella stagione fredda il blizzard può paralizzare le reti di trasporto e le cold waves possono far abbassare improvvisamente le temperature. Un altro tipico elemento del clima texano è rappresentato dai tornado, fenomeni violenti e puntuali riguardanti questa parte della Tornado Alley; essi nascono dall'unione dell'aria tropicale con l'aria più fredda proveniente da nord. In estate i venti caldi causano fenomeni quali la siccità e l'erosione del suolo, come nel Dust Bowl degli anni 1930, mentre le improvvise piogge talvolta possono causare inondazioni da parte dei fiumi.
|  |  |  |

### Ambiente
Il Texas a causa delle sue dimensioni presenta una notevole varietà di ecosistemi. I principali sono paludi e lagune lungo la costa, foreste nella regione orientale e centrale, praterie a nord e deserti e montagne a ovest. Alcune aree sono state dichiarate parchi naturali: il parco nazionale di Big Bend, il Parco nazionale dei Monti Guadalupe e il Parco statale del Canyon di Palo Duro ne sono alcuni esempi.
Anche la fauna e la flora del Texas sono molto diversificate. Sono originarie di questo Stato circa un centinaio di specie di mammiferi e altrettante di rettili, di cui i più pericolosi sono il crotalo e il mocassino d'acqua. Circa 550 specie di uccelli vivono qui, quasi i tre quarti di quelle viventi negli Stati Uniti. Anche gli animali divenuti ormai simboli dello Stato rivelano la sua grande biodiversità: il mimo settentrionale per gli uccelli, il pesce persico del Guadalupe per i pesci, l'armadillo a nove fasce, il pipistrello senza coda messicano e il longhorn per quanto concerne i mammiferi, la lucertola cornuta del Texas tra i rettili e la farfalla monarca e il Sinistrofulgur pulleyi per gli invertebrati. Le piante riconosciute come simbolo dello Stato sono invece il peperoncino, il fico d'India, il lupino, la cipolla dolce e il pecan. Infine molte sono le specie protette dal governo, come il bisonte, il Puma, l'antilocapra e il lupo rosso.
L'ambiente del Texas è tuttavia minacciato dai cambiamenti climatici e dalle attività umane: la frequenza delle tempeste e degli uragani erode la costa, che è anche soggetta ai mutamenti del terreno, e l'inquinamento industriale minaccia i fiumi, le baie e le falde acquifere sotterranee. Houston è la città più inquinata dello Stato. L'intensità di irrigazione e l'eccessivo sfruttamento dei pascoli minaccia invece il nord e l'ovest dello Stato.

### Geologia

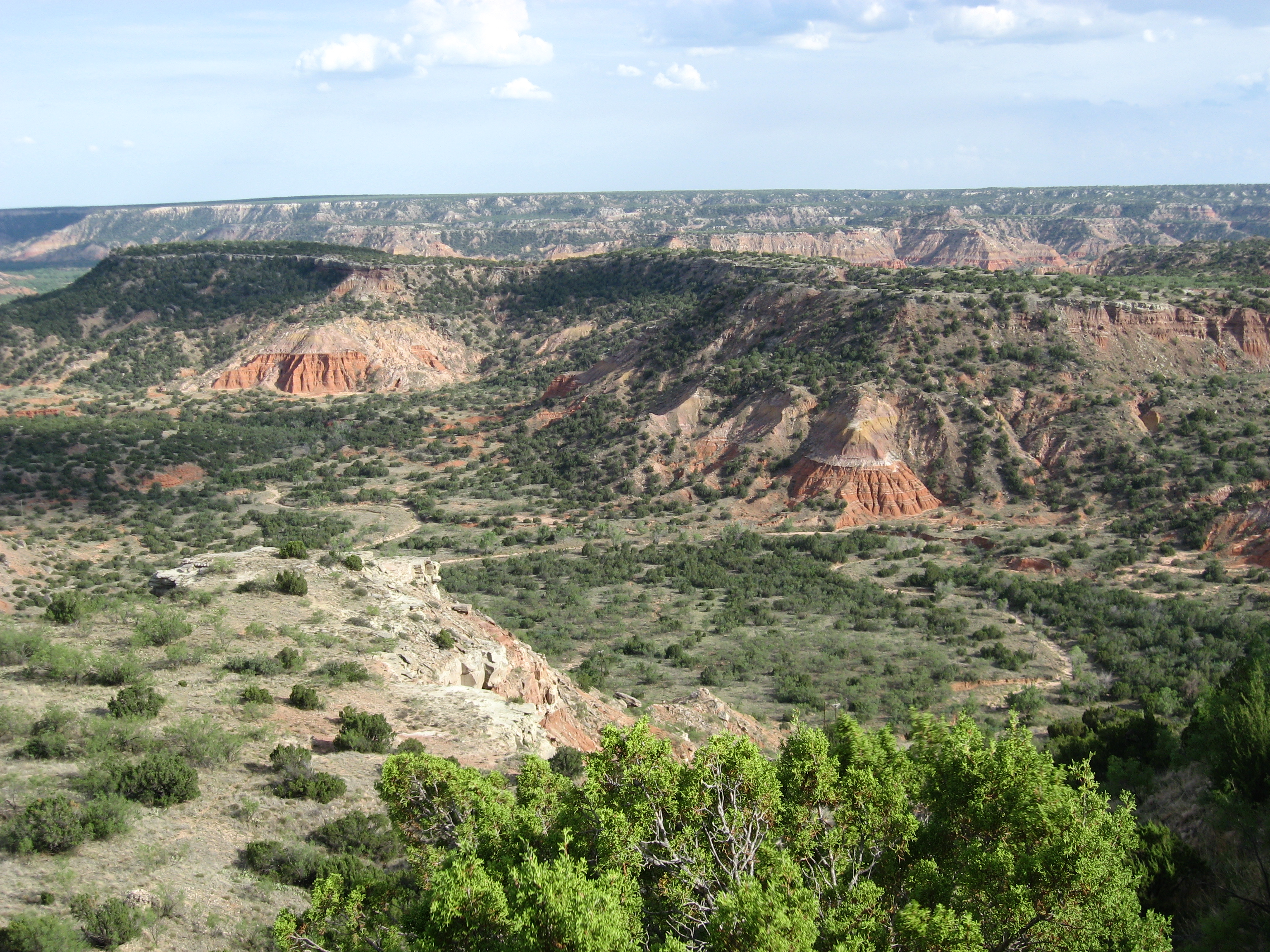
Il Canyon di Palo Duro

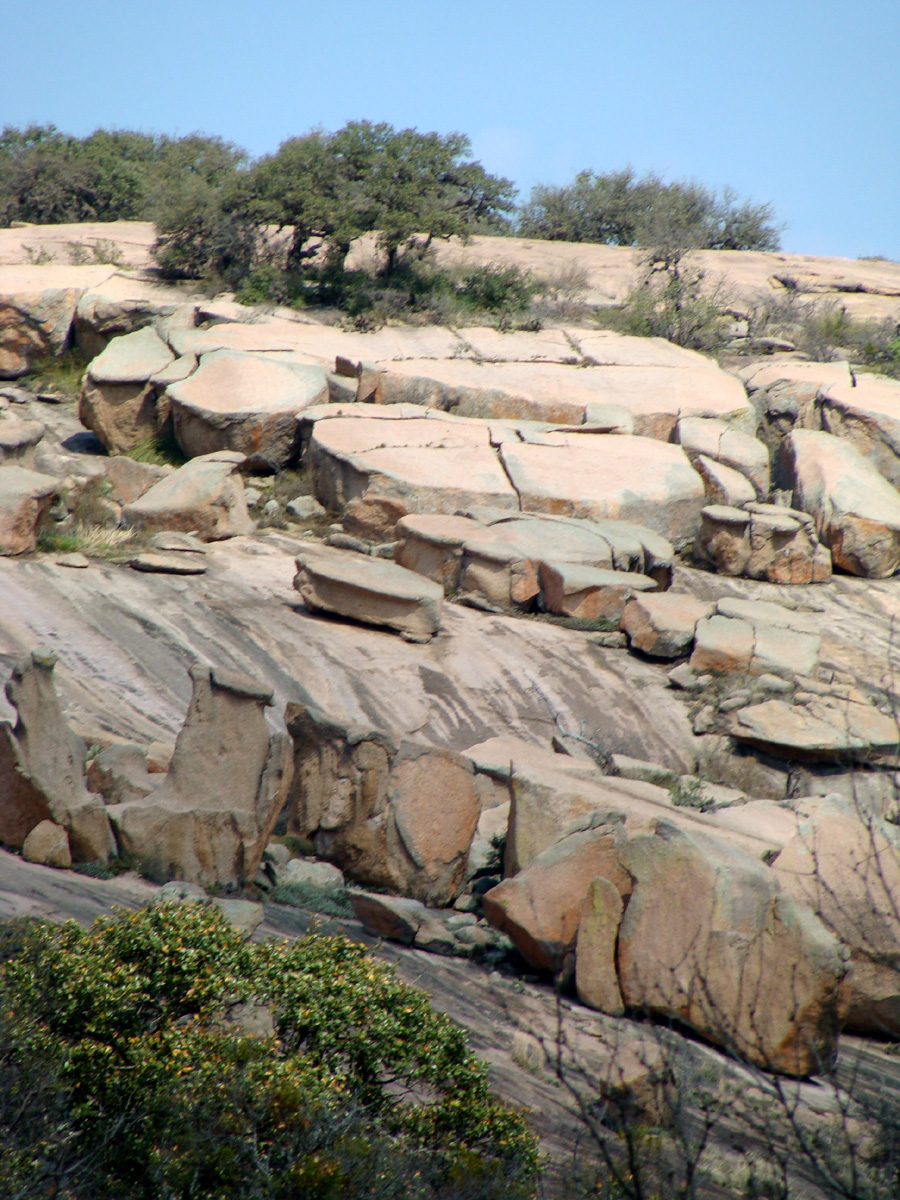
L'Enchanted Rock

La parte del Texas geologicamente più antica è quella del Llano Uplift, situato nel centro del Texas Hill Country: le rocce granitiche del Precambriano che si trovano in questo sito hanno un'età di circa 1,1 miliardi di anni e costituiscono i resti di un'antica catena montuosa erosa. La zona più conosciuta agli abitanti e ai turisti è l'Enchanted Rock.
Alla fine del Paleozoico (290 milioni di anni fa), la collisione del Nord America con il Sud America diede vita a una catena di montagne (orogenesi di Ouachita del Pennsylvaniano) i cui resti sono visibili nelle Marathon Mountains, situate tra le catene occidentali e l'altopiano di Edwards. Durante questo periodo si formò anche la scarpata di Balcones.
Nel permiano, circa 280 milioni di anni fa, i Monti Ouachita erano delimitati dal mare a ovest; in fondo a esso si andarono depositando resti di microrganismi, minerali e sedimenti da erosione. Questi depositi, soprattutto quelli situati nel bacino permiano di Midland e in quello di Odessa, vennero successivamente ricoperti da strati di sedimentari e incominciarono il lento processo che li trasformò in petrolio. Le rocce del permiano sono visibili nel Canyon di Palo Duro e nei Monti Guadalupe. Successivamente l'apertura del Golfo del Messico nel Mesozoico causò una spaccatura a sud dei Monti Ouachita ed ebbe un notevole impatto sulla geomorfologia del Texas: grandi quantità di sale e calcare si depositarono sotto l'attuale piana costiera nel Giurassico, quando i primi mari poco profondi andavano formandosi. L'accumulo di strati sedimentari nel Cretaceo è all'origine dell'altopiano di Edwards.
Dalla fine del Cenozoico, il sollevamento geologico di buona parte degli Stati Uniti occidentali portò alla formazione delle Montagne Rocciose e di altre catene montuose e bacini nella regione del Trans-Pecos. L'Eocene e l'Oligocene furono invece caratterizzati da un'intensa attività vulcanica in questa regione.
Dalla metà del Terziario al Quaternario, gli altopiani furono progressivamente coperti da sedimenti strappati dai fiumi alle Montagne Rocciose situate più a ovest. Il sollevamento delle Montagne Rocciose e l'erosione dei fiume diede luogo anche a canyon come quello di Palo Duro e a scarpate quali Caprock e Mascalero. La maggior parte delle valli furono scavate nel Pleistocene, dando forma all'attuale geologia della regione interna.
Ugualmente nel terziario si formò la piana costiera in seguito all'accumulo di fango, limo e sabbia. Con il ritiro del mare durante il Cenozoico cominciò a disegnarsi il litorale attuale del Texas, composto da depositi sedimentari apportati progressivamente.
Il Texas non è mai stato colpito da violenti terremoti: uno dei più importanti fu quello di Valentine del 16 agosto 1931, che non causò eccessivi danni. Le regioni più vulnerabili al rischio sismico sono il Trans-Pecos, e, in misura minore, il nord dello Stato.

## Origini del nome
La parola Texas deriva da táysha, che nella lingua parlata dai nativi americani Hasinai significa "alleati" o "amici". È soprannominato Lone Star State (Stato della stella solitaria) e il suo motto è Friendship (amicizia).

## Storia
(John Steinbeck)

### Antichità ed epoca precolombiana

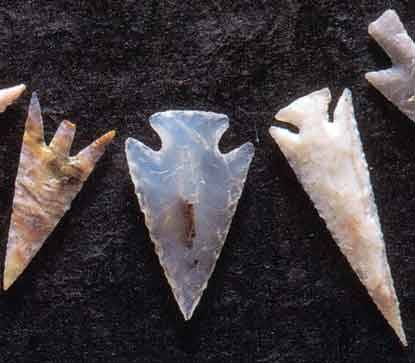
Frecce amerindie ritrovate nell'Alibates Flint Quarries National Monument

La storia del Texas prima della comparsa dell'uomo in larga parte coincide con quella del resto del mondo; tra 225 milioni e 65 milioni di anni fa, fu anch'esso abitato dai dinosauri e dai ritrovamenti archeologici si pensa che qui ne vissero almeno 16 specie.
L'uomo comparve solo circa 11 200 anni fa. I ritrovamenti più antichi sono il Midland Man, un maschio scoperto nel 1953 nella contea di Midland, una femmina trovata nella contea di Williamson nel 1983 e un uomo e un ragazzo scoperti poco tempo dopo vicino a Waco.
Dopo la fine del Pleistocene (tra il 9200 e il 6000 a.C.) il territorio fu abitato da alcuni paleoindiani che possono essere collegati alle culture Clovis e Folsom. Essi conducevano una vita nomade, cacciavano grandi mammiferi scomparsi (come mammut e bisonti dalle lunghe corna) per mezzo di frecce e atlatl e si rifornivano di selce soprattutto nel sito di Alibates Flint.
Il periodo dei grandi cambiamenti climatici che va all'incirca dal 6000 a.C. al 700 a.C. fu caratterizzato dall'estinzione dei grandi mammiferi e dalla relativa crescita della popolazione a partire dal III millennio a.C. Molte incisioni risalenti a questa epoca sono visibili sulle pareti delle grotte o sulle rocce, soprattutto nei siti di Hueco Tanks e Seminole Canyon.
Alcune popolazioni che vivevano nel Texas orientale incominciarono a stabilirsi in questa regione nei primi secoli d.C; essi praticavano l'agricoltura e costruivano tumuli funerari. Questa fase mostra l'influenza che ebbero sulla storia del Texas le civiltà del bacino del Mississippi come i Mound Builders.

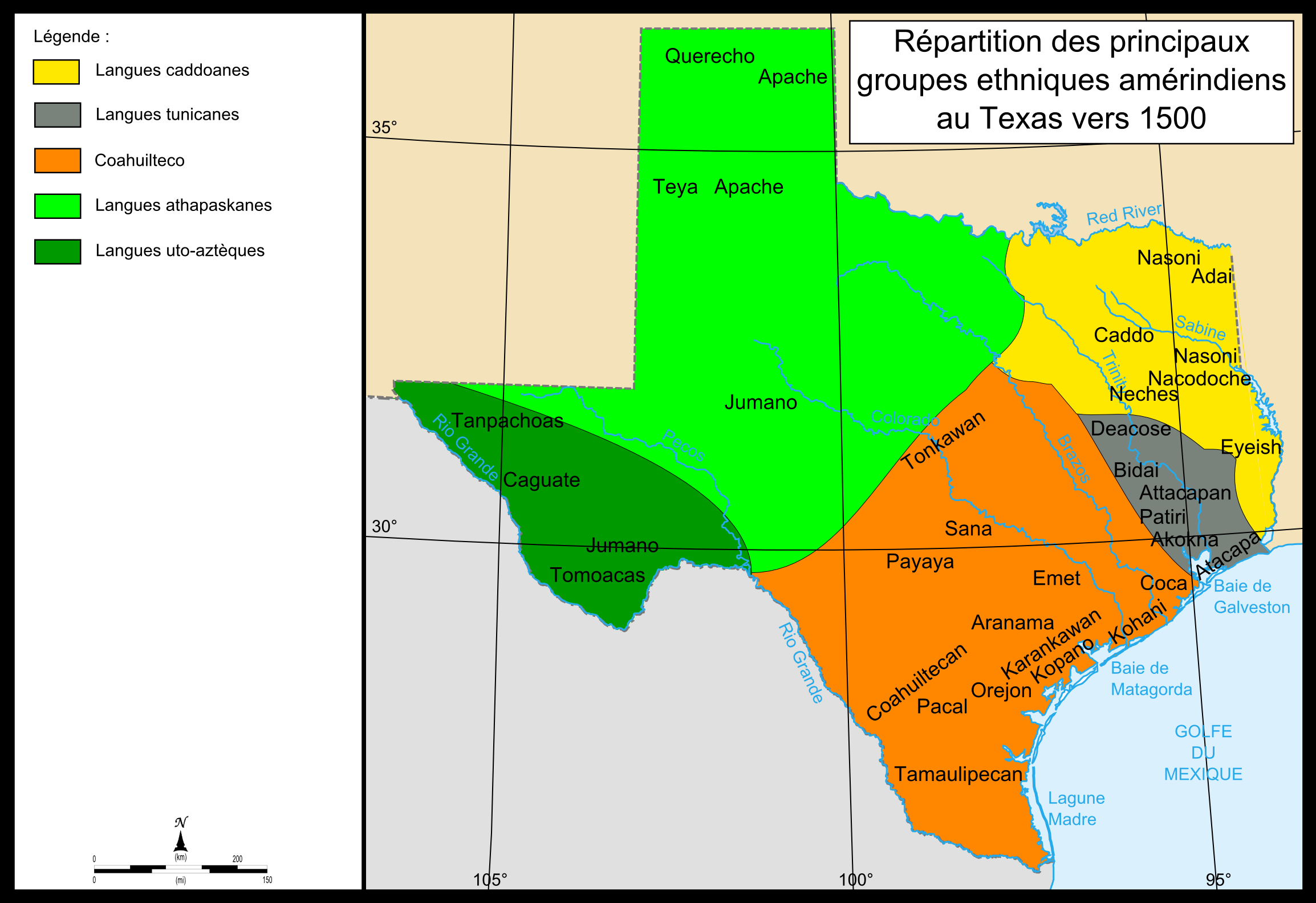
Principali gruppi etnici di nativi americani nel XVI secolo

A partire dall'VIII secolo l'arco e la freccia fecero la loro comparsa nella regione, la produzione della ceramica venne sviluppata e incrementò la dipendenza alimentare dei nativi dalla caccia al bisonte. Numerosi utensili in ossidiana vennero ritrovati in vari siti texani, testimonianza di scambi commerciali con il vicino Messico e le Montagne Rocciose.
Dopo il 1000 tra le popolazioni del Texas orientale si sviluppò la civiltà degli indiani Caddo. Era basata sull'agricoltura e raggiunse l'apice intorno al 1400.
Poco prima dell'arrivo degli europei, il Texas si presentava occupato da numerosi popoli nativi, tra cui Alabama, Apache, Aranama, Atakapa, Caddo, Comanche, Coahuiltecan, Cherokee, Choctaw, Coushatta, Hasinai, Jumanos, Karankawa, Kickapoo, Kiowa, Tonkawa e Wichita.

### Esplorazione europea (XVI – XVII secolo)

#### Esplorazione spagnola
A causa delle sue imponenti dimensioni e della posizione strategica, gli europei incominciarono a interessarsi al Texas sin da quando arrivarono per la prima volta nel Nuovo Mondo. Dopo la conquista delle Grandi Antille, gli spagnoli si rivolsero verso il Continente americano. Credendo forse che in questa terra sconosciuta si trovasse il mitico Stretto di Anián, che avrebbe dovuto essere una rotta navigabile verso l'Asia, essi si accinsero a esplorare l'attuale Texas.
L'esplorazione ebbe inizio nel 1519, quando Alonso Álvarez de Pineda raggiunse per primo la costa del Golfo del Messico e ne disegnò una mappa.
Nel 1528 il conquistador Álvar Núñez Cabeza de Vaca, un superstite della spedizione di Pánfilo de Narváez, fu il primo europeo ad arrivare in questa zona. Fu seguito da Francisco Vázquez de Coronado che esplorò il nord nel 1541 in cerca di oro e pietre preziose, ma la sua ricerca si rivelò infruttuosa. L'anno seguente, i sopravvissuti della spedizione di Hernando de Soto provenienti da est esplorarono la zona e altri viaggi vennero effettuati sotto la guida dei Francescani durante il XVI e XVII secolo.

#### Texas francese

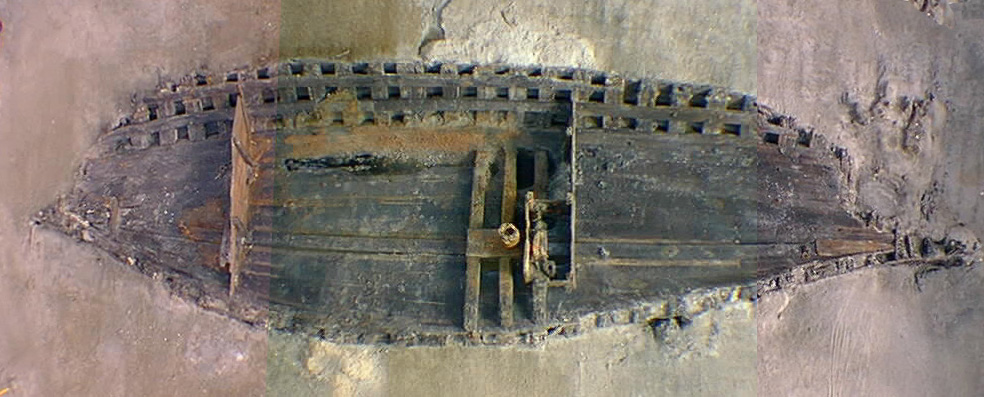
La Belle, una delle navi della spedizione di La Salle

Nel 1685 l'esploratore francese René Robert Cavelier de La Salle, nel corso di una spedizione alla ricerca della foce del Mississippi, sbarcò nella baia di Matagorda e fondò una colonia che chiamò Fort Saint Louis. La sua spedizione arrivò in seguito sul Rio Grande e sul fiume Trinity e perdette due navi durante una tempesta: una di esse, chiamata La Belle, venne ritrovata nel 1995 e costituisce un sito archeologico. La Salle partì poi alla volta del Canada, ma nel marzo 1687 venne ucciso nel corso di una ribellione sulla costa del Texas. Avvertiti della presenza francese alle porte della Nuova Spagna, la corona spagnola inviò quindi una decina di spedizioni tra il 1685 e 1689 per trovare l'insediamento francese. Infine nel 1689 Alonso De León ritrovò Fort Saint Louis, che nel frattempo era stato abbandonato a causa delle epidemie e dell'ostilità degli indiani, e lo distrusse l'anno successivo nel corso di un secondo viaggio.
La Francia continuò a rivendicare il Texas fino al trattato di Parigi del 1763.

### Texas spagnolo (1680-1821)
Il Texas nel 1716 fu integrato nella colonia della Nuova Spagna e rimase sotto il suo dominio fino all'indipendenza del Messico nel 1821. L'installazione degli spagnoli, che in realtà aveva avuto inizio già nel corso del XVIII secolo, era una risposta all'espansione francese in Louisiana e nei territori circostanti, causata dal desiderio di preservare le ricche miniere d'argento del Messico. Materialmente si manifestò mediante l'arrivo di nuovi coloni, la fondazione di forti e missioni gesuitiche e francescane e lo scontro con le ostilità dei popoli nativi.

#### I primi insediamenti

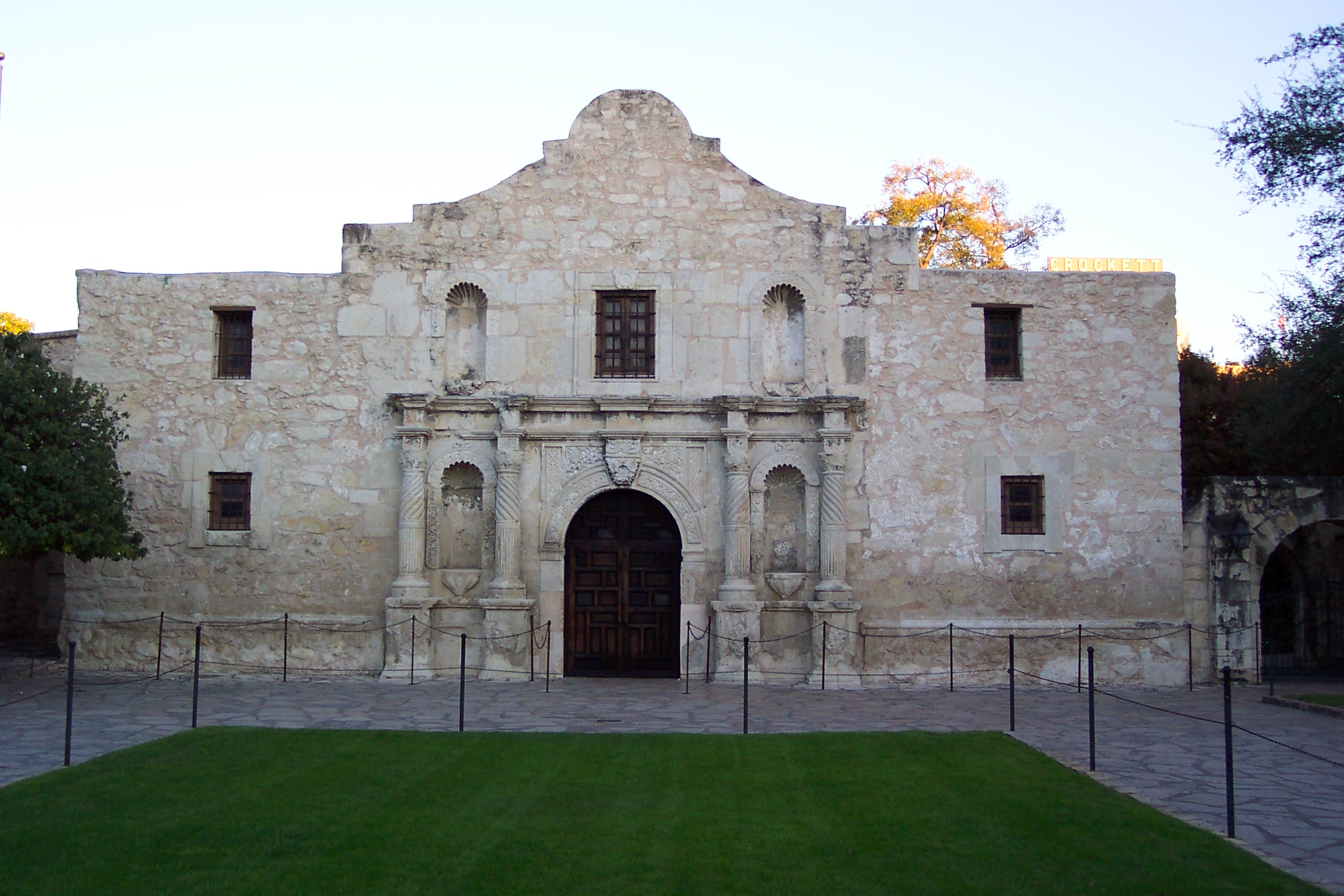
La missione Alamo

Il più antico insediamento europeo in Texas fu Ysleta del Sur Pueblo, successivamente trasformato in riserva, situato nella parte occidentale della regione lungo il Rio Grande. Fu fondato nel 1682 dai frati francescani e dagli indiani Tigua.
Nel 1690 fu fondata la missione francescana di San Francisco de los Tejas lungo il fiume San Pedro Creek, in ciò che è successivamente diventata la contea di Houston, ma a causa della minaccia degli indiani Nabedache che abitavano la zona i religiosi furono costretti a lasciare il sito nel 1731 e si trasferirono a San Antonio.
Il 24 giugno 1699 fu edificata nel basso corso del Rio Grande la missione di San Juan Bautista, che fungeva anche da presidio militare per gli spagnoli. Essa divenne quindi il primo insediamento militare nella zona e lì venne installato un governatore. In seguito furono costruiti nuovi presidi a est, come Fort Taovaya, Los Adaes, San Augustin de Ahumada, Concepcion e San Luis de Amarillas.
Nel 1718 fu inaugurata la missione di San Antonio de Valero, che nel 1803 venne trasformata in una postazione militare e prese il nome di Alamo in onore di Alamo de Parras, la città natale dei soldati, situata nello stato messicano di Coahuila. Seguirono successivamente altre istituzioni religiose come la missione di San Juan Capistrano (1716) o la missione Nuestro Señora del Espíritu Santo de Zúñiga (1722). Sotto la guida di José de Escandón vennero anche fondati numerosi villaggi da parte dei coloni tra il 1749 e il 1755 nella regione del Nuevo Santander, che corrispondeva al Texas meridionale e al Tamaulipas messicano.
Durante tutto il XVIII secolo continuò l'esplorazione del Texas da parte di contrabbandieri e commercianti di legname che mantenevano contatti con i nativi. In particolare Zebulon Pike esplorò una parte del Texas tra il 1806 e il 1807.

#### Relazioni con le potenze vicine e i nativi americani

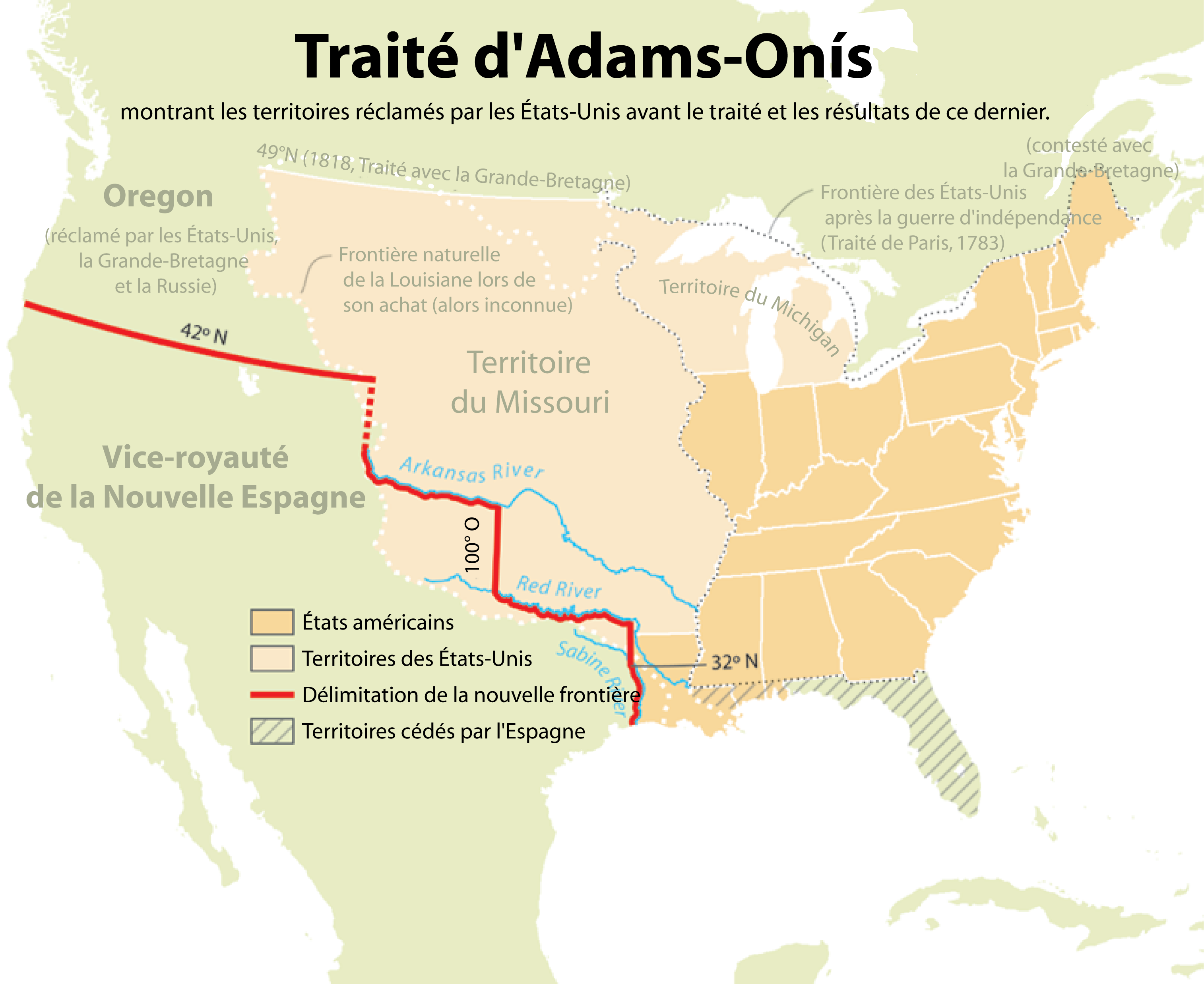
Modifiche della frontiera dopo il trattato Adams-Onís del 1819

Il trattato di Parigi del 1763, che pose fine alla guerra dei sette anni tra potenze europee, cambiò notevolmente la geopolitica del Nord America: la Francia perse il Canada e la Louisiana, le rive occidentali del Mississippi vennero cedute alla Spagna e il resto della Louisiana divenne statunitense nel 1803. La Nuova Spagna non doveva più temere la presenza francese.
I missionari, i pionieri e gli avventurieri introdussero i primi cavalli nel Texas spagnolo, oltre a oggetti di metallo e vetro che trasformarono radicalmente la vita dei nativi americani. Il cavallo rinforzò diverse tribù nomadi e contribuì a cambiare la loro distribuzione geografica. I primi contatti tra Europei e nativi furono spesso pacifici, ma ben presto le truppe spagnole e i loro coloni dovettero affrontare i Comanche e gli Apache, confronto che durò per tutto il XVIII secolo.

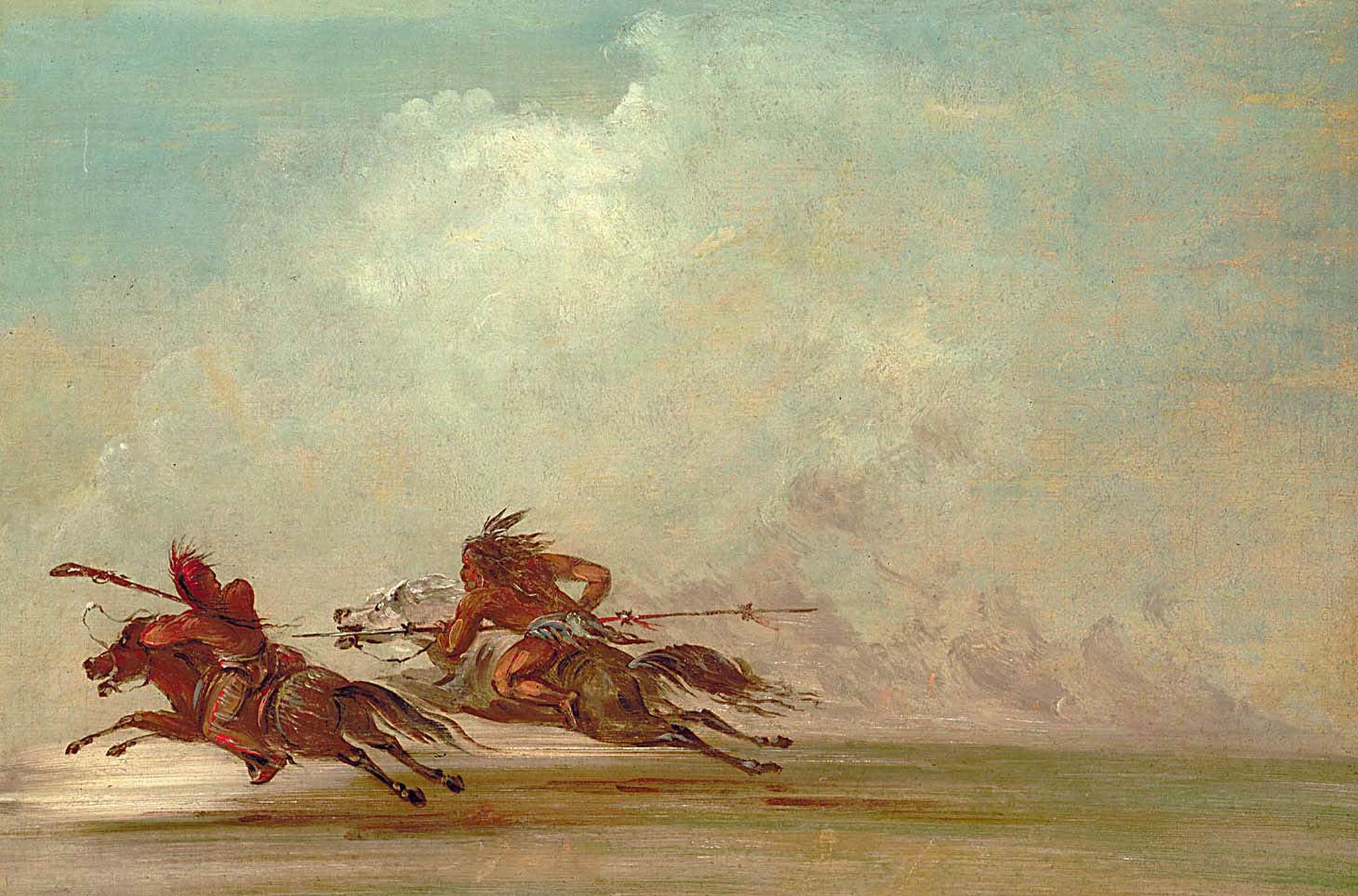
Comanche all'attacco in un dipinto di George Catlin del 1834

Dopo la loro indipendenza nel 1783, gli Stati Uniti incominciarono la loro espansione a ovest, e nel 1795 la navigazione commerciale sul Mississippi venne aperta agli americani. La vendita della Louisiana nel 1803 corrispose a un importante aumento del territorio degli Stati Uniti verso ovest. L'influenza americana si tradusse ugualmente con l'arrivo di avventurieri come Philip Nolan o di commercianti e scienziati come William Dunbar e Peter Custis. Il trattato Adams-Onís del 1819 fissò infine il confine tra i territori degli Stati Uniti e i territori spagnoli.

#### Lo sviluppo del Texas

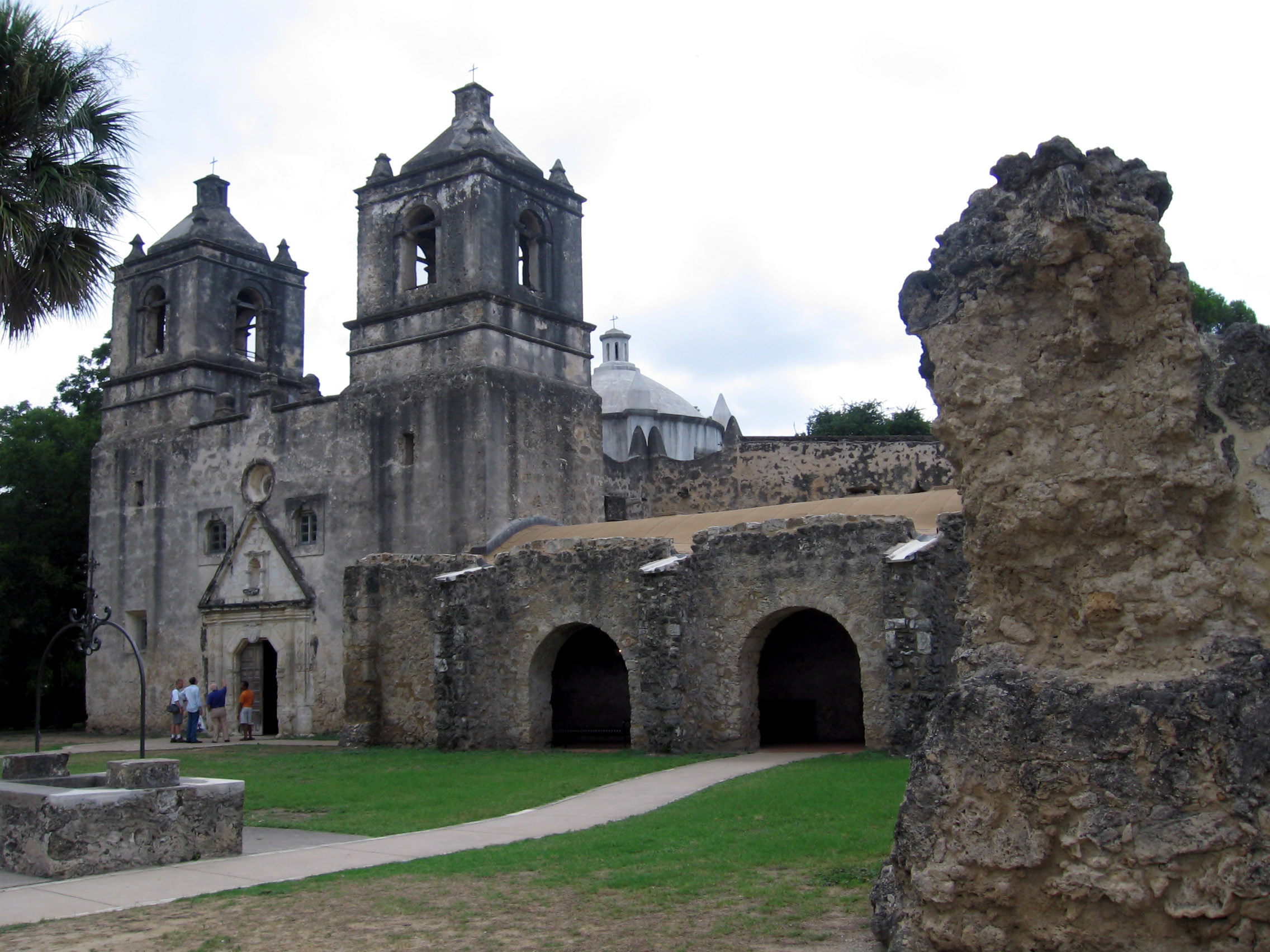
La Missione Concepcion presso San Antonio

Nel XVIII secolo la colonia del Texas non era molto popolata: si contavano 500 tejanos nel 1731, e solo 1 000 nel 1760. Per incoraggiare l'installazione di nuovi coloni il governo decise così di offrire loro il titolo di hidalgo o benefici finanziari. Venne permesso anche agli anglo-sassoni di stabilirsi nel Texas, guidati da empresarios quali Haden Edwards o Moses Austin.
Vi erano numerose difficoltà economiche, causate soprattutto dall'isolamento e dal monopolio spagnolo del commercio. Gli spagnoli avevano scavato miniere in cui erano impiegati soprattutto schiavi indigeni, realizzato opere di irrigazione lungo il Rio Grande, fondato ranch e imposto il sistema delle hacienda, grandi aziende agricole autarchiche che disponevano di diversi edifici raggruppati intorno a una piazza. Anche le missioni cambiarono, divenendo anche centri di produzione agricola e artigianale che utilizzavano il lavoro dei popoli nativi.
La tradizione dell'allevamento estensivo in Texas risale alla colonizzazione spagnola. Gli animali erano seguiti dai charro, antenati dei cowboy, che conoscevano già l'arte del rodeo per catturare i bovini selvatici mediante il lazo.

### Texas messicano (1821-1836)

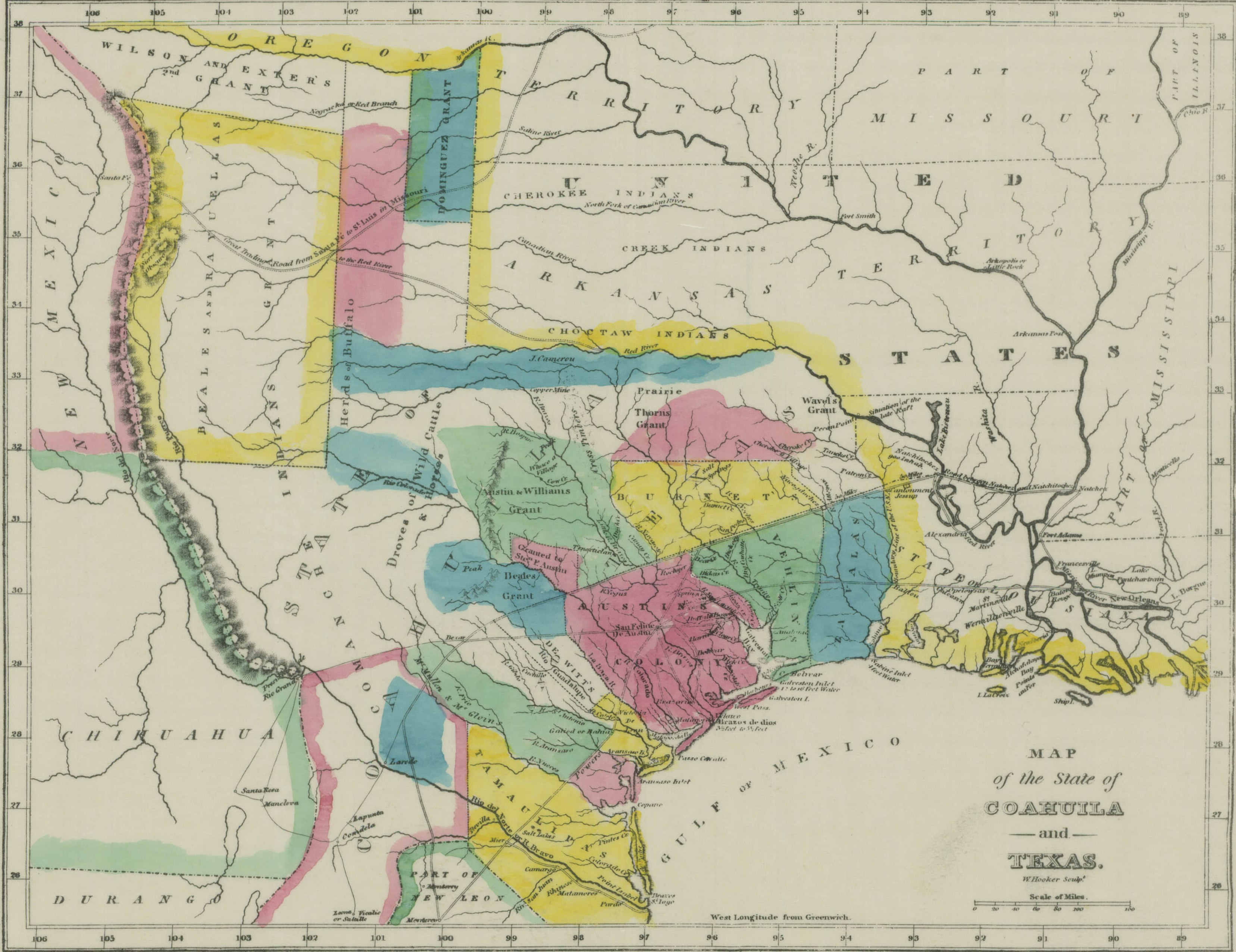
Provincia di Coahuila y Tejas nel 1833

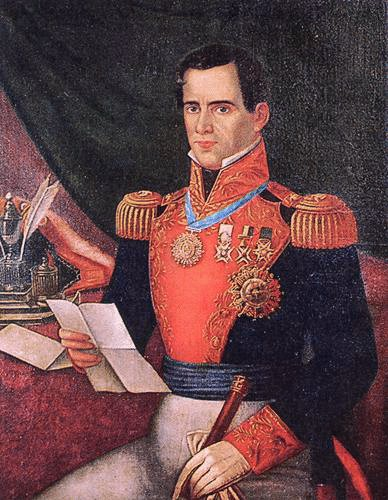
Antonio López de Santa Anna

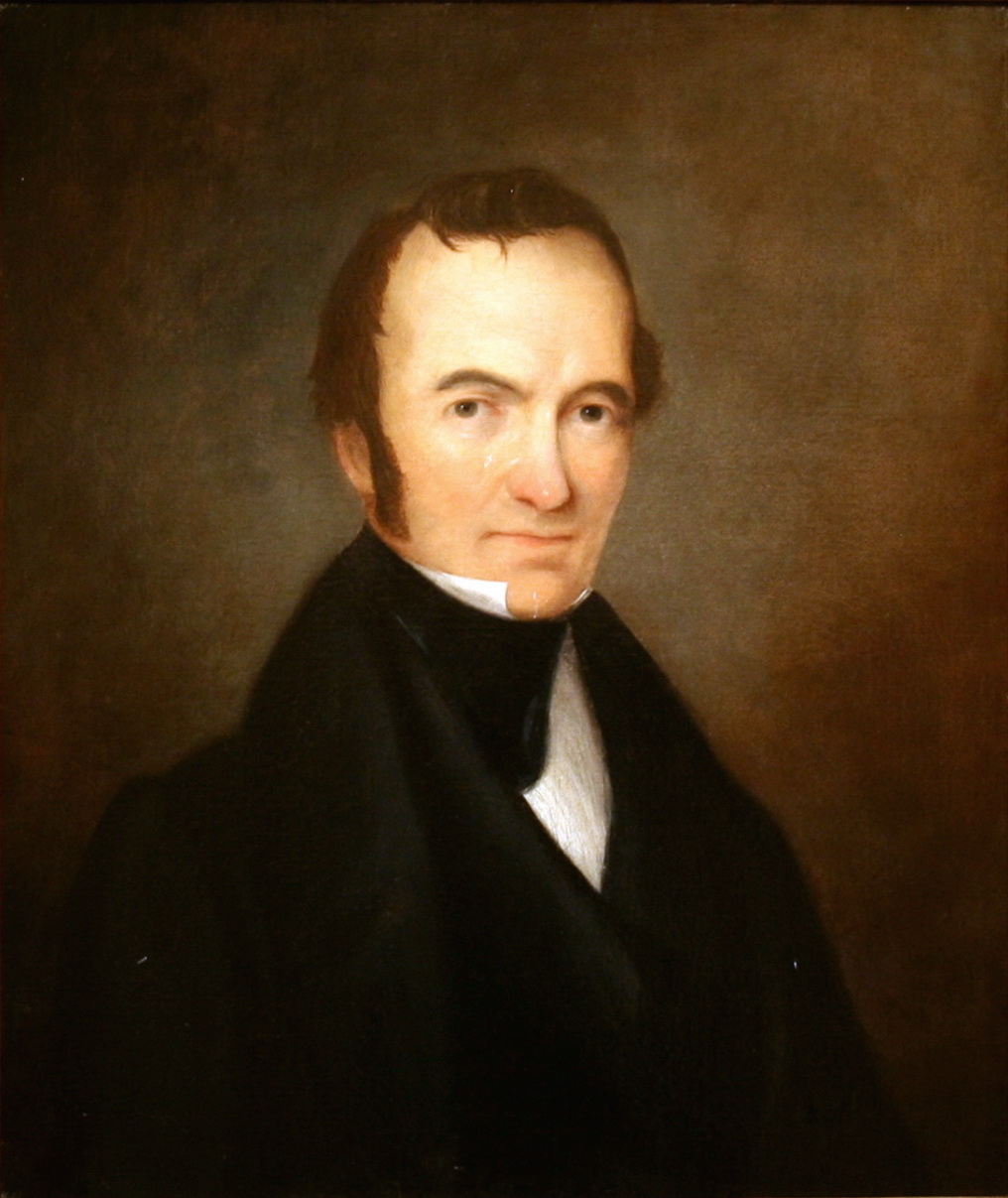
Stephen Fuller Austin

Nel 1821, il Messico si emancipò dalla tutela coloniale spagnola a seguito di una guerra di indipendenza. Dopo un travagliato periodo, il paese si dotò di una costituzione nel 1824 e divenne una Repubblica federale con il Cattolicesimo come religione di Stato.
Il Texas venne raggruppato con il vicino Coahuila per motivi demografici, dando forma al Coahuila y Tejas con capitale a Saltillo. Tra il 1821 e il 1822, Moses Austin e suo figlio Stephen Fuller Austin fecero arrivare 300 famiglie anglo-sassoni nel Texas, i cosiddetti Old Three Hundred.
La colonia aveva come capoluogo San Felipe de Austin, quando Stephen Austin istituì un posto di giustizia e una milizia, i precursori della Texas Ranger Division. In totale 24 empresarios presero parte alla crescita della popolazione nella regione, oltre allo sviluppo e alla difesa contro gli indiani. Molti di questi immigrati erano anglo-americani possidenti di schiavi. Il governo messicano si era accorto che gli anglo-americani si rifiutavano di diventare cittadini, cercando di vivere separatamente e non rispettando le leggi sulla schiavitù, formalmente abolita nel 1829. Il presidente messicano Anastasio Bustamante minacciò il Texas di un intervento militare, prese misure per scoraggiare la colonizzazione anglo-americana e infine vietò l'installazione di americani in Texas. Per prevenire l'immigrazione dagli Stati Uniti, vennero costruiti dei forti lungo il confine. Tuttavia queste misure non ostacolarono l'afflusso di americani in Texas: erano 7 000 nel 1830, ma il loro numero salì a 30 000 nel 1834. Per contro i messicani erano soltanto 7 800.
Il Texas divenne una sfida geopolitica per gli Stati Uniti: gli speculatori americani volevano la grande terra del Texas e il governo vedeva la sua annessione come un modo per mantenere l'equilibrio tra abolizionisti e schiavisti. Nel 1827 e nel 1829, i presidenti John Quincy Adams e Andrew Jackson cercarono di acquistare la regione dal governo messicano, ma senza successo.
Nel 1832, i ribelli attaccarono la guarnigione texana d'Anahuac e il 26 giugno vinsero la battaglia di Velasco. Nell'ottobre dello stesso anno, 55 delegati del Texas si riunirono a San Felipe e scrissero una petizione al governo messicano, chiedendo l'abrogazione delle leggi di colonizzazione e il riconoscimento del Texas come uno Stato a pieno diritto. Un secondo convegno si tenne l'anno seguente per scrivere una Costituzione del Texas. Essa venne consegnata al Presidente Antonio López de Santa Anna a Città del Messico da Stephen Fuller Austin, che venne però arrestato il 21 novembre 1833 con l'accusa di tradimento.
Il governo messicano si trovò costretto a fare concessioni ai texani: l'articolo 11 delle leggi di colonizzazione venne abrogato, consentendo agli immigrati americani di stabilirsi nel territorio e l'inglese venne accettato come seconda lingua. Il Texas venne diviso in tre dipartimenti (San Antonio-Bexar, Brazos e Nacogdoches) e la capitale nel marzo 1833 venne spostata a Monclova. Quando però il governo messicano volle abolire il sistema federale per istituire una gestione centralizzata, la guerra civile si riaccese nuovamente.

### La rivoluzione del Texas e l'indipendenza

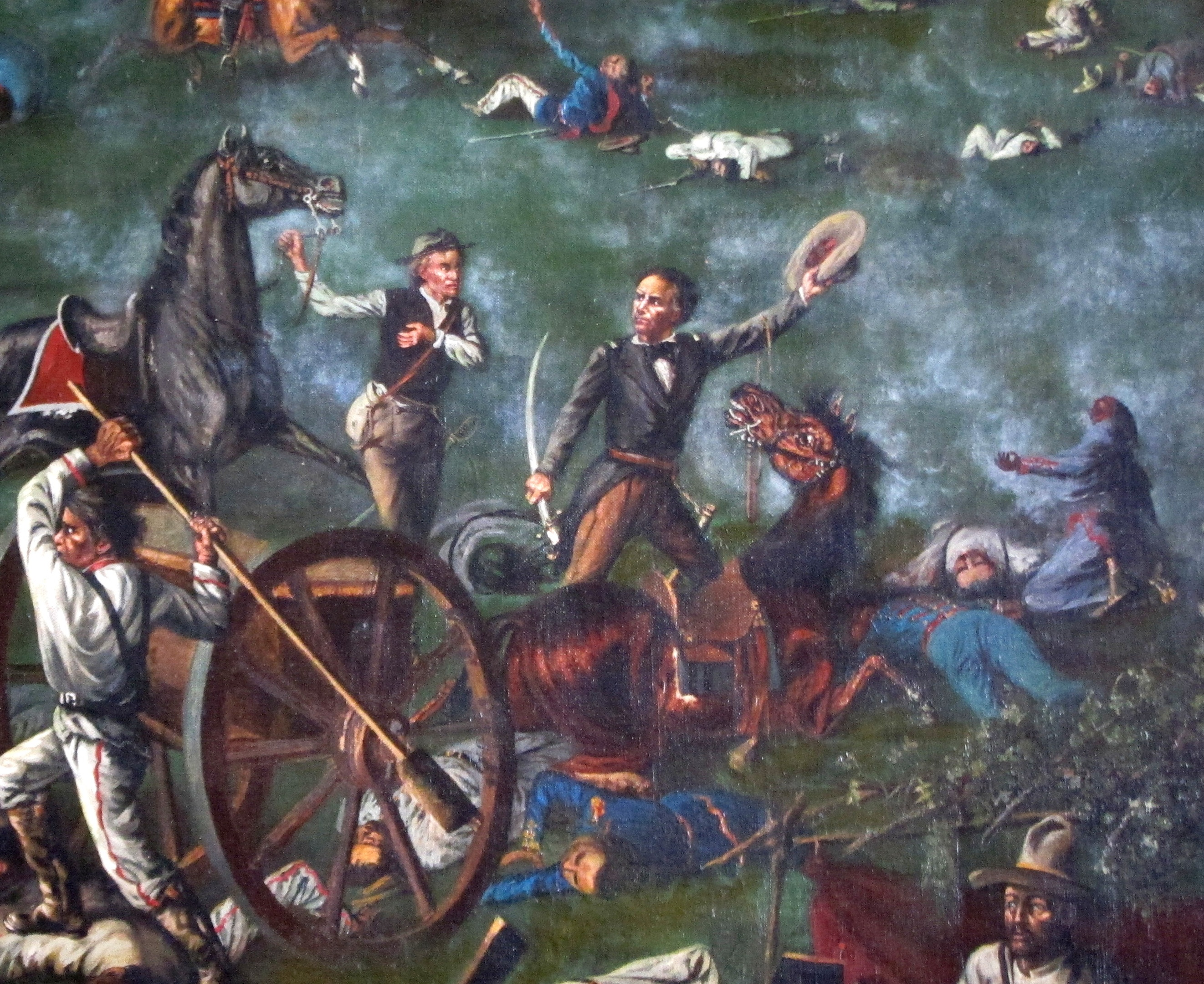
Sam Houston nella battaglia di San Jacinto

La rivoluzione del Texas ebbe inizio nell'ottobre 1835 con la battaglia di Gonzales, che vedeva opposte le truppe anglo-americane alla truppe messicane.
Il 7 novembre dello stesso anno i rappresentanti delle diverse colonie texane si incontrarono a San Felipe de Austin e dichiararono di voler difendere la Costituzione messicana del 1824. Venne così istituito un governo provvisorio e un parlamento eletto e nel 1836, Samuel Houston fu nominato capo delle forze armate per condurre la guerra di indipendenza. Il generale messicano Antonio López de Santa Anna decise di condurre una spedizione punitiva con lo scopo di sedare la ribellione e dal 26 febbraio al 6 marzo condusse l'assedio di Fort Alamo, un'ex missione di San Antonio occupata dai ribelli. I 5 000 soldati messicani ebbero la meglio sugli insorti ed entrarono nel forte. La battaglia causò circa 200 morti sul fronte dei texani, tra cui il celebre Davy Crockett, e i sopravvissuti vennero catturati e giustiziati su ordine del generale nemico. Gli uomini morti ad Alamo divennero rapidamente eroi per gli indipendentisti, che si dimostrarono pronti a guidare una loro vendetta. Nel frattempo, il 2 marzo a Washington-on-the-Brazos, 59 delegati texani firmarono una dichiarazione di indipendenza dal Messico.
L'ultimo scontro ebbe luogo il 21 aprile 1836 nella battaglia di San Jacinto: Sam Houston condusse un esercito di 900 uomini alla vittoria contro l'esercito messicano del generale Santa Anna che venne catturato poco dopo la battaglia. Santa Anna dovette firmare i trattati di Velasco il 14 maggio 1836, che stabilirono l'indipendenza del Texas.

### La Repubblica del Texas (1836-1845)

La Repubblica del Texas (1836–1845): in verde i territori texani contesi dai messicani

Sam Houston divenne il primo Presidente eletto della Repubblica del Texas nel settembre 1836, ufficialmente riconosciuta dal governo degli Stati Uniti dal marzo 1837, ma non dal Messico.
Nel 1837 Sam Houston pose la capitale della nuova Repubblica del Texas a Houston, e in seguito la trasferì ad Austin nel 1839.
Il giovane Stato aveva difficoltà a garantire la sicurezza delle sue frontiere: nel 1842 il Messico lo invase e l'11 settembre le truppe nemiche sotto il comando del generale Adrián Woll presero San Antonio. La città fu liberata successivamente da una milizia guidata da Mathew Caldwell. In seguito a questi eventi il Texas domandò la propria adesione agli Stati Uniti d'America, alla quale era favorevole la maggior parte della popolazione. Essi non accettarono subito poiché gli abolizionisti americani non vedevano di buon occhio l'entrata di un ulteriore Stato schiavista nell'Unione, ma quando nel 1844 James K. Polk divenne presidente degli Stati Uniti, il Congresso votò a favore dell'ammissione del Texas e così il 29 dicembre 1845 divenne ufficialmente uno Stato americano.
Il governo statunitense non nascondeva la propria intenzione di fissare la nuova frontiera sul Rio Grande (e non sulle rive del fiume Nueces) e di annettere la California messicana. Domandò inoltre al governo messicano un'indennità per compensare le perdite subite durante la rivoluzione messicana. Questi fattori, unitamente alla perdita del Texas, furono alla base della guerra messico-statunitense del 1846-1848.

### L'epoca delle guerre (1846-1870)
L'8 maggio 1846, le forze del generale statunitense Zachary Taylor si diressero verso il Rio Grande in risposta alla presa di Fort Brown da parte dei messicani di Mariano Arista, riportando una vittoria nella battaglia di Palo Alto vicino all'attuale Brownsville.
Gli statunitensi invasero il Messico e ne occuparono la capitale il 14 settembre 1847. Nel trattato di pace di Guadalupe Hidalgo, firmato il 2 febbraio 1848, i messicani furono costretti a cedere i territori dell'Alta California e di Santa Fe de Nuevo México, ricevendo in cambio 15 milioni di dollari di risarcimento.
Nel 1850 venne firmato un compromesso per risolvere le controversie territoriali sorte dopo la guerra messico-statunitense. Tra le cinque misure previste in esso, una definì i confini del Texas, il quale ricevette dallo Stato un assegno di dieci milioni di dollari di risarcimento per i terreni che fu costretto a cedere alle regioni vicine (Utah, Nuovo Messico ed ex Territorio del Missouri). Solo l'Oklahoma Panhandle restò oggetto di contesa fino a quando venne creato il Territorio dell'Oklahoma nel 1890. Dopo il 1848 il numero dei texani aumentò notevolmente in seguito all'immigrazione favorita dallo sviluppo delle piantagioni di cotone.
Come Stato schiavista, il Texas entrò negli Stati Confederati d'America il 1º marzo 1861. Durante la Guerra di secessione (1861-1865) ebbe un ruolo importante nella fornitura di viveri e armi e nella sostituzione dei soldati confederati caduti al fronte. Verso la metà del 1863 venne occupato il nord del Mississippi, con l'effetto di tagliare fuori l'esercito texano a est del fiume. L'ultima importante battaglia dell'intera guerra ebbe luogo a Palmito Ranch il 13 maggio 1865, un mese dopo la resa del generale Lee ad Appomattox.
La Confederazione capitolò nel 1865 e il Texas fu reintegrato nell'Unione il 30 marzo 1870. Come nel resto degli Stati sudisti, anche qui il periodo della ricostruzione fu caratterizzato dalla segregazione razziale, dalla violenza contro i neri e da una profonda crisi agricola.

### Il Texas dal 1870 in poi

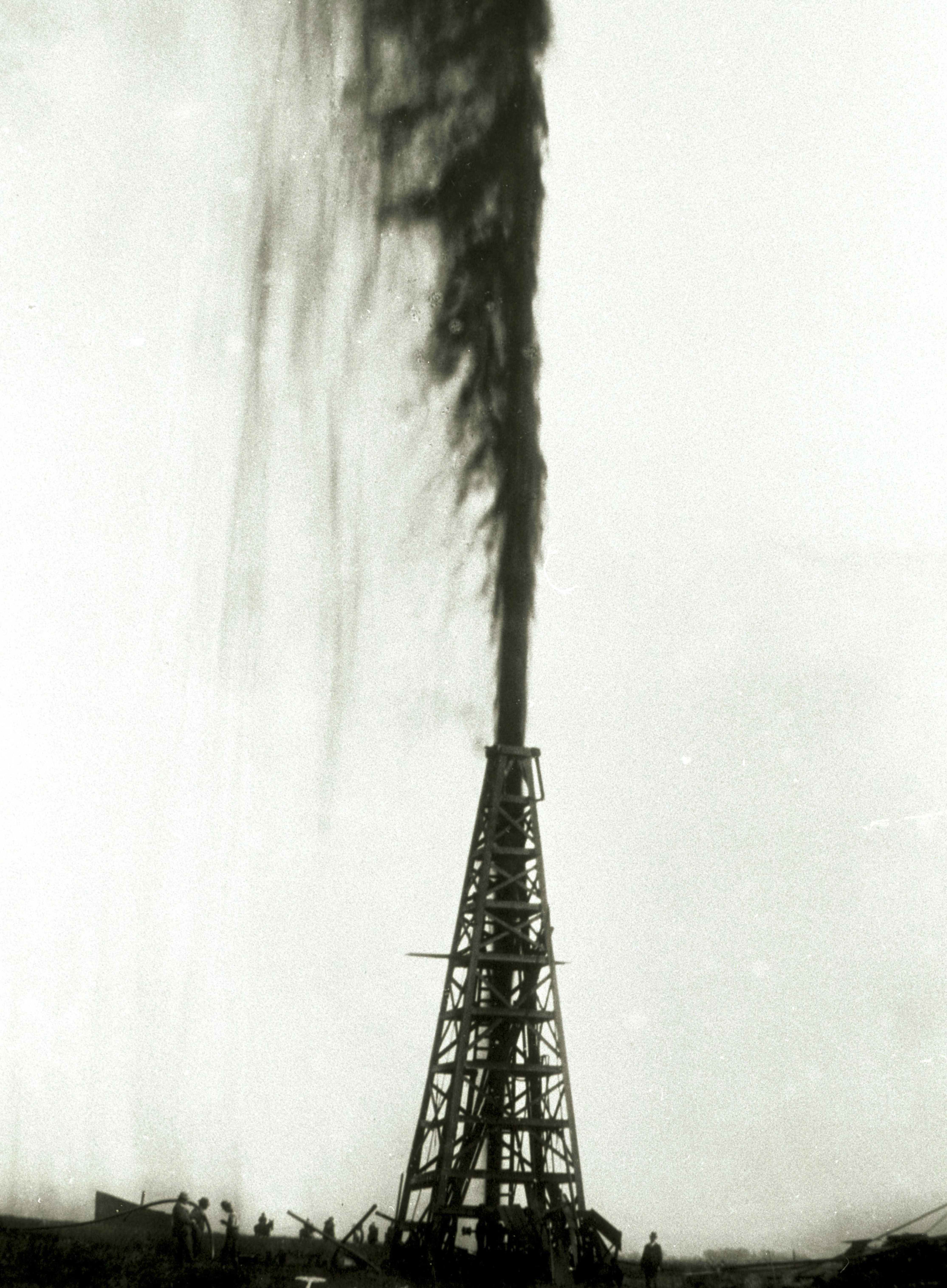
Lo Spindletop

Il 10 gennaio 1901 il Texas entrò in un periodo di sviluppo economico causato dal rinvenimento del petrolio. Il primo pozzo fu il cosiddetto Spindletop, situato presso Beaumont, che rivelò l'esistenza di un grande giacimento nel sottosuolo caratterizzato da un'elevata produttività giornaliera. Altri giacimenti vennero scoperti successivamente in tutto lo Stato e, dopo la seconda guerra mondiale, anche sotto le acque del Golfo del Messico, consentendo così un grande sviluppo in questo settore. Parte dei proventi del petrolio furono utilizzati, tra l'altro, per finanziare un fondo di sviluppo delle università statali. Al suo apice, nel 1972, la produzione media era di tre milioni di barili al giorno.

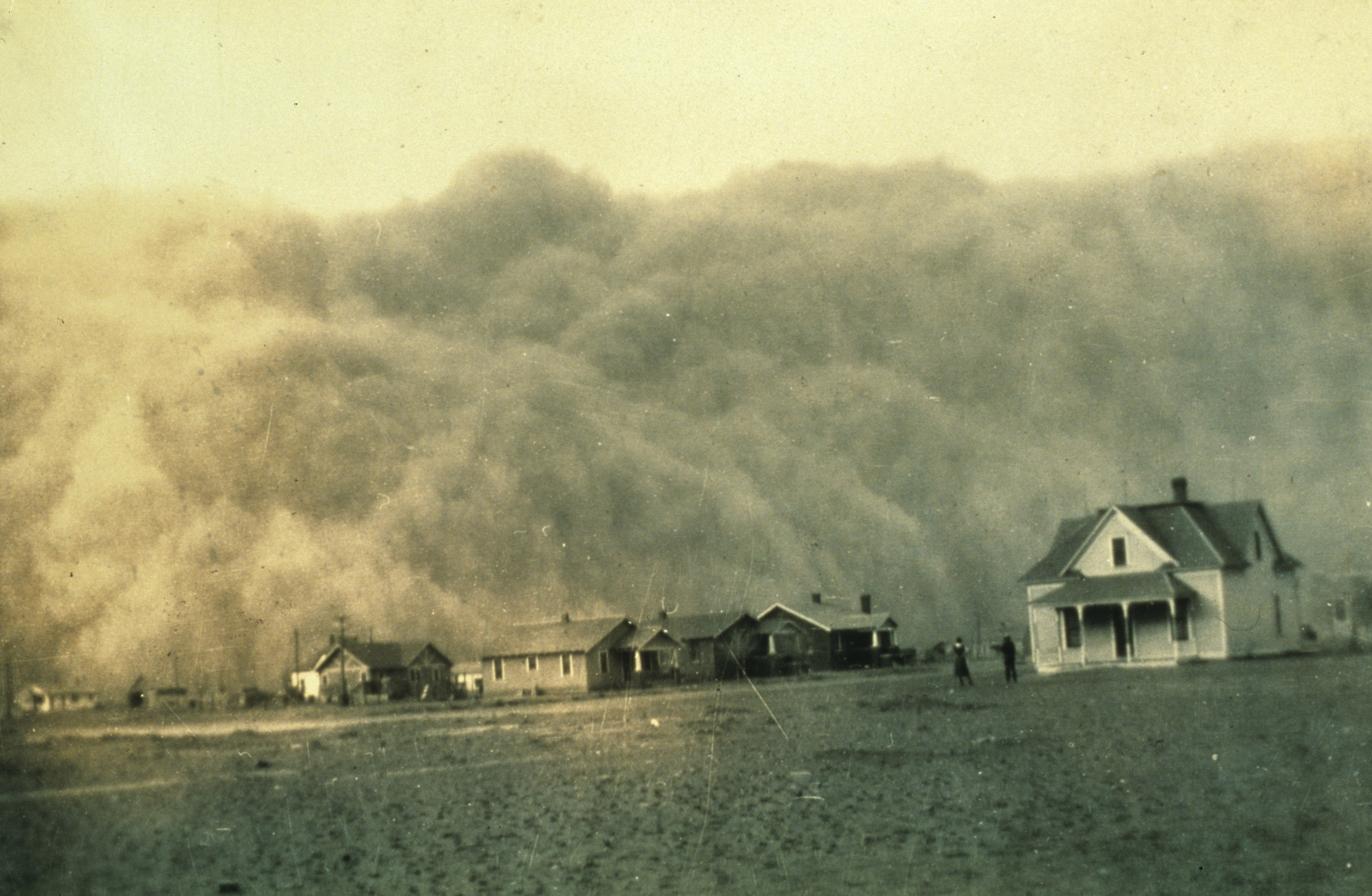
Una tempesta di sabbia in avvicinamento a Stratford (1935)

La Grande depressione degli anni trenta ebbe effetti negativi anche per l'economia e la società texana, aumentando notevolmente la disoccupazione. Molti agricoltori abbandonarono la regione colpita dal Dust Bowl e le pianure furono rese inadatte alla coltivazione a causa dell'erosione e della siccità.
Il 16 aprile 1947 nel porto di Texas City avvenne uno dei peggiori incidenti di questo Stato: una nave francese carica di nitrato d'ammonio prese fuoco e causò una tremenda esplosione, uccidendo almeno 576 persone. Questo episodio viene ricordato come Disastro di Texas City.
Dopo la seconda guerra mondiale, il Texas sviluppò una moderna rete di università e scuole, sotto la guida del governatore John B. Connally. Lo Stato federale concesse fondi per la ricerca anche nell'ambito delle presidenze di John F. Kennedy e Lyndon B. Johnson.
Il 22 novembre 1963, l'allora Presidente John Fitzgerald Kennedy venne assassinato da Lee Harvey Oswald nella città di Dallas.

## Monumenti e luoghi d'interesse
Lo Stato possiede circa 11 500 siti e monumenti storici, più di 700 musei di storia locale, 40 000 siti archeologici (tra cui Alibates Flint), 46 siti di interesse storico nazionale e 2 000 luoghi iscritti sul Registro Nazionale dei luoghi storici (National Register of Historic Places).

## Società

### Evoluzione demografica

Evoluzione della popolazione dal 1860 al 2005

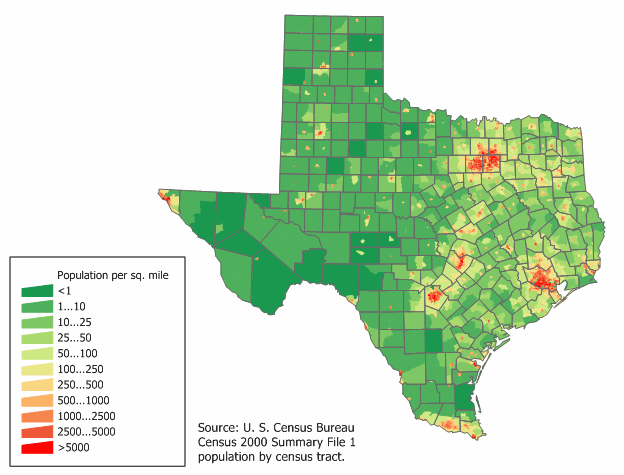
Carta della densità della popolazione

Nel 2018 la popolazione del Texas era stimata in 28 701 845 abitanti, il 7,8% dell'intera popolazione degli Stati Uniti. Il Texas è dunque il secondo Stato più popoloso degli Stati Uniti, preceduto dalla California e seguito dello Stato di New York.
Tra il 2000 e il 2006 la popolazione è cresciuta del 12,7%, una media due volte più veloce rispetto al resto del paese.
La densità media di popolazione nel 2006 risultava di 33,7 abitanti/km². Questa cifra relativamente bassa rispetto ad altri Stati cela disparità significative: le zone più popolate sono situati a est e la maggior parte dei texani vive in città (l'80% della popolazione è urbana).
In base ai dati del 2005, il tasso di mortalità in Texas è pari a 6,8 morti annui ogni mille abitanti, pertanto è al di sotto della media nazionale (8,2 morti annui ogni mille abitanti). Il tasso di natalità è pari a 17,1 nati annui ogni mille abitanti (2004) ed è ben al di sopra della media nazionale (14 nati annui ogni mille abitanti), una tendenza diffusa in tutto il sud degli Stati Uniti. Gli ispanici hanno un tasso di natalità più elevato rispetto al resto della popolazione. Infine, la popolazione del Texas è relativamente giovane in quanto l'età media è 33,1 anni contro i 36,4 anni degli Stati Uniti.

### Etnie
| Gruppi:  | Texas | Stati Uniti |
| Bianchi  | 82,7  | 80,1        |
| Neri     | 11,9  | 12,8        |
| Asiatici | 3,4   | 4,4         |
| Meticci  | 1,2   | 1,6         |
| Amerindi | 0,7   | 1           |
| Altri    | 0,8   | 0,1         |
| Totale   | 100   | 100         |

La maggioranza della popolazione è costituita da bianchi di origine europea. Gran parte di essi discende dagli antichi colonizzatori inglesi e francesi. Il popolamento europeo però ottenne maggiore diversificazione solo dopo le rivoluzioni del 1848: dei tedeschi si insediarono a Fredericksburg e New Braunfels, dei cechi nella contea di Lavaca e degli olandesi a Nederland; i loro discendenti vivono nella regione.
Consistenti sono però le minoranze: circa 3 450 500 texani sono nati all'estero (il 15,6% del totale della popolazione); di essi circa 1,2 milioni sono clandestini immigrati soprattutto dal Messico. Il 31,2% della popolazione parla in casa una lingua diversa da quella inglese.
La minoranza più numerosa è quella nera, che trae origine dall'impiego di schiavi nelle piantagioni di cotone.
Il loro numero ha visto un notevole aumento negli anni: passò da 42 455 neri nel 1848 a circa 394 000 nel 1890; il loro numero è di 2 673 000, di cui oltre il 40% è concentrato nelle aree metropolitane di Dallas e Houston.
Anche i latino-americani sono piuttosto numerosi (6,7 milioni nel 2000). Essi sono originari soprattutto del Messico (circa 5 milioni) e dell'America Latina. Vengono solitamente chiamati tejanos e la maggior parte di essi vive nelle città di Houston, Dallas, San Antonio ed El Paso e nelle contee lungo il Rio Grande. Alcuni di essi discendono anche da coloni spagnoli.
Tra le altre minoranze etniche, gli asiatici hanno conosciuto un notevole aumento numerico a partire dal 1960, soprattutto per quanto riguarda i coreani e i vietnamiti.
Un'altra minoranza etnica presente in Texas sono i Cajun che sarebbero i discendenti dei colonizzatori francesi Acadiani che sono circa 50 000 unità e oltre all'inglese a casa parlano anche il francese.
Infine, circa 50 000 amerindi vivono nel territorio texano. Vi sono tre riserve: Alabama-Coushatta Reservation (a est), Ysleta del Sur Pueblo (a ovest) e Kickapoo Reservation nella Contea di Maverick.

### Statistiche generali
Nel 2006 il reddito medio delle famiglie era di 44922 $, cioè 3529 $ in meno rispetto alla media nazionale. Il reddito medio per abitante nello stesso anno era invece di 22501 $, cioè 2766 $ in meno della media nazionale. La quota di persone che vivono al di sotto della soglia di povertà era del 16,9% nel 2006, cioè del 3,6% superiore al tasso statunitense. Il Texas è l'ottavo Stato USA per numero di poveri.
Il tasso di divorzi è circa lo stesso della media nazionale (3,5 per mille abitanti) e in tendenza a diminuire dal 1990.

### Violenza e criminalità

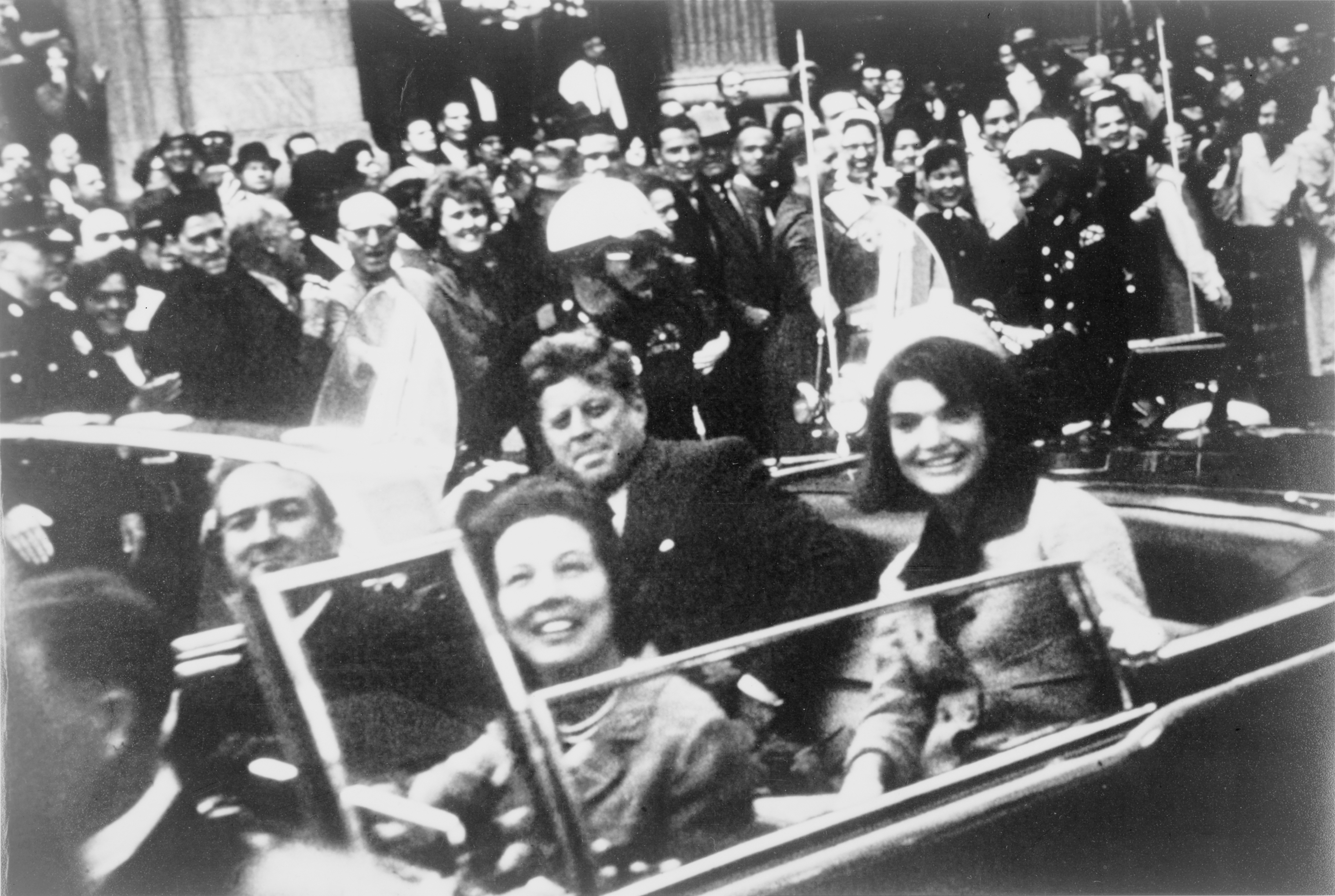
John Fitzgerald Kennedy a Dallas poco prima di essere ucciso, uno dei più noti esempi di violenza in Texas

La violenza e la criminalità hanno sempre avuto una grossa diffusione in Texas, in particolar modo nelle grandi città: i casinò illegali di Sam e Rosario Maceo di Galveston negli anni del Proibizionismo, l'assassinio di John Fitzgerald Kennedy a Dallas nel 1963 e il massacro dell'Università del Texas ad Austin nel 1966 ne costituiscono alcuni esempi.
Con 5,9 omicidi ogni 100 000 abitanti (la media nazionale è di 5,6), il Texas si classifica il quarto Stato con più omicidi dietro Louisiana, Maryland e Nevada.
Dallas (16,4 omicidi ogni 100 000 abitanti) e Houston (16,3 omicidi ogni 100 000 abitanti) sono due tra i centri più colpiti dagli omicidi, ma sono rispettivamente al 45º e 46º posto tra le grandi città degli Stati Uniti.
Nel 1996 il Texas si classificava al ventiduesimo su 50 Stati per numero di morti da arma da fuoco (12,94% sugli omicidi totali).

### Religione

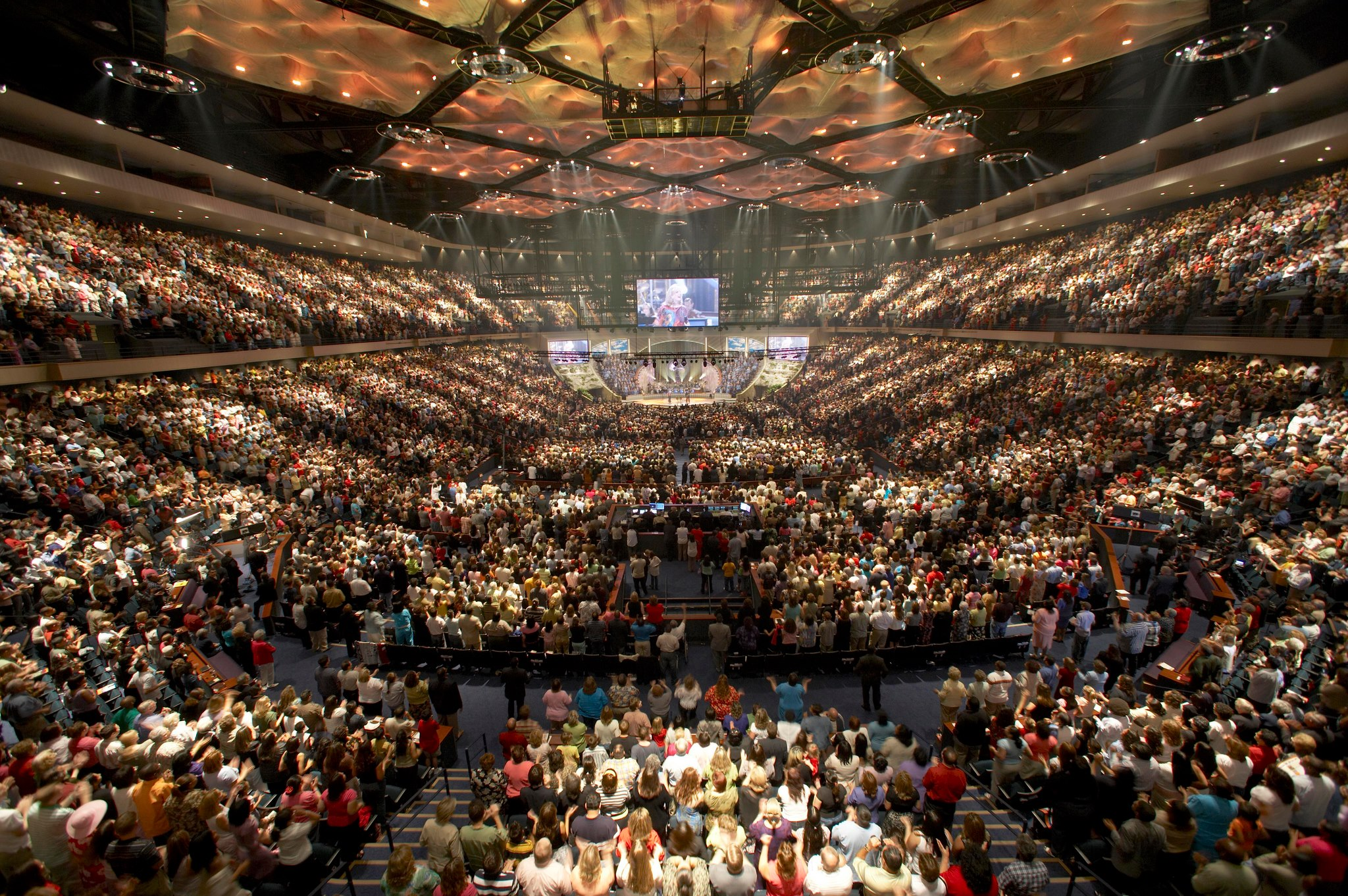
Interno della Lakewood Church

La Costituzione del Texas riconosce la separazione tra Stato e Chiesa e la libertà di culto. Il Texas fa parte della Bible Belt (cintura della Bibbia) ed è un baluardo del protestantesimo evangelico, presentando il più alto numero di praticanti del paese.
L'area urbana Dallas-Fort Worth ospita tre seminari evangelici, mentre a Houston è situata la più grande chiesa americana, la Lakewood Church. La House of Yahweh che fu fondata a Odessa nel 1974, ha la sua sede mondiale e morale in Texas e precisamente in Abilene (Texas), mentre dopo il Tempio di Gerusalemme, solo il Tempio di Clyde, nella Contea di Callahan, è l'unico posto al mondo in cui le feste celebrative devono essere osservate. Anche la sede mondiale della General Association of Branch Davidian Seventh Day Adventists (davidiani) si trova a Kingsland (https://web.archive.org/web/20150925133741/http://www.the-branch.org/index.php) oltre che a Waco.
- Cristiani: 89%
  - Protestanti: 55%
  - Cattolici: 32%
  - Mormoni: 1%
  - Altri Cristiani: 1%
- Altro: 2%
  - Altre religioni: 1%
  - Ebrei: 1%
- Non affiliati: 9%
  - Credenti senza affiliazione: 3%
  - Atei: 2%
  - Agnostici: 4%

### Istituzioni, enti e associazioni

#### Sanità
Il Commonwealth Fund classifica il sistema sanitario texano come il terzo peggiore della nazione. Lo Stato si posiziona agli ultimi posti anche in materia di accesso alle cure sanitarie, qualità e costo degli ospedali. Le principali cause sono una politica errata, un elevato tasso di povertà tra le fasce più deboli della popolazione e la massiccia immigrazione clandestina soprattutto dal Messico. Nel maggio 2006 il Texas ha avviato pertanto il programma code red (codice rosso) in risposta alla segnalazione che nello Stato la popolazione senza adeguata assicurazione sanitaria era il 25,1%, il numero più alto negli USA. Il sistema sanitario texano ha subito anche numerose denunce per i danni causati dalla malasanità, fissati a 250 000 dollari nell'anno 2005.
Per quanto riguarda la salute della popolazione, il Trust for America's Health nel 2008 ha classificato il Texas al quindicesimo posto nella classifica nazionale per numero di adulti obesi, che costituiscono il 27,2% del totale. Nel 2008 la rivista Men's Health ha indicato quattro città texane fra i venticinque centri urbani statunitensi con più obesi: Houston (6°), Dallas (7°), El Paso (8°) e Arlington (14°). Vi era solo una città tra le venticinque più sane degli USA: Austin, classificata 21ª.

## Cultura
La cultura texana riflette la diversa composizione della popolazione e la storia dello Stato. È il risultato di una mescolanza delle tradizioni del Sud degli Stati Uniti, del Messico e dell'Europa. Si individuano ugualmente differenze regionali all'interno di questo vasto Stato del Sun Belt.

### Istruzione

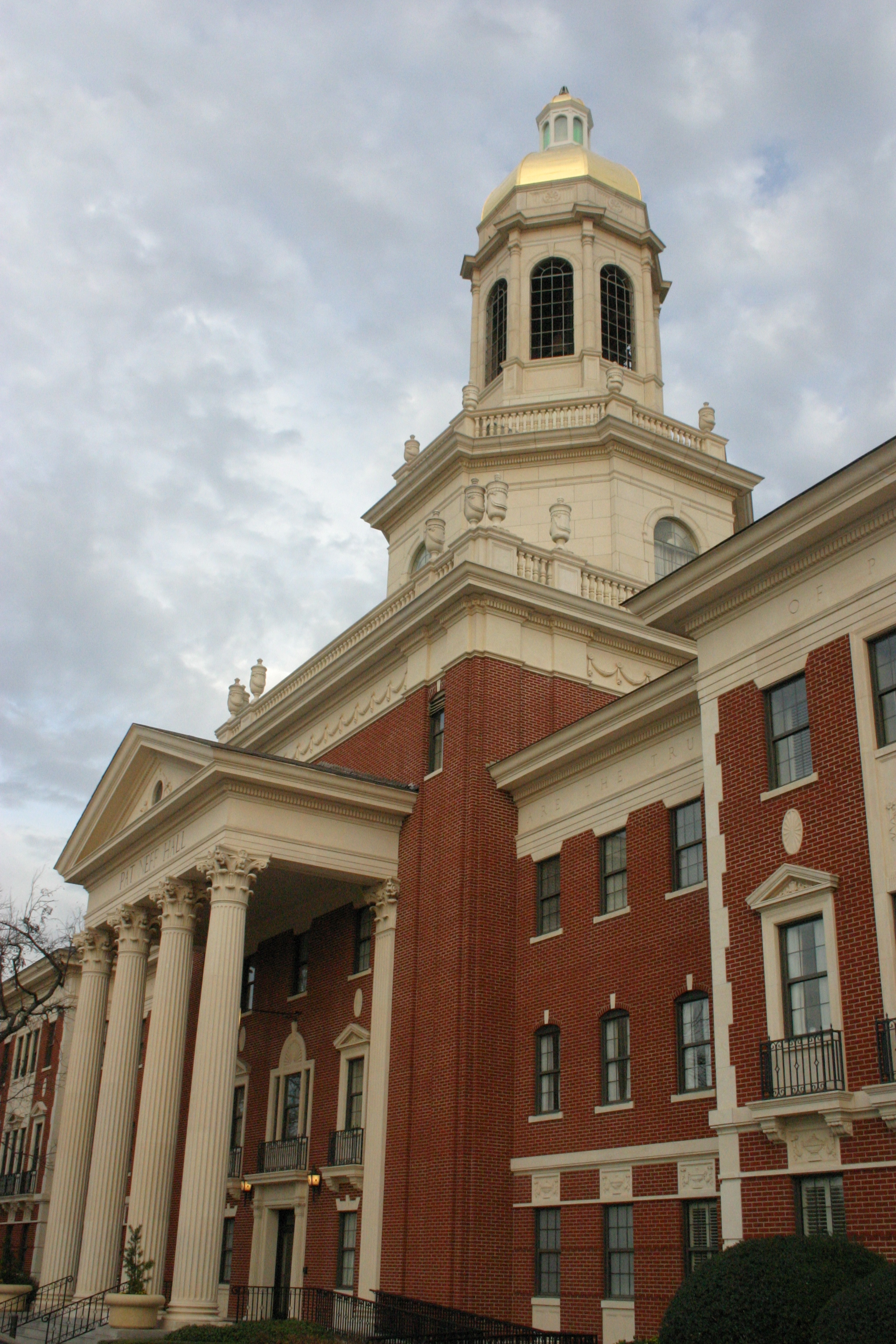
Baylor University, Waco, Texas

Il sistema educativo del Texas si classifica al 26º posto in base a un rapporto redatto dall'American Legislative Exchange Council. Le scuole pubbliche statali sono amministrate dalla Texas Education Agency e regolate dal Texas Education Code. Il territorio è suddiviso in più di 1 000 distretti scolastici. Oltre al sistema pubblico vi sono anche scuole private di tutti i tipi che non dipendono dalla Texas Education Agency. Infine, l'insegnamento a domicilio è relativamente sviluppato a causa delle deboli restrizioni imposte da parte dello Stato.
Il secondo presidente della Repubblica del Texas, Mirabeau Lamar, è considerato il padre dell'istruzione texana. Durante il suo mandato fece costruire scuole pubbliche in ogni contea e istituì il Permanent University Fund, un finanziamento per le università fornito dallo Stato. Le sue opere dunque gettarono le basi del sistema scolastico texano.

#### Musei

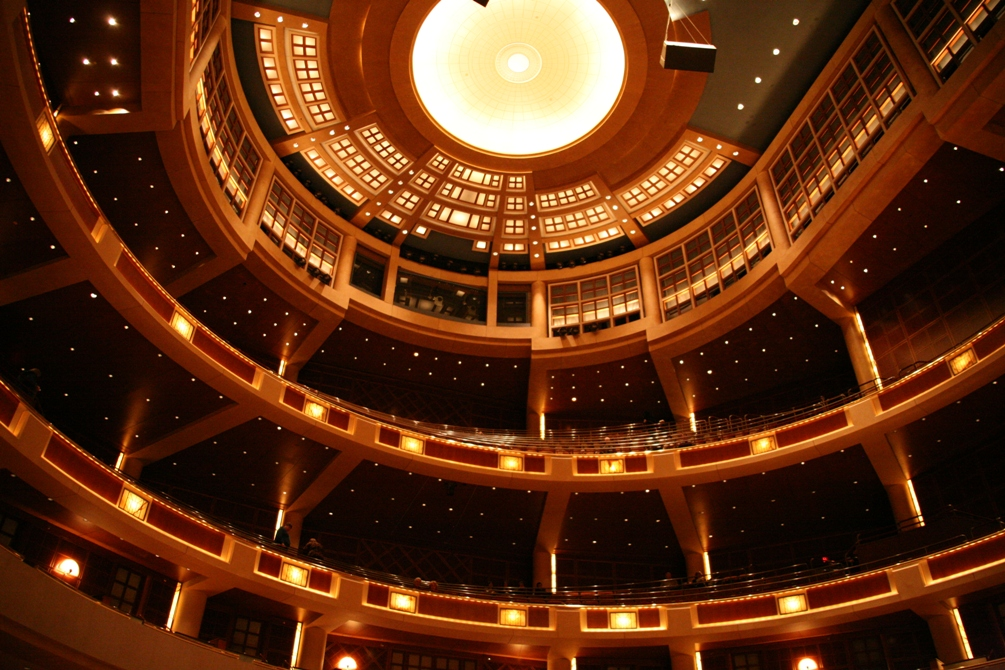
Morton H. Meyerson Symphony Center di Dallas

A Houston i principali musei sono situati nel Museum District, fondato nel 1997 e con una media annua di 5,9 milioni di visitatori (dato del 2001). Tra le tante istituzioni culturali qui situate, il Museo delle Belle Arti è il più grande nel sud degli Stati Uniti e attira circa 2,5 milioni di visitatori all'anno. Il Museo di Scienze Naturali è frequentato da circa due milioni di visitatori ogni anno e dispone di circa un milione di esemplari e oggetti delle più svariate collezioni (minerali, fossili, reperti egizi e precolombiani, oggetti legati all'astronautica e animali imbalsamati africani e locali) e un notevole planetario.
A Dallas i più importanti sono il Dallas Museum of Art (opere d'arte dall'antichità in poi), il Kimbell Art Museum (pittura europea) e il Nasher Sculpture Center (scultura contemporanea).
Per quanto riguarda le altre città, il Museo d'Arte Moderna di Fort Worth è il più antico museo texano (fu fondato infatti nel 1892), mentre il San Antonio Museum of Art presenta opere dall'Antichità ai nostri giorni provenienti da diverse parti del globo.

#### Università
La scoperta del petrolio in questo Texas nei primi anni del XX secolo contribuì a finanziare il rapido sviluppo di numerose università pubbliche, tra cui quelle dello University of Texas System e del Texas A&M University System.
Nello Stato vi sono 181 università, ampiamente coinvolte nella vita culturale per le loro pubblicazioni (University of Texas Press, Texas A&M University Press), le loro squadre sportive, i loro musei e le loro associazioni e attirano studenti provenienti dagli Stati vicini e dall'estero.
Tra questi istituti i più conosciuti sono la University of Texas at Austin e la Texas A&M University di College Station. In particolare la prima nel 2003 contava circa 50 000 studenti iscritti, il numero più elevato nello Stato e il terzo negli USA. Nella classifica delle migliori università pubbliche americane per l'anno scolastico 2009-2010 la prima si classifica al 15º, mentre la seconda al 22°.
Altri istituti degni di nota sono la University of Houston e la University of North Texas, nelle quali studiano oltre 30 000 studenti.
Il Texas ha anche numerose università private: tra queste, la Rice University (5 195 studenti) è considerata la 40° migliore negli USA e una delle più ricche, con 4,7 miliardi di dollari di dotazione. La Baylor University di Waco (più di 14 000 studenti) si distingue invece per essere stata fondata nel 1845 dal governo della Repubblica del Texas e per le notevoli dimensioni del suo campus (2,97 km²).

##### Ricerca medica

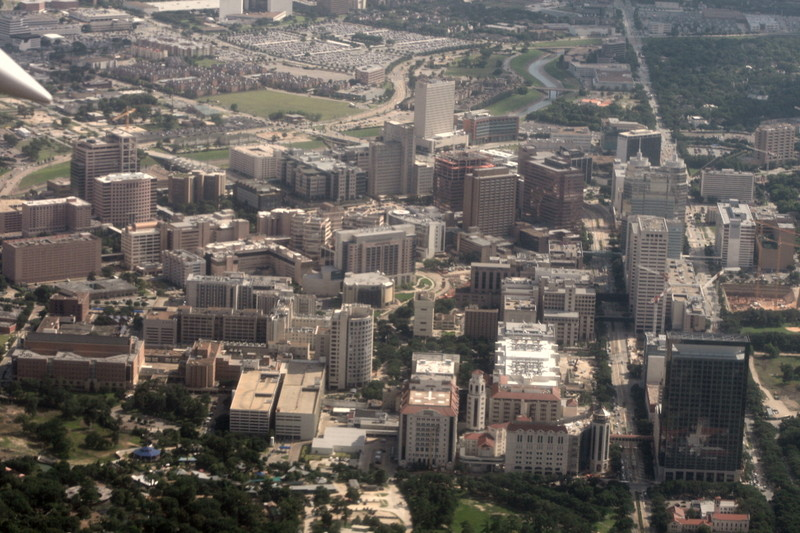
Vista aerea del Texas Medical Center di Houston

Il Texas si distingue nel campo della ricerca medica: detiene il record nazionale di spesa in ricerca e sviluppo (446,7 milioni di dollari nel 2006) e presenta decine di istituti atti a questo scopo, tra cui nove scuole di medicina, tre scuole dentistiche e una di optometria. Esistono anche due laboratori P4: uno presso la University of Texas Medical Branch di Galveston e l'altro al Texas Biomedical Research Institute di San Antonio.
Il Texas Medical Center di Houston presenta la più grande concentrazione mondiale di istituti di ricerca sanitaria, con 47 strutture. Detiene inoltre il record mondiale per numero di trapianti di cuore. Nella stessa città è situato anche lo University of Texas M. D. Anderson Cancer Center, importante per la prevenzione, la ricerca e la cura del cancro.
A San Antonio vi sono due importanti centri di ricerca: il South Texas Medical Center e lo University of Texas Health Science Center. Il primo di questi si classifica al sesto posto negli USA per la ricerca medica.
Sia l'American Heart Association sia lo University of Texas Southwestern Medical Center hanno sede a Dallas. L'ultimo in particolare si distingue per essere uno dei primi centri medici accademici al mondo e l'istituto con il più alto numero di insegnanti vincitori del premio Nobel del globo.

#### Biblioteche

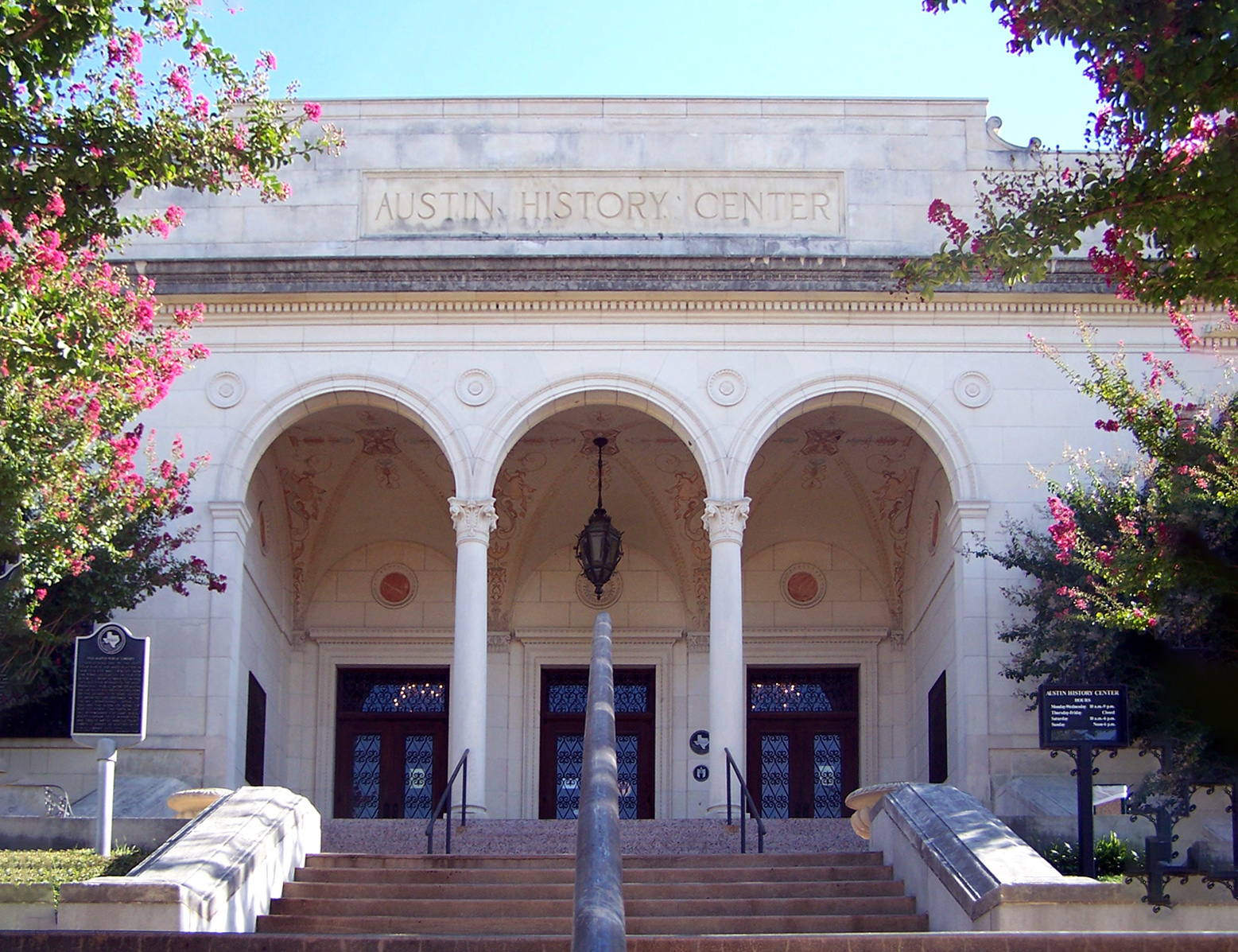
L'Austin History Center

Le principali biblioteche statali si trovano nelle grandi città. Le due più importanti sono la Biblioteca di Houston, che possiede oltre 5,9 milioni di volumi, e la Perry-Castañeda Library dell'Università del Texas ad Austin, che ospita circa 8 milioni di volumi ed è pertanto l'undicesima negli USA.
Infine esistono due biblioteche presidenziali che raccolgono migliaia di documenti sull'esecutivo americano: il Lyndon Baines Johnson Library and Museum e la George Bush Presidential Library.

### Cinema e teatro

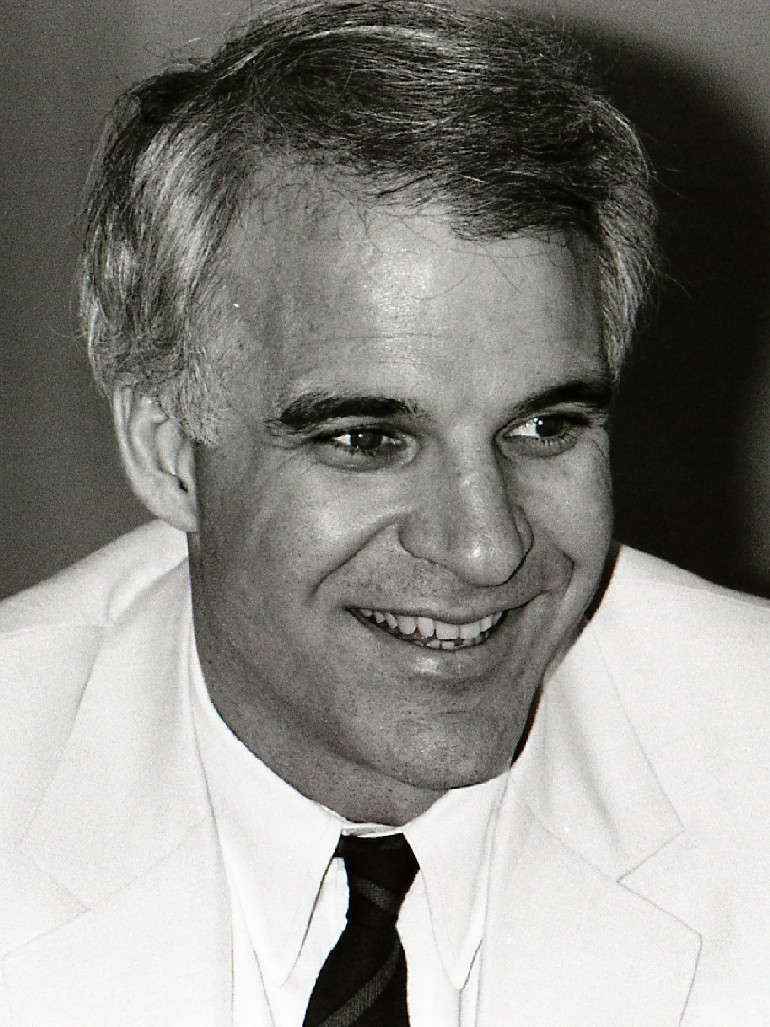
L'attore Steve Martin

Lo Houston Theater District, esteso su 17 isolati nel centro della città, è il secondo quartiere dello spettacolo negli Stati Uniti per numero di posti a sedere dietro solo a Broadway (New York): vi sono quasi 13 000 posti a sedere per spettacoli d'opera, danza, musica e teatro che attraggono oltre due milioni di spettatori ogni anno. La città possiede anche altre istituzioni culturali di primo piano, come Houston Grand Opera, Houston Ballet e Alley Theatre.
Il Ballet Austin è la quarta accademia di danza classica negli USA. A Odessa il teatro Globe of the Great Southwest, la cui architettura è basata su quella del Globe Theatre di Londra, ogni estate vede le rappresentazioni William Shakespeare; infine anche l'agglomerato Dallas-Fort Worth presenta molti teatri.

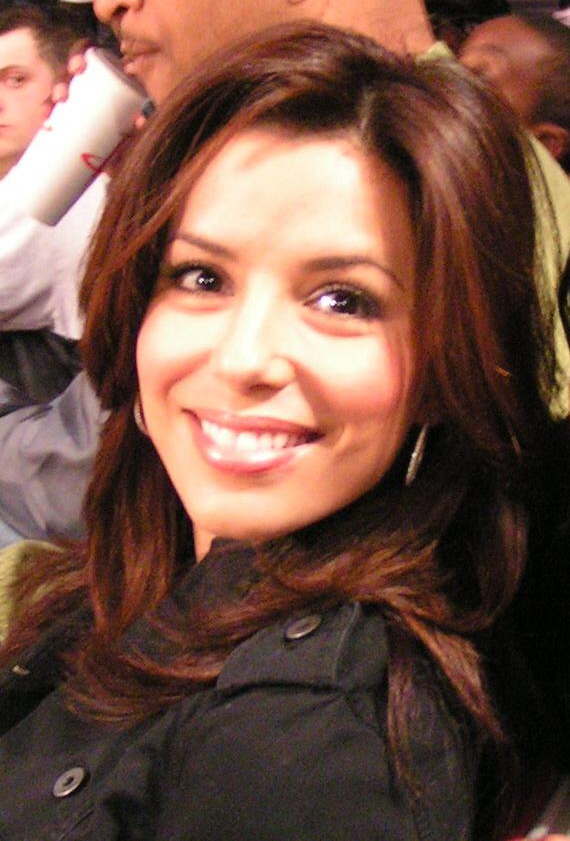
L'attrice Eva Longoria

Molti film americani prendono ispirazione dalla storia e dalla società di questo Stato: l'assedio di Fort Alamo ha ispirato molti registi tra cui John Wayne (La battaglia di Alamo, 1960). Stella solitaria (Vincent Sherman, 1952) si riferisce al Texas del XIX secolo. L'assassinio di John F. Kennedy a Dallas, è il tema di Flashpoint (William Tannen, 1984), JFK - Un caso ancora aperto (Oliver Stone, 1991) e Nel centro del mirino (Wolfgang Petersen, 1998). Duello al sole, Il fiume rosso, Sentieri selvaggi, Un dollaro d'onore rappresentano il culmine del genere western negli anni 1940-1950. La febbre del petrolio (Jack Conway, 1940) e Il gigante (George Stevens, 1956) ricordano come il petrolio abbia fatto la fortuna di questo Stato. Altri film affrontano questioni sociali: la pena di morte (The Life of David Gale di Alan Parker, 2003) o la materia dell'immigrazione latino-americana (Le tre sepolture di Tommy Lee Jones, 2006). Sugarland Express (Steven Spielberg, 1974) e Un mondo perfetto (Clint Eastwood, 1993) sono invece basati sull'ambiente del carcere, mentre nel tema horror si ricordano Non aprite quella porta (Tobe Hooper, 1974). Alcune pellicole evocano le regioni e le città texane (Non è un paese per vecchi di Joel Coen; Paris, Texas di Wim Wenders, In viaggio verso Bountiful di Peter Masterson). Infine, il mondo dello sport in Texas funge da cornice in Friday Night Lights (Peter Berg, 2004) e Glory Road (James Gartner, 2006), mentre I segreti di Brokeback Mountain (Ang Lee, 2005) ricorda la passata vocazione agricola la tradizione del rodeo.
Tra le più importanti serie televisive si ricordano invece Dallas (1978-1991) e Walker Texas Ranger (1993-2001).
Anche gli attori Jared Padalecki e Jensen Ackles, di Supernatural, sono nati in Texas rispettivamente San Antonio e Dallas.
I principali attori nati in Texas sono Joan Crawford (1905-1977), Cyd Charisse (1921-2008), Carolyn Jones (1930-1983), Larry Hagman (1931-2012), Sharon Tate (1943-1969), Steve Martin (1945), Tommy Lee Jones (1946), Sissy Spacek (1949), Patrick Swayze (1952-2009), Dennis Quaid (1954), Woody Harrelson (1961), Forest Whitaker (1961), George Eads (1967), Jamie Foxx (1967), Matthew McConaughey (1969), Renée Zellweger (1969), Ethan Hawke (1970), Renée O'Connor (1971), Shannon Elizabeth (1973), Selena Gomez (1992), Eva Longoria Parker (1975), Jennifer Love Hewitt (1979) e Amber Heard (1986).

### Arti figurative

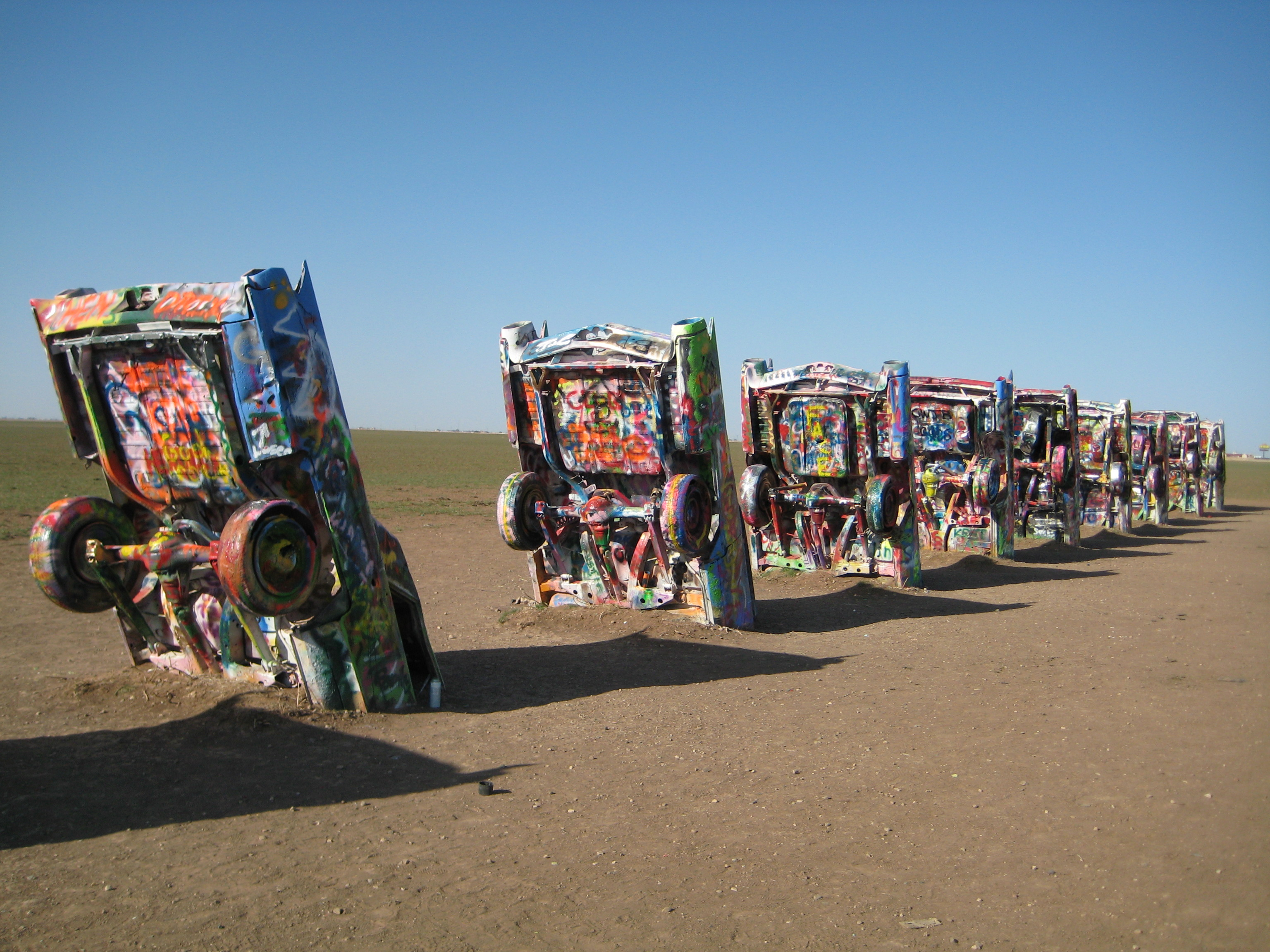
Cadillac Ranch

Le prime forme d'arte in Texas sono quelle lasciate dai popoli nativi. Sono stati ritrovati migliaia di disegni scolpiti o dipinti su pietre, risalenti all'età pre-colombiana: 2 000 di essi si trovano a Hueco Tanks vicino a El Paso. Gli spagnoli hanno prodotto opere d'arte religiosa per decorare le loro missioni a partire dal XVII secolo. L'arte pittorica incominciò a svilupparsi nel XIX secolo con opere di avventurieri come George Catlin. Nel XX secolo Harold Dow Bugbee realizzò numerosi dipinti e pitture murali aventi come soggetto la vita del cowboy. Charles Franklin Reaugh si interessò invece della natura e della fauna texana, fondando la scuola d'arte di Dallas. I principali rappresentanti dell'arte moderna del XX secolo sono stati Seymour Fogel, che dipinse murales astratti su diversi edifici dello Stato negli anni 1950-1960, Robert Rauschenberg e Charles Umlauf.
La più celebre scultura in Texas è il Cadillac Ranch, situato ad Amarillo e inaugurato nel 1974. È costituito da un allineamento di dieci rottami di automobili, disposti in modo da dare l'impressione che siano piantate nel terreno. Un'altra molto nota è la statua monumentale di Sam Houston, alta 20 metri, costruita nel 1991 a Huntsville dallo scultore David Adickes.

### Architettura

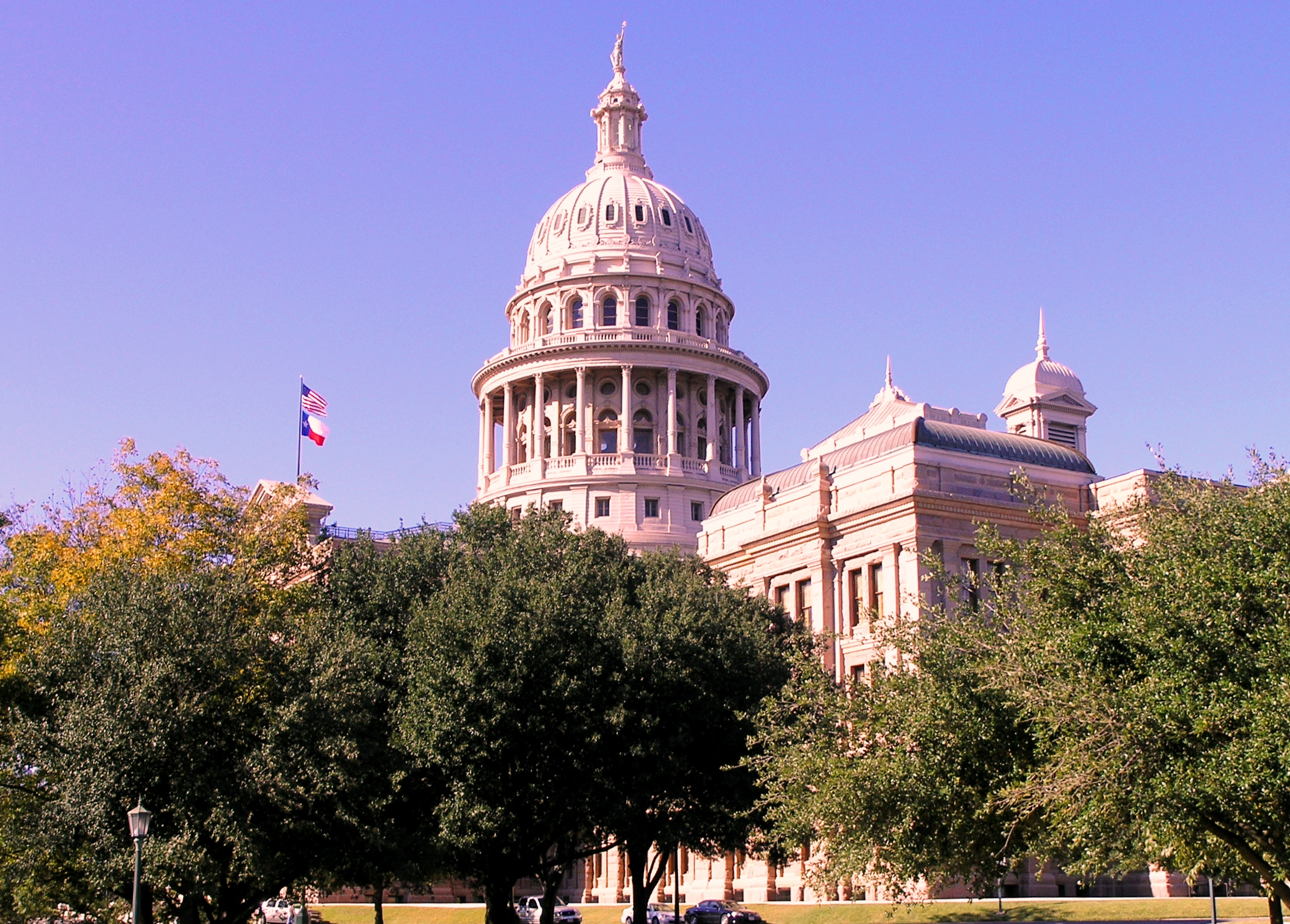
Il Campidoglio di Austin

In epoca coloniale gli spagnoli costruirono una rete di missioni cattoliche, che rifletteva nell'architettura la loro visione economica e religiosa. Tra le missioni più importanti risalenti a quel periodo vi è quella di Alamo, che fu teatro dell'omonima battaglia. L'influenza coloniale si manifestò anche con la costruzione di fortificazioni a difesa di una regione a lungo ambita dalle varie potenze contendenti. Le città ispaniche vennero create seguendo un modello che vedeva i principali edifici pubblici organizzati intorno a una piazza, come nel caso di San Antonio, fondata nei primi anni del XVII secolo. L'architettura della piantagione caratterizza invece il Texas orientale, nella regione vicina alla Louisiana. L'architettura civile dello Stato è ricca di questi differenti apporti, soprattutto nelle case a un piano, costruite secondo le modalità del ranch, e quelle a due piani in stile georgiano.
Con l'affiliazione del Texas agli Stati Uniti nel 1845, ogni capoluogo di contea è stato dotato di un tribunale, spesso sormontato da una cupola. Molti di questi centri di giustizia sono stati classificati come monumenti storici. Ugualmente Austin, capitale del Texas, è stata dotata di un campidoglio, a imitazione di Washington.
La crescita economica del Texas nella seconda metà del XX secolo, ha permesso lo sviluppo di un'architettura moderna e di qualità. Molti architetti hanno lavorato in questo Stato: Frank Lloyd Wright, Tadao Andō, Louis Kahn, Ieoh Ming Pei, Philip Johnson, Renzo Piano, Steven Holl, Robert A. M. Stern, Richard Meier, e César Pelli hanno progettato musei ed edifici pubblici. Lo skyline di molte città è segnato dai grattacieli: Houston possiede 29 grattacieli oltre i 150 metri e Dallas 18. L'edificio più alto è la JPMorgan Chase Tower di Houston con 305 metri, costruita nel 1982. È seguita da Wells Fargo Plaza (Houston, 302 m, 1983) e Bank of America Plaza (Dallas, 281 m, 1985). Questi grattacieli rispecchiano la forza economica del Texas.

### Cucina

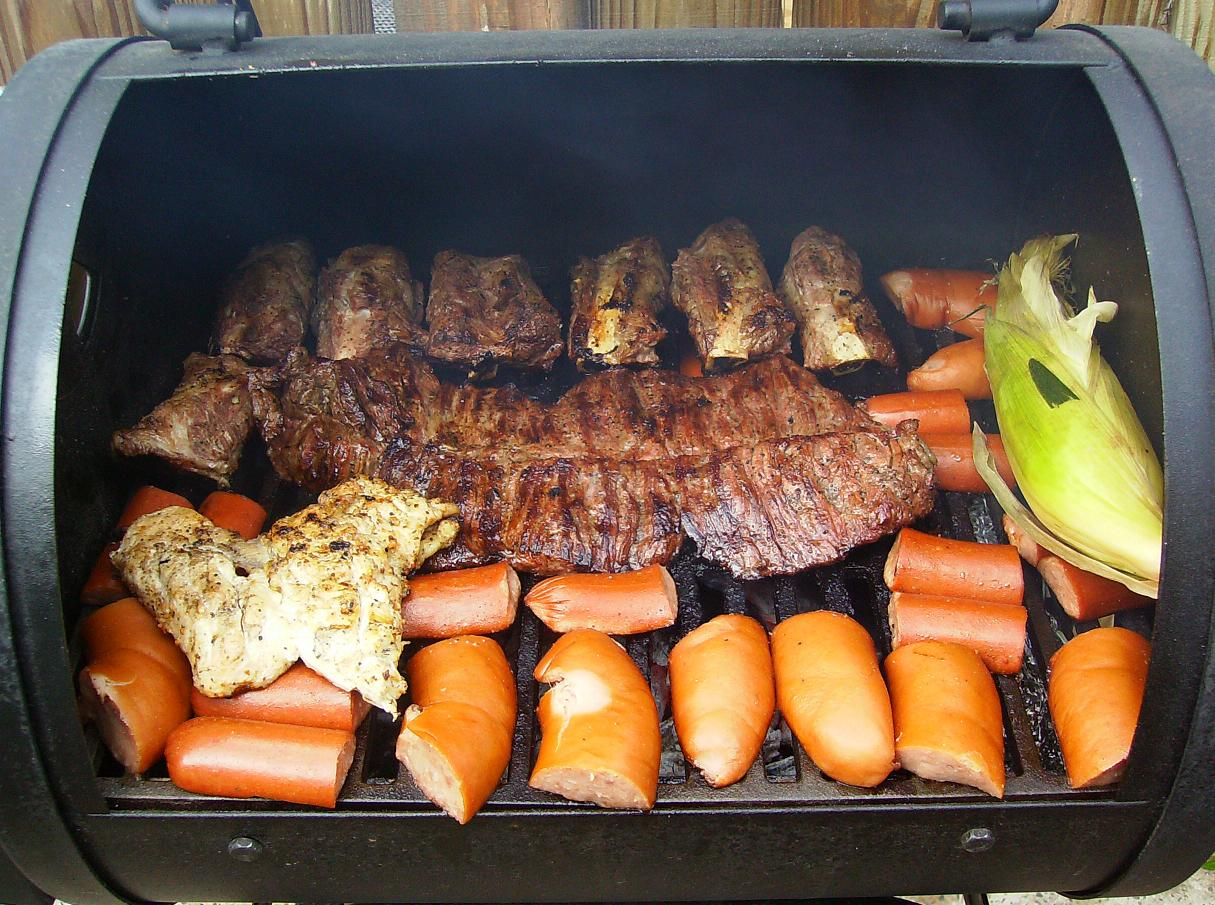
Barbecue

La cucina texana è simile a quella del sud degli Stati Uniti, che a sua volta presenta diverse tradizioni: la soul food è la cucina tradizionale della comunità afro-americana, basata su fritture accompagnate da riso e salsa piccante; quella cajun è invece tipica degli immigrati francesi della parte orientale dello Stato. L'influenza ispanica si riflette sulla cucina Tex mex, comprendente alimenti come il chili con carne, uno stufato piccante di manzo, peperoni e fagioli.
L'importanza che ricopre l'allevamento si riversa nella tradizione del barbecue, fortemente radicato nella cultura del Texas. Vi sono diversi tipi regionali di barbecue, cotti su legno diverso: in particolare nella parte orientale dello Stato è privilegiato il maiale con salsa di pomodoro. Il barbecue è stato anche influenzato dalla cultura degli immigrati tedeschi, cechi e messicani, che hanno rivalutato l'utilizzo della carne bovina. Infine si segnala il barbecue cowboy, tipico dell'ovest, che utilizza soprattutto carni di montone.
Il vino è un altro prodotto tipico texano: questo Stato è il quinto produttore negli Stati Uniti. La vite venne introdotta dagli spagnoli nel XVII secolo e dispone di molte varietà.
Anche la bibita Dr Pepper ha origine in questo Stato: venne creata nel 1885 da un farmacista di Waco.

### Feste

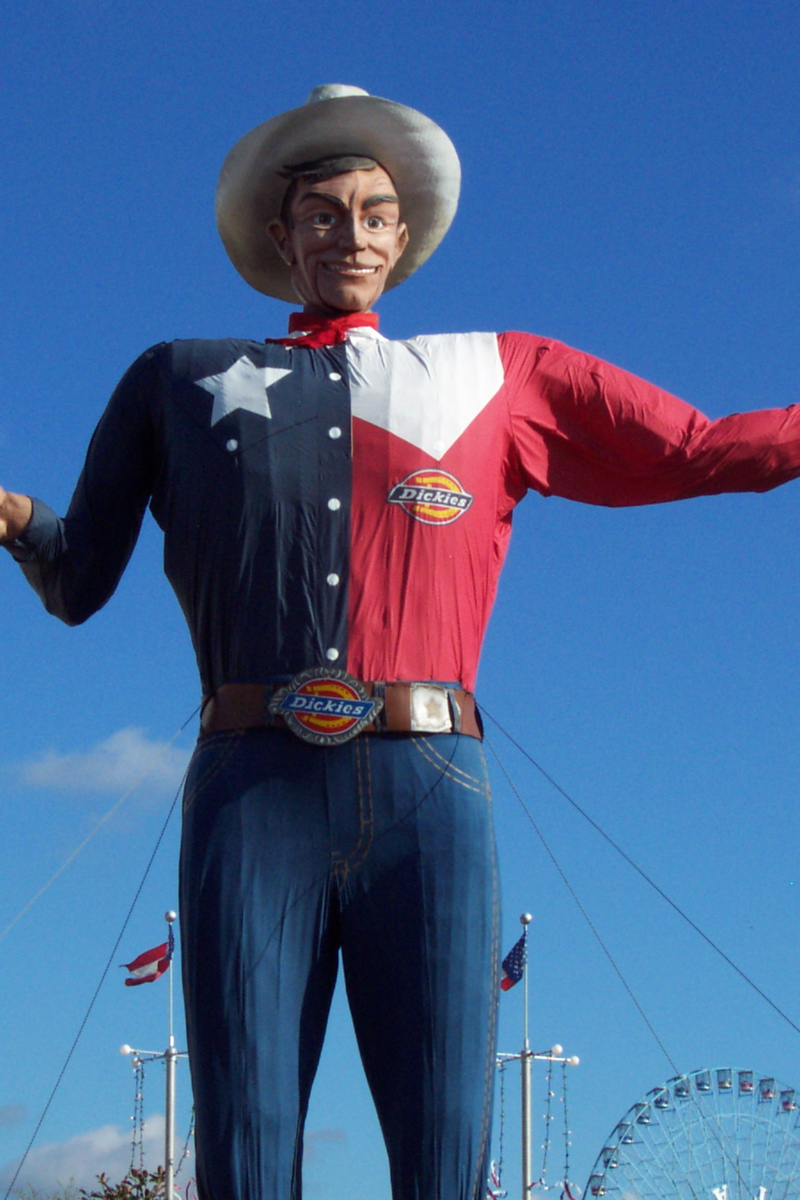
Big Tex

Uno degli aspetti tipici del Texas è senza dubbio il rodeo, sport molto praticato e seguito, con competizioni famose presenti in tutto lo Stato.
Oltre al rodeo, il dinamismo della cultura texana si manifesta con molti eventi e festival durante tutto l'arco dell'anno. A margine di competizioni sportive come lo Houston Livestock Show and Rodeo sono tenuti numerosi concerti che richiamano decine di migliaia di spettatori e costituiscono un vero e proprio evento culturale. La festa più famosa è però la State Fair of Texas di Dallas, che nel 2002 attirò oltre tre milioni di visitatori. Dal 1886 si svolge ogni anno da fine settembre a metà ottobre e dà luogo a molteplici eventi, tra cui giochi e car show. Dal 1952 in ogni edizione è presente un pupazzo gonfiato alto 16 metri, chiamato Big Tex, che è divenuto il simbolo della festa.

### Stampa
Tra i principali giornali pubblicati in Texas lo Houston Chronicle è quello che presenta la maggior tiratura, tra i 500 000 e i 630 000 esemplari: si tratta di un quotidiano generalista fondato nel 1901 e acquistato dalla Hearst Corporation. Il settimanale Houston Press è un giornale indipendente e letto da circa 300 000 persone. Nell'area urbana Dallas-Fort Worth i principali quotidiani sono invece il The Dallas Morning News e il Fort Worth Star-Telegram. Anche altre grandi città hanno un proprio giornale: San Antonio Express-News, Austin American-Statesman ed El Paso Times sono fra i più conosciuti. Infine esistono anche pubblicazioni in spagnolo, come El Diario de El Paso.

### Letteratura
I primi elementi della letteratura texana furono scritti in spagnolo con storie riguardanti l'esplorazione dei conquistadores. La colonizzazione anglo-americana ispirò la letteratura della prima metà del XIX secolo: Texas di Mary Austin Holley (1833) è il primo libro in lingua inglese che si occupa solo di questo Stato.
Altre storie ricordano gli episodi della rivoluzione texana e dei loro eroi, come Davy Crockett: dagli anni 1830 alla guerra di secessione americana gli almanacchi locali misero in scena questo personaggio in storie umoristiche e grottesche. Anche scrittori messicani scrissero sulla Rivoluzione texana, come Juan Nepomuceno Almonte (Noticia Estadistica Sobre Tejas, 1835) e José Enrique de la Peña. Successivamente l'assedio di Fort Alamo diede luogo a molti romanzi: Augusta Evans Wilson (Inez: A Tale of the Alamo, 1855), Amelia Edith Barr (Remember Alamo, 1888) e William Stoddard (The Lost Gold of the Montezumas: A Tale of the Alamo, 1900).
Le storie d'avventura e di viaggi contrassegnarono invece il periodo appena successivo all'indipendenza, con libri di George W. Kendall (Narrative of the Texan Santa Fe Expedition, 1844) o di Frederick Law Olmsted (A Journey Through Texas, 1857). Nello stesso periodo John Crittenden Duval, soprannominato dal giornalista James Frank Dobie il "padre della letteratura texana", in Early Times in Texas racconta la fuga dal massacro della battaglia di Goliad.
La poesia texana, sviluppatasi nel XIX secolo, aveva inizialmente come tema principale la memoria degli eroi del Texas, ma anche i paesaggi e la natura di questa regione. Uno dei principali poeti fu Sidney Lanier, originario della Georgia, che qui scrisse uno dei suoi libri più noti, Retrospects and Prospects (1899). Anche la figura del cowboy ebbe una parte rilevante nella letteratura americana del XIX secolo, come testimonia l'opera di John Armoy Knox, Charlie Siringo, O. Henry o William Lawrence Chittenden. Infine molti scrittori europei si interessarono al Texas, come l'inglese Frederick Marryat (The Travels and Adventures of Monsieur Violet, 1843), l'austriaco Carl Anton Postl (Cabin Book, 1844) o il francese Gustave Aimard (The Freebooters, a Story of the Texas War, circa 1860).
La fine del XX secolo fu contrassegnato da un crescente interesse nei confronti del folclore texano, che causò la fondazione della Texas Folklore Society (1909). In risposta al successo del romanzo western The Virginian di Owen Wister, il texano Andy Adams scrisse The Log of a Cowboy (1903), un racconto immaginario che descrive un viaggio di cinque mesi per condurre 3 000 vacche da Brownsville al Montana. J. Frank Dobie e Dorothy Scarborough pubblicarono invece storie di cercatori d'oro, cacciatori, pastori, cowboy e contadini.
La letteratura dopo il 1945 è stata caratterizzata da quattro grandi autori: Katherine Anne Porter, Charles William Goyen, William Humphrey e William A. Owens. Katherine Anne Porter è considerata da molti come la più importante scrittrice del Texas: ricevette il Premio Pulitzer e il National Book Award nel 1966 per The Collected Stories e venne nominata tre volte per il Premio Nobel per la letteratura.

### Musica

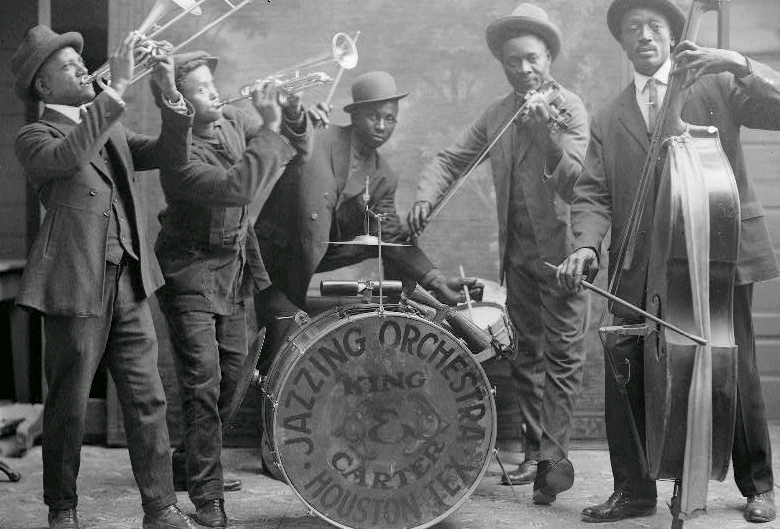
King & Carter Jazzing Orchestra (Houston, 1921)

Molti musicisti e cantanti sono nati in Texas e si sono particolarmente distinti in vari generi: Scott Joplin (1867-1917) per il ragtime, Selena (1971-1995) per la musica Tex-Mex, Kelly Clarkson (1982), Beyoncé (1981) Hilary Duff (1987), Logan Henderson (1989), Demi Lovato (1992), Selena Gomez (1992) Nick Jonas (1992)Joe Jonas, (1989) e Kevin Jonas (1987) per la musica pop/soft rock, T-Bone Walker (1910-1975) e Stevie Ray Vaughan (1954-1990) per il blues, Janis Joplin (1943-1970), Roy Orbison (1936-1988), Meat Loaf (1947 -) e Buddy Holly (1936-1959) per il rock, Teddy Wilson (1912-1986) per il jazz, Vanilla Ice (1967) per il rap. Tra i gruppi si possono citare i Pantera (heavy metal), ZZ Top (blues-rock, hard rock), Destiny's Child (RnB) o Blue October (alternative rock). Il genere musicale è più fertile è il country, che utilizza vari strumenti (violino, banjo, dobro, pedal-steel) e ha le sue radici nei canti tradizionali e nelle tradizioni degli immigrati anglosassoni. Presenta anche numerose varianti, come il Lubbock sound, l'outlaw country, l'honky tonk e il country pop. Un altro genere molto diffuso è il Texas blues, fondato nei primi anni del XX secolo da artisti come Blind Lemon Jefferson (1893-1929), o Big Mama Thornton (1926-1984). Importanti anche due gruppi post-rock che nascono qui, ovvero Explosions in the Sky e This Will Destroy You.

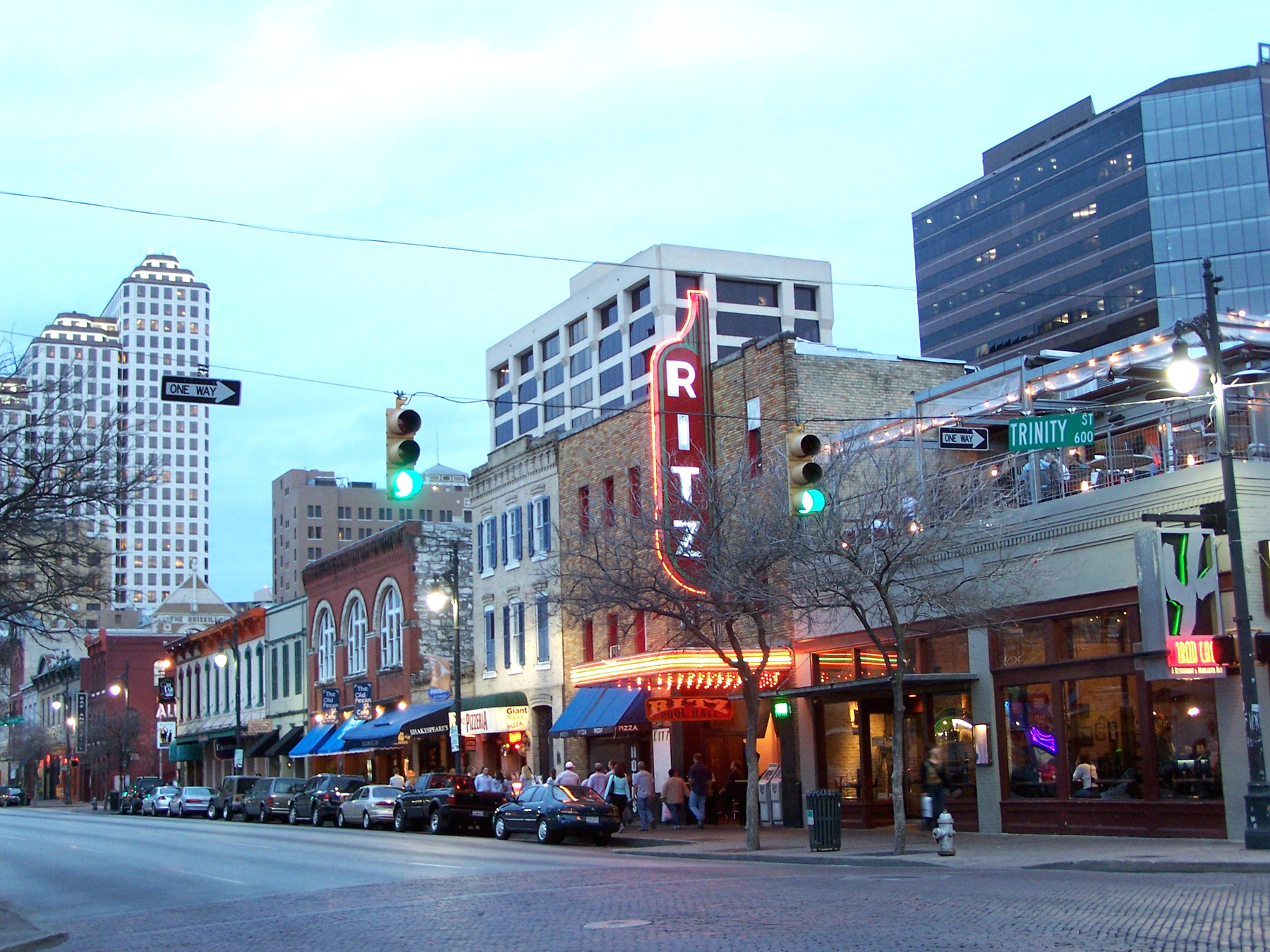
La 6th Street di Austin

Austin è stata soprannominata "la capitale mondiale della musica dal vivo" (The Live Music Capital of the World): la città ha oltre 200 sale da concerto, discobar e nightclub, molti dei quali sono concentrati sulla 6th Street. La città ospita ogni anno un gran numero di festival musicali tra cui il più noto è il South by Southwest. A Dallas, il quartiere Deep Ellum è un centro importante per la musica alternativa. Si sviluppò nel periodo tra le due guerre per la musica jazz e blues, e in seguito accolse gruppi punk negli anni 1970–1980.
La musica classica prospera soprattutto nelle grandi città. Le prime orchestre sinfoniche sono nate a San Antonio (1904), Dallas (1911) e Houston (1913): le due principali sono l'orchestra sinfonica di Houston e quella di Dallas, entrambe molto attive a livello internazionale.
Infine molti brani musicali tradizionali evocano il Texas. The Yellow Rose of Texas è uno dei più antichi e celebri: fu composto nel XIX secolo e veniva cantato dai soldati confederati durante la guerra di secessione. The Eyes of Texas fu invece composto da John Sinclair nel 1903 ed è l'inno ufficiale dell'Università del Texas ad Austin. Altri brani hanno per soggetto le città texane, come El Paso, Galveston, Streets of Laredo e Is This Way to Amarillo.
Come sopracitato riguardo alla musica sia rock che metal è molto conosciuta tutt’oggi la famosa band dei Pantera famosi nel genere groove metal, ma conosciuti anche per il genere legato a stati come il Texas cioè il southern rock
In Texas, in particolare nella città di Houston, si è sviluppato un sottogenere dell'hip hop chiamato Chopped and screwed. Ancora oggi questo genere gode di una buona popolarità in tutto lo Stato.

## Geografia antropica

### Città

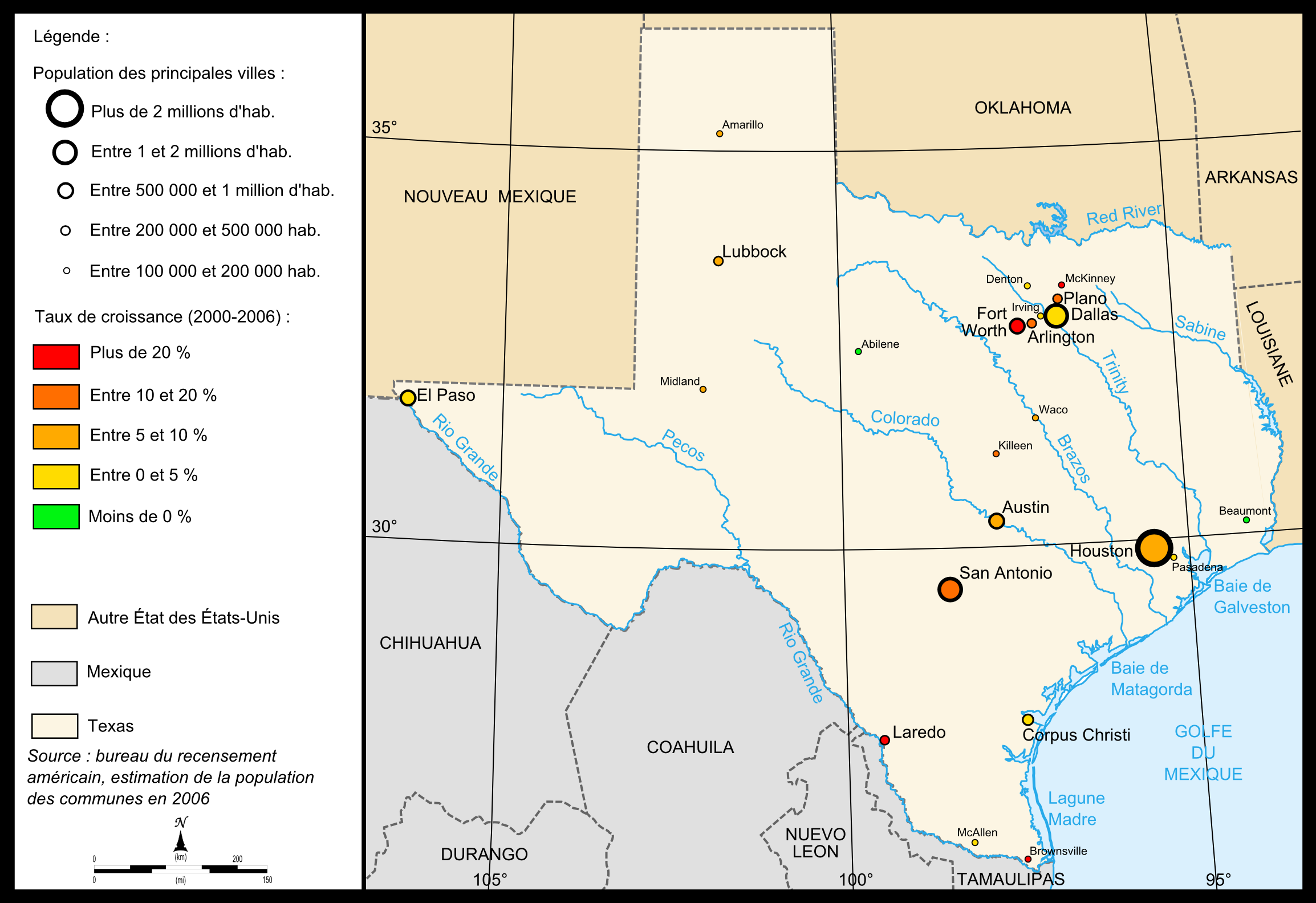
Cartina delle principali città del Texas

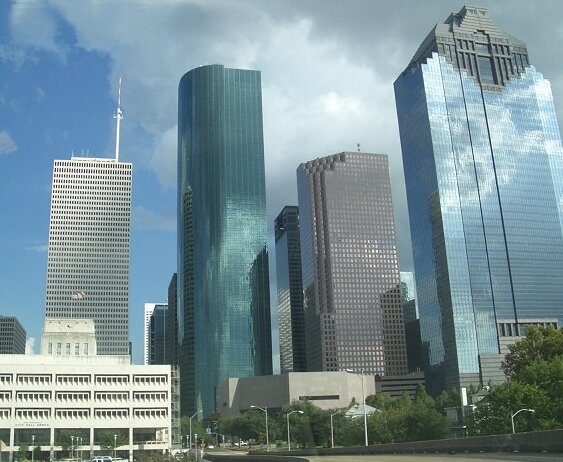
Houston, la più grande metropoli del Texas

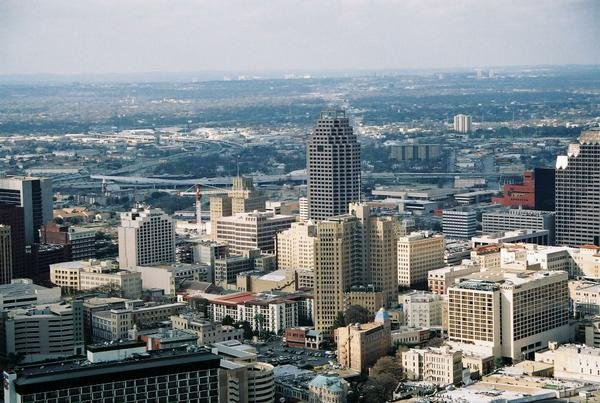
San Antonio, la seconda città del Texas

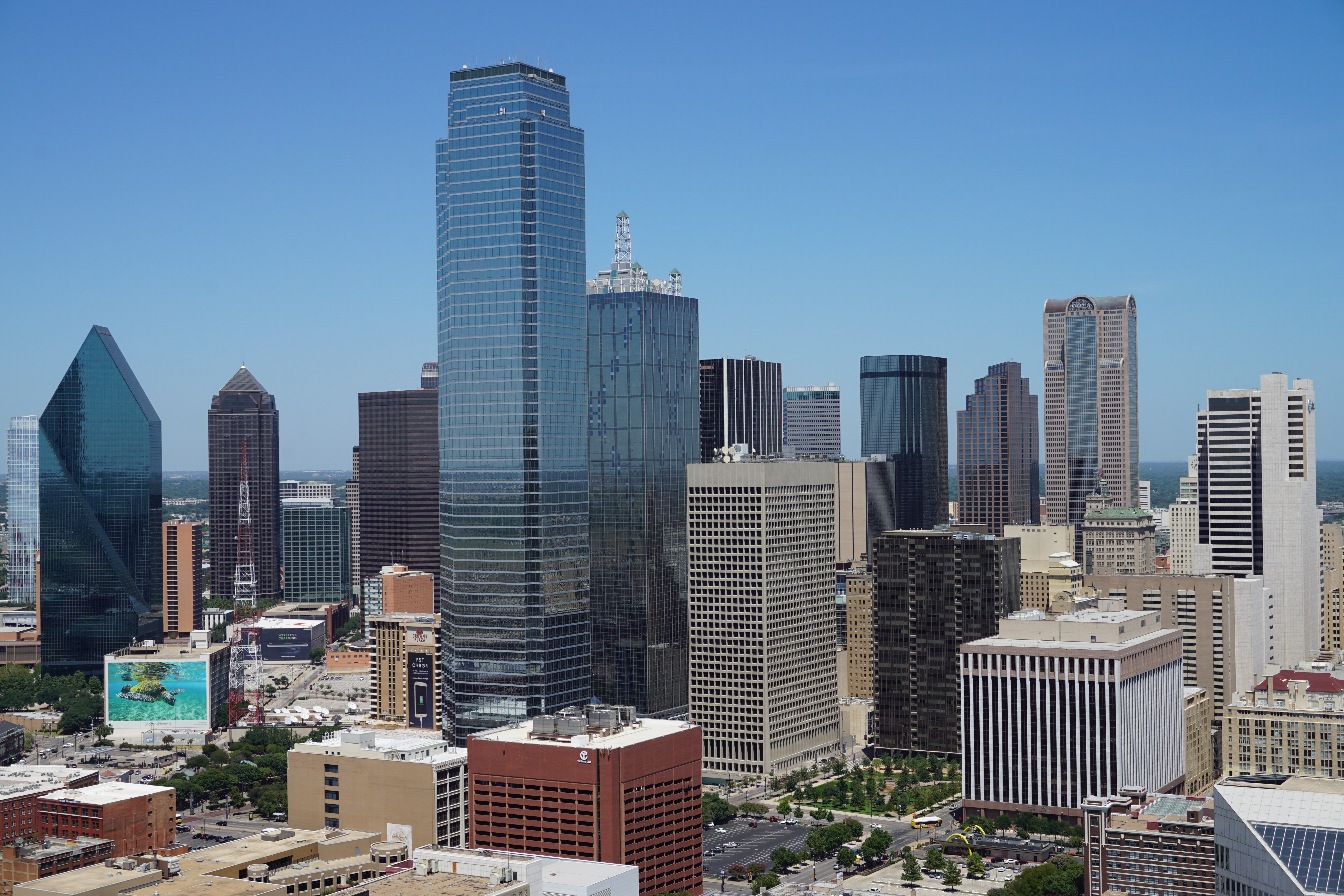
Il centro di Dallas, la terza città più popolosa

Le città del Texas si sono sviluppate soprattutto dopo la seconda guerra mondiale, come in altre regioni della Sun Belt. Se il Texas è stato a lungo uno Stato rurale, all'inizio del XXI secolo oltre l'80% della popolazione risiedeva nelle città, uno dei tassi di urbanizzazione più alti negli USA.
Le aree metropolitane comprese nel Sun Belt sono caratterizzate da un'elevata crescita della popolazione: tra il luglio 2006 e il luglio 2007, la popolazione dell'area metropolitana Dallas-Fort Worth è aumentata di 162 000 abitanti, un record per lo Stato. Houston si classifica al quarto posto fra le più popolate città degli Stati Uniti, San Antonio al settimo posto, e Dallas al nono. La rete urbana del Texas è dominata da tre città con oltre un milione di abitanti (Houston, Dallas e San Antonio che formano un triangolo urbano), solo dietro si pone la capitale dello Stato (Austin) e centri come Fort Worth ed El Paso.
| Posizione nel Texas | Posizione negli Stati Uniti | Città          | Popolazione (2018) | Superficie (km²) |
| ------------------- | --------------------------- | -------------- | ------------------ | ---------------- |
| 1                   | 4                           | Houston        | 2 325 502          | 1 558            |
| 2                   | 7                           | San Antonio    | 1 532 233          | 1 067            |
| 3                   | 9                           | Dallas         | 1 345 047          | 997              |
| 4                   | 11                          | Austin         | 964 254            | 669              |
| 5                   | 13                          | Fort Worth     | 874 168            | 774              |
| 6                   | 22                          | El Paso        | 683 577            | 649              |
| 7                   | 48                          | Arlington      | 396 394            | 257              |
| 8                   | 64                          | Corpus Christi | 326 554            | 1 192            |
| 9                   | 70                          | Plano          | 259 857            | 186              |
| 10                  | 81                          | Laredo         | 235 809            | 234              |

La distanza tra lavoro e casa, come conseguenza dell'espansione urbana incontrollata, incoraggia i texani a viaggiare in auto, causando la congestione nelle ore di punta. Houston è la città più inquinata del paese: un organismo di controllo dell'inquinamento è stato creato già negli anni 1950; il canale di Houston rimane uno dei corsi d'acqua più inquinati del mondo, nonostante l'installazione di impianti di trattamento delle acque reflue negli anni 1980. La fauna nella baia di Galveston è minacciata dai rifiuti industriali. Anche la gestione dei rifiuti nelle grandi città pone numerosi problemi.
Abbandonati dalla classe media dopo l'ultima guerra mondiale, i centri delle città texane conobbero un rilancio dagli anni novanta. La città di Austin ha aumentato le sue aree pedonali nel centro, e sulla falsariga di Vancouver ha costruito piste ciclabili, in particolare intorno al lago Lady Bird.
La creazione di centri d'arte e musei ha rivitalizzato i quartieri centrali attraverso una politica che cerca di attirare artisti e istituzioni culturali A Dallas, Deep Ellum, un quartiere che un tempo soffriva di gravi problemi sociali e di insicurezza, è stato interessato da un rinnovamento urbano.
Appartiene al Texas la contea meno abitata degli Stati Uniti: La contea di Loving, che al censimento del 2010 aveva 82 abitanti.
Il territorio della contea, che non è costituito in municipalità (è una unincorporated area, cioè è amministrato unificato come contea), e ha come luogo principale, sede di contea, e di tribunale di contea, il centro abitato di Mentone che giunto a un minimo di 15 abitanti ne elenca 19 all'ultimo censimento del 2010.

## Economia

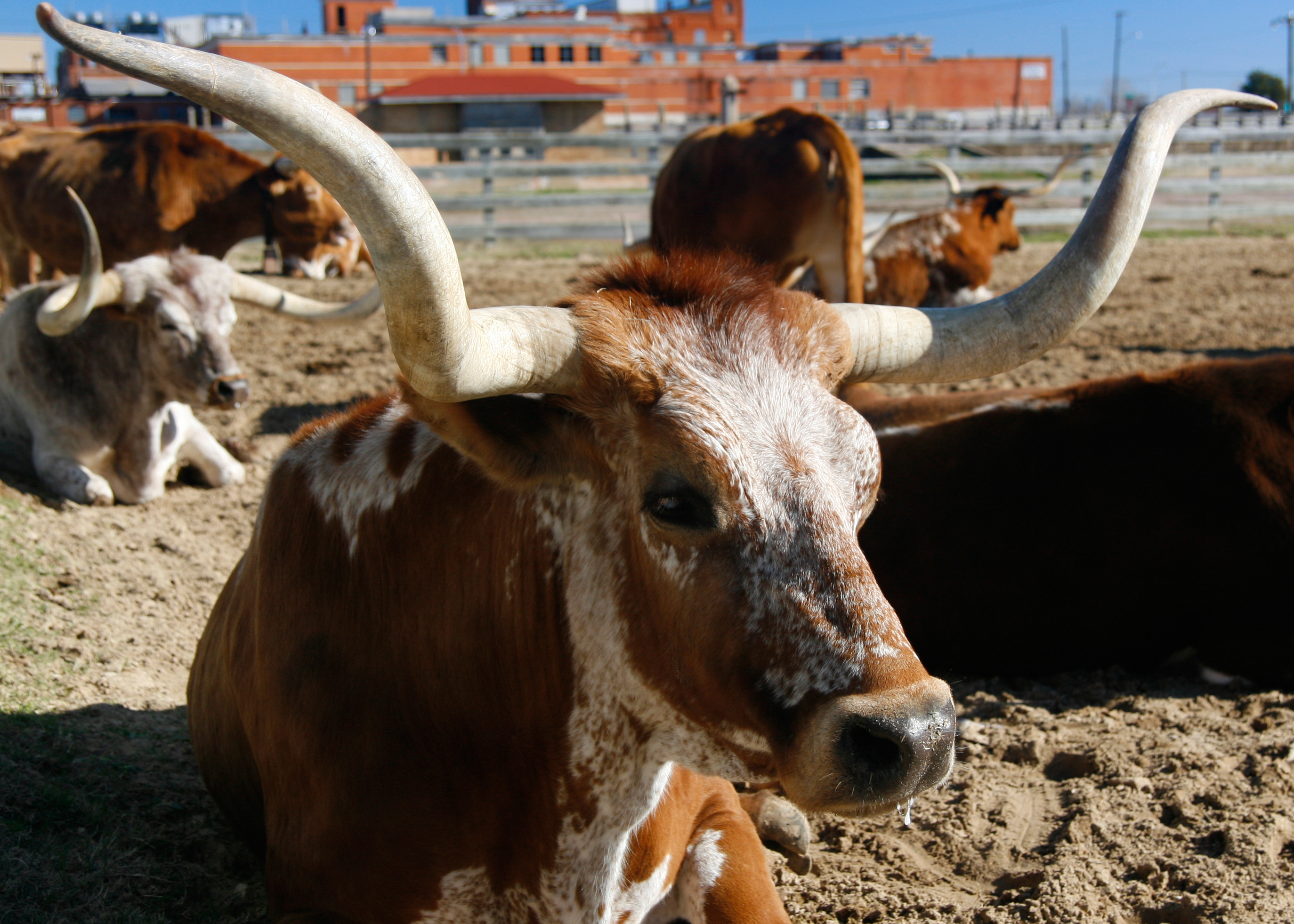
Un longhorn texano

L'economia texana è da sempre basata principalmente sull'attività agricola e sull'allevamento e sull'estrazione e la lavorazione del petrolio; a partire dalla metà del XX secolo lo Stato conobbe anche una diversificazione delle sue attività. Alla fine del 2006 il prodotto interno lordo ammontava a 1 090 miliardi di dollari, il secondo più elevato negli USA
Il PIL pro capite era di 47 548 dollari nel 2007.
Se il Texas fosse considerato come una nazione indipendente, la sua economia sarebbe addirittura la dodicesima del mondo.
L'economia è molto dinamica: il suo tasso di crescita è stato del 4,7% tra il 2006 e il 2007, il 5° più elevato negli USA.
Tra agosto 2007 e agosto 2008 sono stati creati 252 000 posti di lavoro, attestando il tasso di disoccupazione al 5% nel mese di agosto 2008, 1,1 punti percentuali al di sotto della media nazionale. I fattori che promuovono il dinamismo economico sono molteplici: alcuni sono fattori naturali, come la posizione centrale, il clima attraente e l'abbondanza di risorse. Altri fattori sono politici, come l'assenza di imposte sul reddito e la generale bassa imposizione fiscale. Infine, si registra un'abbondante manodopera e una fitta rete di trasporti di elevata qualità. Tuttavia, vi sono disparità economiche tra le varie regioni e tra i gruppi sociali: difatti la crescita economica va principalmente a beneficio delle città dello Stato.

### Agricoltura

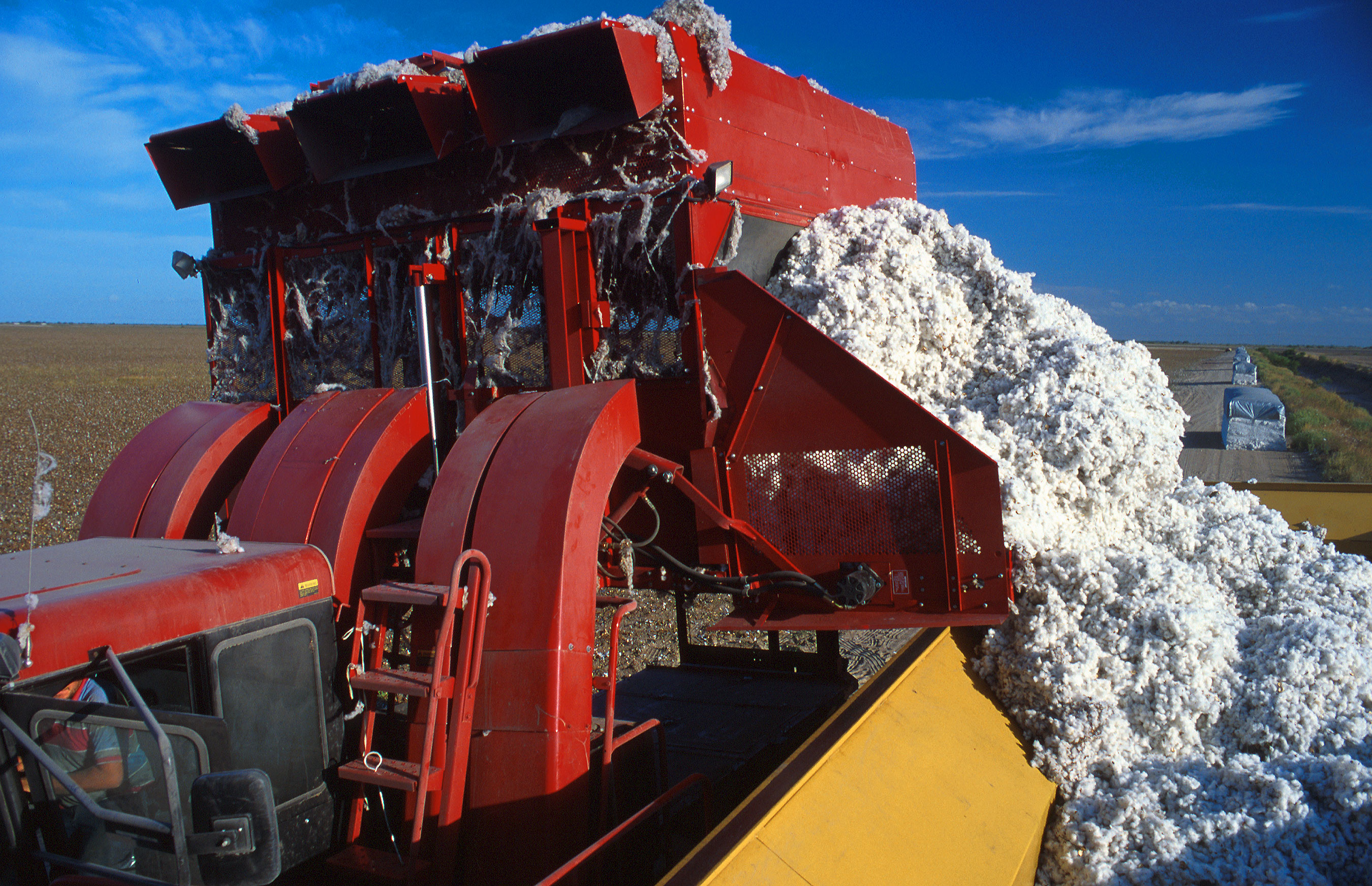
Raccolta del cotone in Texas

Il Texas è al primo posto negli Stati Uniti per numero e dimensioni delle aziende agricole, per numero di capi di bestiame allevati e per la produzione di cotone.
L'allevamento principale è quello di bovini, fatto attraverso la tradizionale struttura del ranch e soprattutto nella regione del Texas Panhandle e nella zona occidentale. Quello ovino è praticato soprattutto sull'Edwards Plateau.
La diversità di climi e la dominanza di pianure e altopiani favoriscono la crescita di piante diverse: frumento nella regione delle Grandi Pianure, cotone a est, colture subtropicali sulla costa (riso, canna da zucchero) e frutta e ortaggi nella valle del Rio Grande.
Il legname è sfruttato nelle foreste orientali.
Anche la pesca è sviluppata: i principali prodotti sono gamberetti, granchi, salmoni e pesci gatto.

### Miniere, idrocarburi ed energia

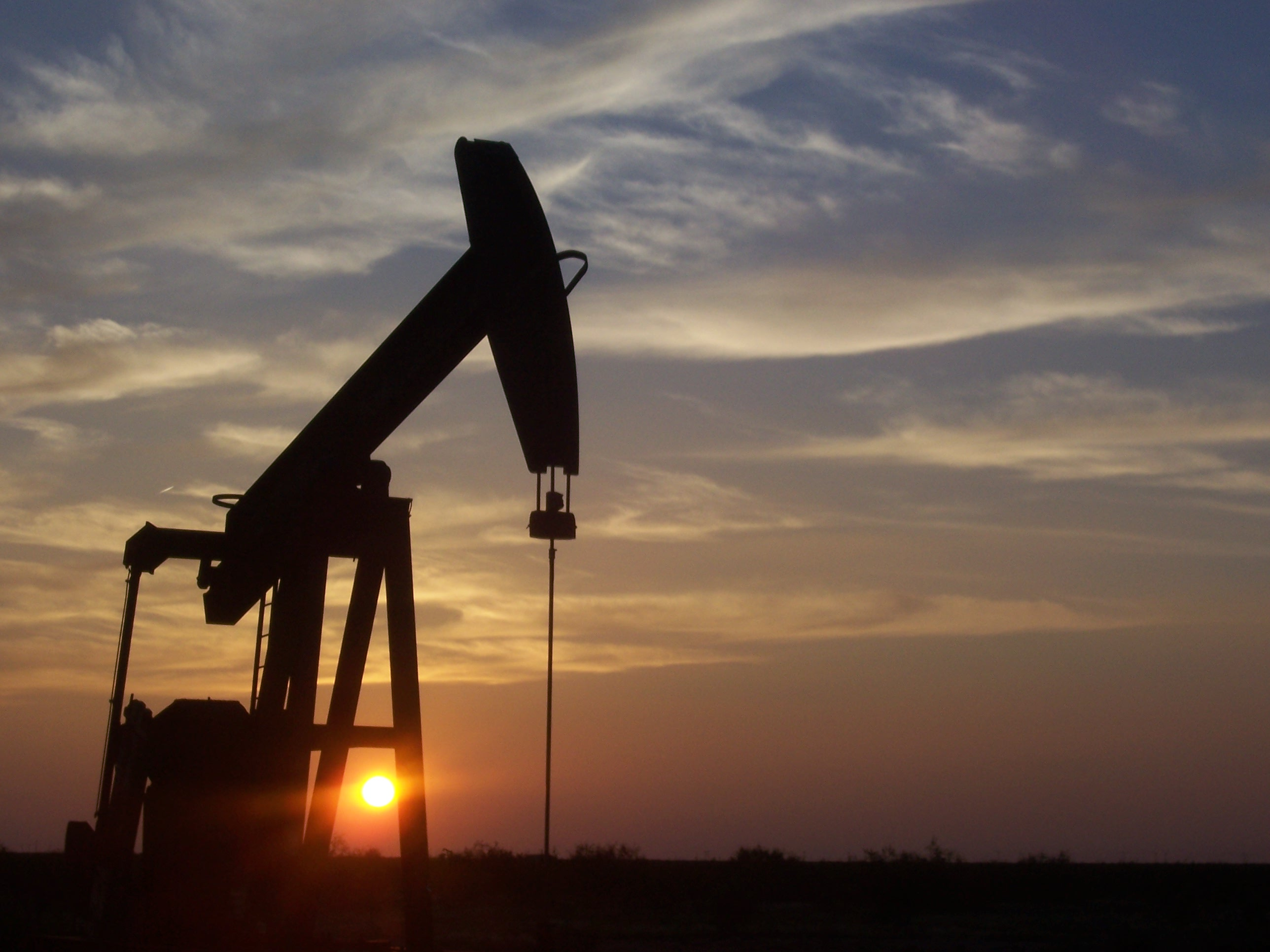
Una pompa per l'estrazione del petrolio a sud di Midland

Il Texas è uno dei più importanti produttori di petrolio e di gas naturale: la produzione petrolifera è stata di 1 241 000 di barili al giorno nel 2002, e ha costituito il 26% del PIL nel 1981 e il 10% nel 2000. Il Texas possiede circa un quarto delle riserve di idrocarburi degli USA. Le principali regioni produttrici sono le coste del Golfo del Messico e il Bacino Permiano. Con l'innalzamento dei prezzi, molti piccoli pozzi sono diventati redditizi. Il petrolio texano (West Texas Intermediate) è considerato uno dei migliori d'America.
Lo Stato è al primo posto a livello nazionale nella produzione di gas naturale, ricavato principalmente nel Texas Panhandle e nel nord-est. Mentre la produzione di petrolio tende a diminuire, il gas rappresenta un quarto della produzione statunitense ed è in aumento dal 2002.
La produzione di merci pesanti e materiali da costruzione costituiscono un settore portante (cemento, pietre, sale, sabbia, ghiaia). Il Texas è il primo produttore statunitense di gesso, magnesio e zolfo. Ci sono depositi di lignite nella piana costiera, di catrame nel centro-nord e nel sud-ovest dello Stato.
Il Texas può anche contare sul suo potenziale di energia eolica, solare e idroelettrica.
Nel 2006 è diventato il primo Stato produttore di energia eolica del paese davanti alla California e alla fine del 2007 le turbine eoliche qui installate sviluppavano un totale di 4 356 megawatt. Altri progetti sono in fase di studio: TXU Corporation e Shell stanno progettando la più grande centrale eolica del mondo, con una capacità di 3000 MW. L'energia eolica fornisce il 3% del consumo energetico, l'equivalente di un milione di case.

### Industria

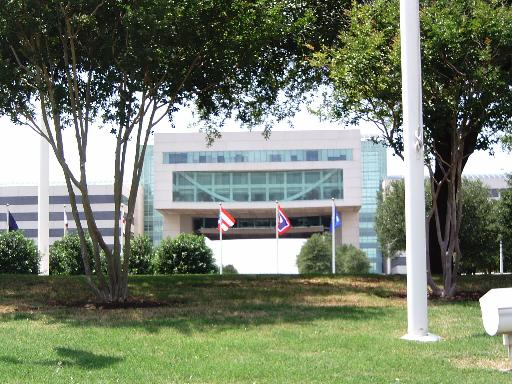
Sede dell'Electronic Data Systems a Plano

L'industria pesante è dominata da industrie che lavorano nella trasformazione degli idrocarburi: il Texas possiede 26 raffinerie che rappresentano un quarto della capacità di raffinazione del paese. Esse sono concentrate nelle aree portuali e industriali della costa. La capacità totale di raffinazione del petrolio è 4,6 milioni di barili al giorno. I prodotti raffinati sono poi spediti attraverso condotte in tutti gli Stati Uniti o esportati mediante navi da Port Arthur, Texas City, Galveston, Freeport, Port Lavaca e Corpus Christi. Diverse compagnie petrolifere hanno la loro sede nello Stato, come ConocoPhillips, Halliburton e Marathon Oil a Houston, ExxonMobil a Irving, Valero Energy a San Antonio.
Dalla seconda metà del XX secolo, hanno incominciato a svilupparsi le industrie ad alta tecnologia, facendo diventare il Texas uno dei principali poli del Sun Belt e degli Stati Uniti.
Le industrie tecnologiche sono concentrate soprattutto nelle città: ad esempio la società informatica Silicon Hills si trova ad Austin. Molte aziende lavorano in collaborazione con l'Università del Texas. Da segnalare anche la Silicon Prairie, chiamata anche Telecom corridor, che comprende circa 600 aziende nel settore delle tecnologie dell'informazione e della comunicazione, lungo la strada che attraversa il nord dell'area metropolitana Dallas-Fort Worth. Tra le diverse imprese legate all'alta tecnologia con sede in Texas vi sono anche le seguenti: Dell (computer, a Round Rock), Texas Instruments Incorporated (componenti elettronici e semiconduttori, a Dallas), Perot Systems (servizi informatici, a Plano), AT&T Inc. (servizi di telefonia, Dallas) ed Electronic Data Systems (tecnologia dell'informazione, Plano).
Houston è uno dei primi centri per le biotecnologie e l'ingegneria aerospaziale con il Lyndon B. Johnson Space Center della NASA. Fort Worth ospita invece la divisione aerospaziale di Lockheed Martin e il costruttore d'elicotteri Bell Helicopter Textron.

### Settore terziario

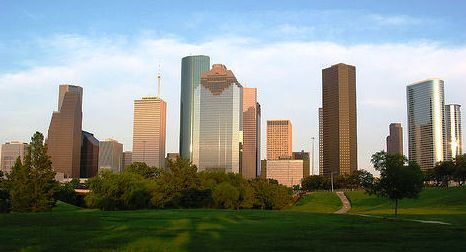
Il quartiere degli affari di Houston

Il settore terziario si è diversificato e sviluppato a partire dal 1945, ed è rappresentato da aziende attive nel settore dell'abbigliamento (Men's Warehouse), dei ristoranti (Landry's Restaurants Inc.), della salute (Tenet Healthcare) e della grande distribuzione (Whole Foods Market).
L'area metropolitana Dallas-Fort Worth è la seconda area commerciale degli Stati Uniti e Highland Park Village presenta la più grande concentrazione di centri commerciali per abitante.
Gli hotel Hilton sono nati nel 1919 a Cisco, quando il fondatore Conrad Hilton aprì il suo primo albergo. Il secondo venne edificato a Dallas nel 1925 e la catena Hilton è presente in tutto il mondo.
Il turismo è un settore molto dinamico: la cultura ispanica a San Antonio ed El Paso, il folclore western a Fort Worth, i centri balneari di Galveston, Corpus Christi e Padre Island e i centri congressi a Houston e Dallas attraggono numerosi visitatori da tutto il mondo.
Lo Stato è importante anche per il settore televisivo, soprattutto nella regione di Austin. La serie TV Dallas è stata girata a Southfork Ranch (Plano), mentre la seconda e la terza stagione di Prison Break a Dallas. Diversi studi cinematografici di Hollywood hanno delocalizzato la loro produzione nella regione di Austin. Il gruppo Clear Channel Communications ha sede a San Antonio, mentre Pi Studios e Timegate Studios si trovano nella zona di Houston. Infine, Blockbuster Video e Cinemark Theatres sono presenti nell'area metropolitana Dallas-Fort Worth.
Infine anche la finanza è molto sviluppata. I due centri più importanti sono Dallas e Houston, dove le compagnie petrolifere sono ben rappresentate.

## Infrastrutture e trasporti

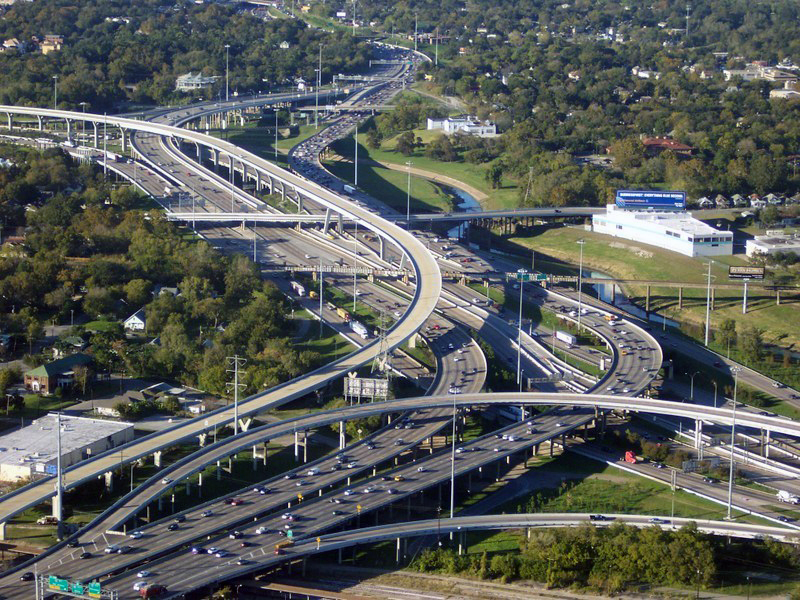
Lo scambio tra l'I-10 e l'I-45 a Houston

I collegamenti viari sono talvolta ostacolati dalle dimensioni dello Stato. Tuttavia, l'orografia del territorio, prevalentemente pianeggiante, non pone grandi problemi, eccezion fatta per le montagne della parte occidentale. Il Texas ha la più lunga rete di autostrade e ferrovie degli Stati Uniti e il maggior numero di aeroporti.
I trasporti, compresa l'aviazione, sono amministrati dal Texas Department of Transportation.

### Trasporto su strada

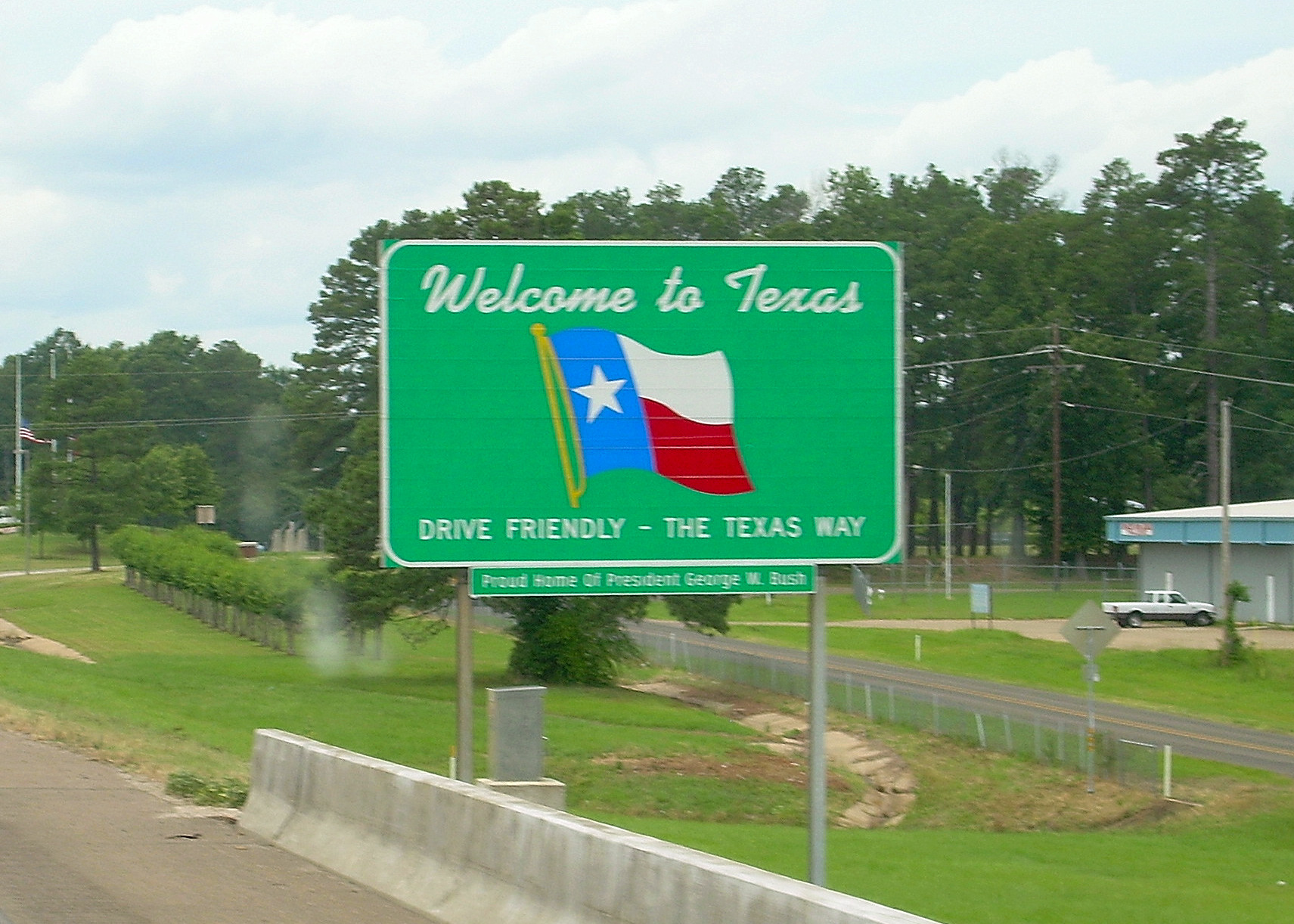
Cartello stradale che segnala l'ingresso in Texas

Grazie alla sua posizione tra gli Stati della costa orientale e del Pacifico, il Texas è un crocevia di importanti vie di comunicazione. La prima autostrada, la Gulf Freeway, fu inaugurata nel 1948. Nel 2005 la rete di autostrade (highway) aveva una lunghezza complessiva di 128.000 km e vi erano 17 strade a pedaggio.
Ha preso piede anche il progetto del Trans-Texas Corridor, parte del cosiddetto supercorridor americano, che mira a collegare i tre paesi del Nord America attraverso un corridoio multimodale tra Città del Messico e Winnipeg.
La mancanza di mezzi di trasporto pubblico, le distanze tra le città e la separazione spaziale tra zone residenziali e luoghi di lavoro spiegano perché i texani usino principalmente la propria autovettura, aumentando l'inquinamento atmosferico.
Nel 1995 si contavano infatti più di 14 milioni di veicoli a motore nello Stato.

### Aeroporti

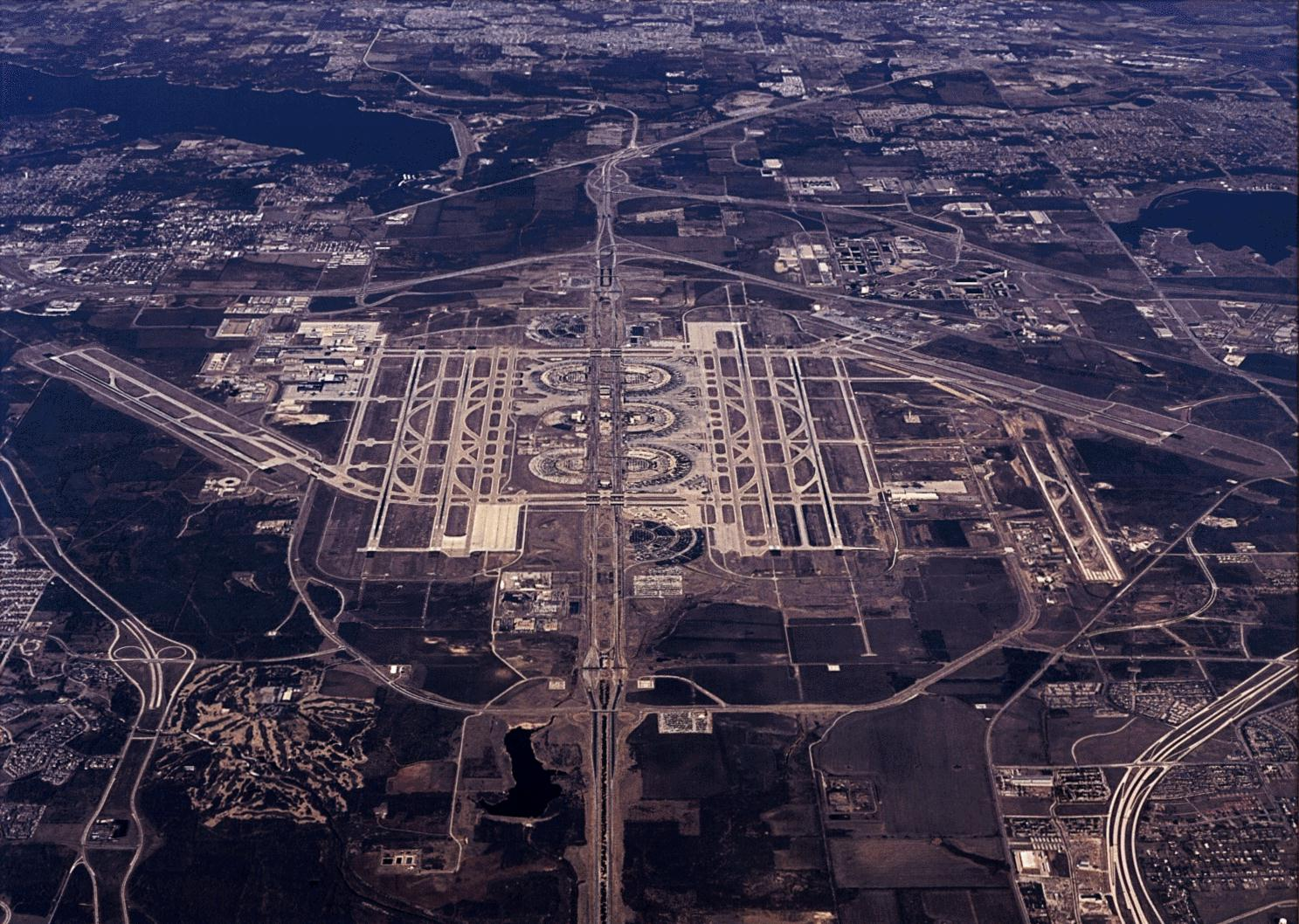
Aeroporto internazionale di Dallas-Fort Worth

Il Texas detiene il record nazionale per numero di aeroporti. L'aeroporto Internazionale di Dallas-Fort Worth è il più grande dello Stato, il secondo negli USA e il quarto nel mondo. In termini di traffico di passeggeri è invece al quarto posto nella graduatoria statunitense e al sesto nel mondo.
Serve 135 destinazioni a livello nazionale e 40 all'estero e funge come il principale hub per le compagnie aeree di AMR Corporation e American Eagle.
Un'altra società, la Southwest Airlines, ha sede a Dallas. L'aeroporto Intercontinentale di Houston-George Bush di Houston è il secondo dello Stato e serve come hub per la Continental Airlines. È inoltre l'aeroporto americano che offre maggiori collegamenti con il Messico.

### Porti
Le costa del Golfo del Messico accoglie oltre un migliaio di porti marittimi e più di 1600 km di canali navigabili. Essi offrono 500 000 posti di lavoro e consentono il transito di 317 milioni di tonnellate di merci all'anno. Sono collegati agli altri porti atlantici americani tramite il Gulf Intracoastal Waterway, una sezione dell'Intracoastal Waterway.
Fino al 1900, il primo porto era quello di Galveston, successivamente sorpassato da quello di Houston dopo la prima guerra mondiale. Con 201 milioni di tonnellate di merci scambiate nel 2006, il porto di Houston è il 14º nel mondo e il secondo negli Stati Uniti. Da segnalare anche lo Houston Ship Channel, un canale aperto nel 1919 e lungo 80 km, che costituisce una delle principali arterie di trasporto e di collegamento tra la terraferma e la baia di Galveston.

### Ferrovie e metropolitane

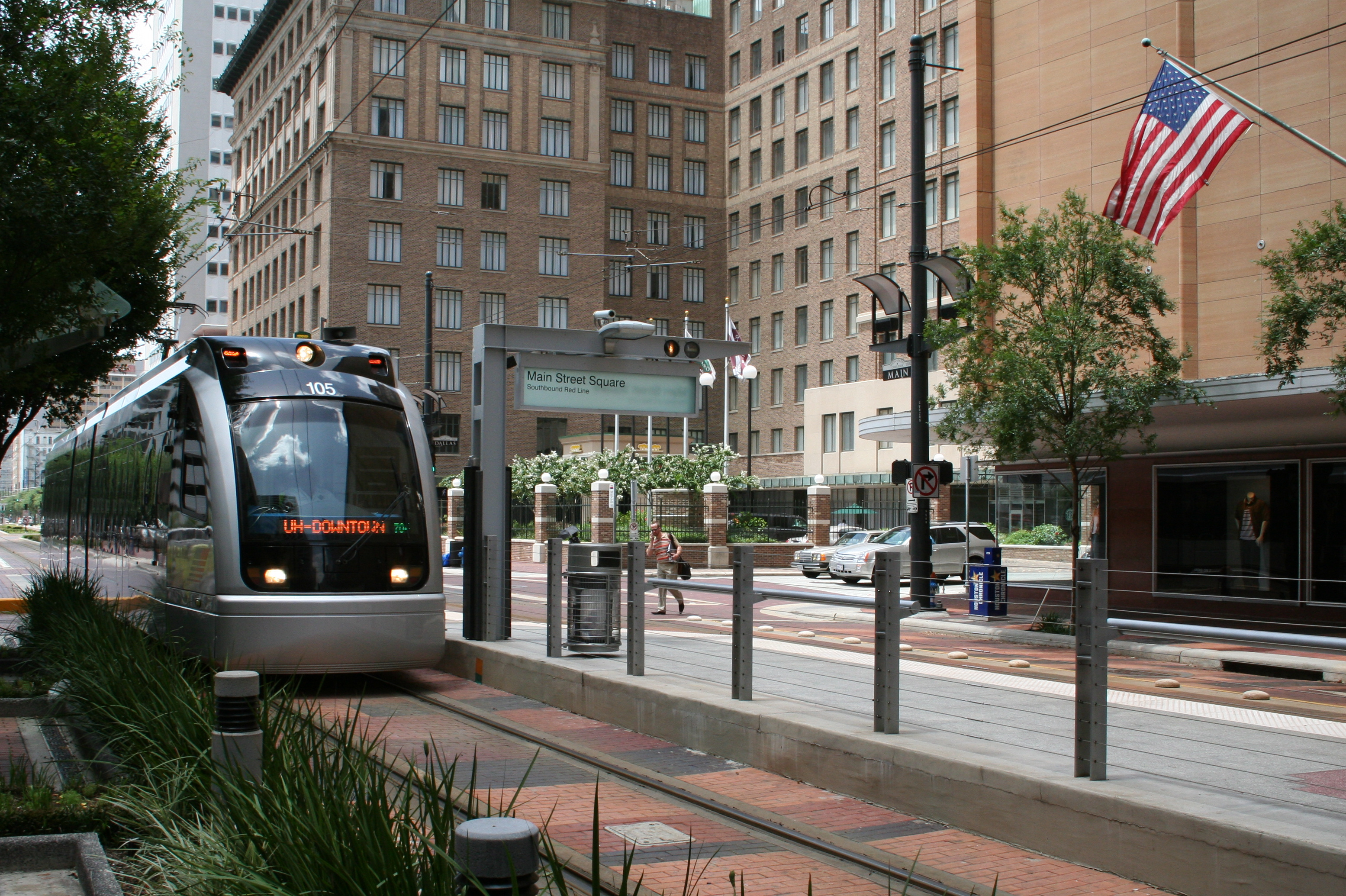
Il METRORail di Houston

La prima ferrovia fu completata nel 1872: la Missouri-Kansas-Texas Railroad che segnò la fine delle grandi transumanze di animali guidate dai cowboys. Dal 1911 il Texas possiede la rete ferroviaria più lunga del paese. La lunghezza massima venne raggiunta nel 1932 (27484 km) e si attesta a circa 22500 km. Le ferrovie sono utilizzate principalmente per il trasporto di merci. La società Amtrak offre diversi collegamenti ferroviari tra le principali città.
Sia Dallas sia Houston posseggono una metropolitana. Dallas ha due linee per una lunghezza totale di 72 km e 35 stazioni; nel 2007 trasportò 17,9 milioni di passeggeri. A Houston, la metropolitana è entrata in funzione nei primi mesi del 2004 con una linea di 12 km di lunghezza tra l'Università di Houston e Reliant Park ed è previsto un suo ulteriore sviluppo nei prossimi anni.

## Politica e governo

### Organizzazione dei poteri

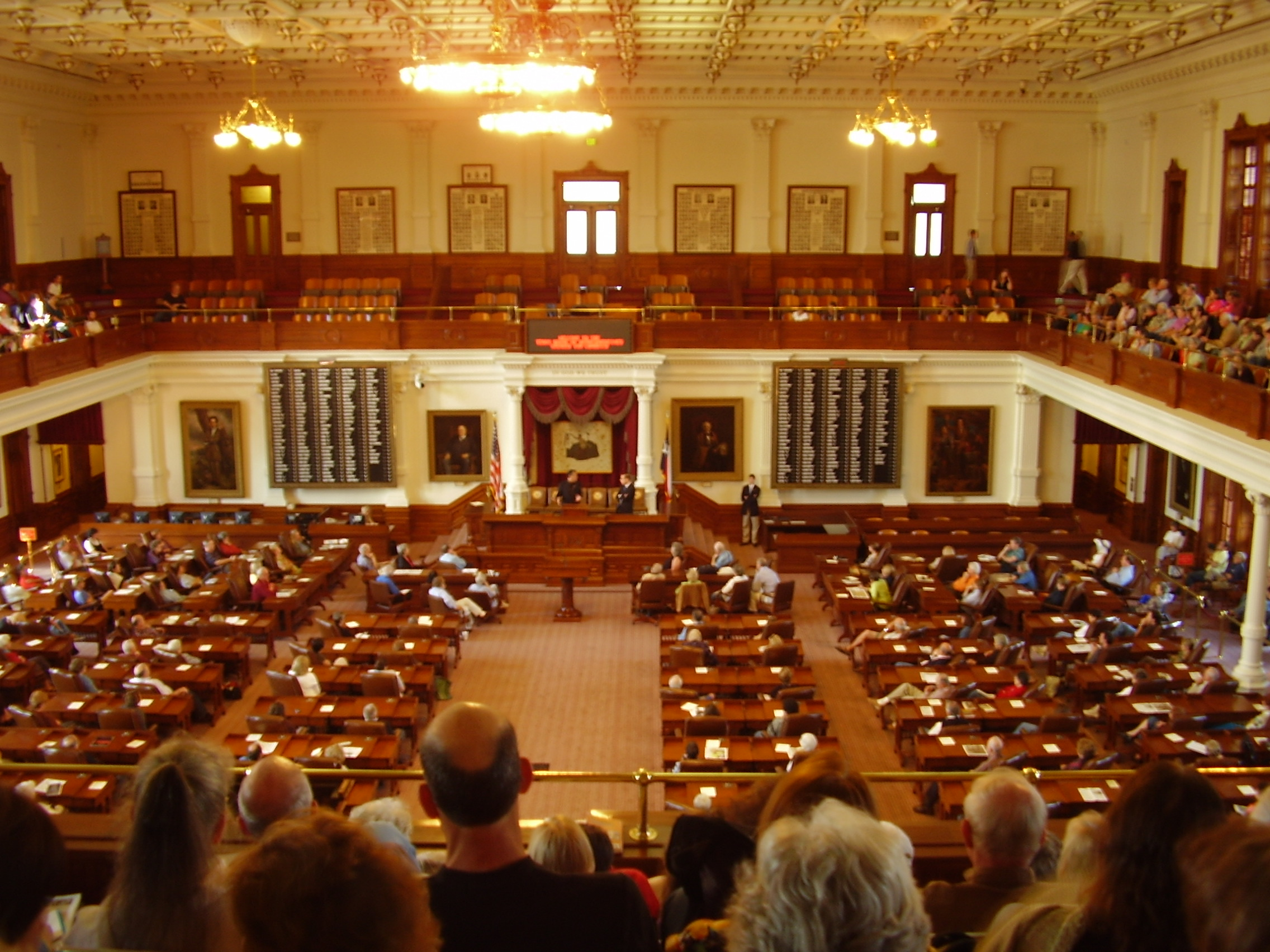
Interno della Camera dei rappresentanti del Texas

La Costituzione del Texas, in vigore dal 1876, organizza le istituzioni e definisce i diritti dei cittadini dello Stato. Come a livello nazionale, i poteri esecutivo, legislativo e giudiziario sono separati.
Il potere esecutivo spetta al governatore (Governor), che ha il diritto di voto sulle proposte di legge e dispone delle forze dell'ordine. Le altre funzioni del potere esecutivo sono divise tra il vice governatore (Lieutenant Governor of Texas), il segretario di Stato (Secretary of State), il controllore dei conti pubblici (Comptroller of Public Accounts), il procuratore generale (Attorney General), il commissario terriero (Land Commissioner), il commissario agricolo (Agriculture Commissioner), i tre membri della Texas Railroad Commission e il Consiglio di Stato dell'Educazione (State Board of Education).
Il corpo legislativo è bicamerale: consiste in un senato (la camera alta) di 31 membri eletti per quattro anni, e una camera dei rappresentanti (la camera bassa) di 150 membri eletti per due anni. Esso detiene il potere di voto su leggi, imposte e tasse.
Durante la legislazione 2019-20, la camera bassa era composta da 83 repubblicani e 67 democratici, mentre quella alta da 19 repubblicani e 12 democratici. Le due assemblee si riuniscono nel Campidoglio dello Stato del Texas ad Austin. Lo Speaker of the House dirige i lavori della Camera dei rappresentanti, mentre il vice governatore si occupa del Senato.
Il corpo legislativo si riunisce in sessione ordinaria ogni due anni, ma il governatore può convocare sessioni speciali con la frequenza desiderata.
Il sistema giudiziario del Texas è uno dei più complessi degli Stati Uniti a causa della sovrapposizione di giurisdizioni. Il Texas possiede due corti d'appello: la corte suprema per cause civili e la corte d'appello penale per i crimini e i delitti. Anche qui la maggior parte delle cariche sono elettive.
Da segnalare anche la Texas Ranger Division, uno speciale corpo di polizia istituito nel XIX secolo dal Texas Department of Public Safety, che continua a mantenere l'ordine e la sicurezza dello Stato in ogni campo.

### Politica

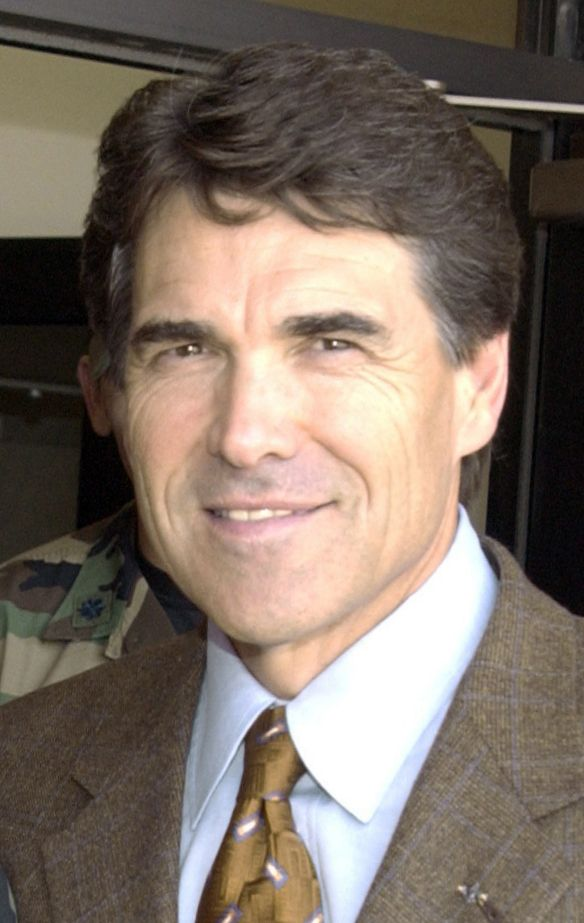
Rick Perry, governatore del Texas dal 2000 al 2014

Il Partito Democratico è sempre stato il partito dominante in Texas fino agli anni ottanta: la popolazione ha ad esempio scelto ogni volta il candidato democratico per le presidenziali tranne che in quattro occasioni: nel 1928 (elezione del repubblicano Herbert Hoover), nel 1952 e 1956 (Dwight David Eisenhower) e nel 1972 (Richard Nixon). Dagli anni ottanta, tuttavia, lo Stato divenne una roccaforte del Partito Repubblicano: a partire dalla prima elezione di Ronald Reagan, i candidati repubblicani hanno sempre avuto la maggioranza dei voti. Il presidente repubblicano George W. Bush, governatore del Texas tra il 1994 e il 2001, ha sempre ottenuto la maggioranza dei voti: alle elezioni del 2004 vinse con il 61,09% dei voti contro il 38,22% del democratico John Kerry. Anche in quelle del 2008 la maggior parte dei texani votò a favore del candidato repubblicano John McCain, che raccolse il 55% dei voti contro il 44% per Barack Obama.
Il governatore attuale è il repubblicano Greg Abbott, in carica dal gennaio 2015. Il precedente era stato Rick Perry, che, dopo 14 anni di governatorato, rinunciò a una nuova ricandidatura.
Molti sono i politici texani che nel corso della loro vita assunsero importanti funzioni politiche a livello nazionale: il presidente Lyndon B. Johnson (1964-1969), il vicepresidente John Nance Garner (1933-1941), lo speaker della camera dei rappresentanti Sam Rayburn (anni 1940-1961) e il senatore Ralph Yarborough (1957-1971). Anche il presidente Dwight D. Eisenhower nacque in questo Stato, ma dopo pochi anni si trasferì in Kansas.

### Giustizia
(George Carlin)
L'8 novembre 2005 il Texas divenne il diciannovesimo Stato ad adottare una legge costituzionale che vieta il matrimonio gay, approvata con una schiacciante maggioranza (76,25% dei voti).
Il Texas è uno dei 37 Stati degli Stati Uniti in cui è praticata la pena di morte; il metodo ufficiale è quello dell'iniezione letale. Il Texas è inoltre lo Stato americano dove sono state eseguite più condanne a morte: nel 2007, delle circa 42 esecuzioni compiute negli Stati Uniti, 26 hanno avuto luogo in Texas.

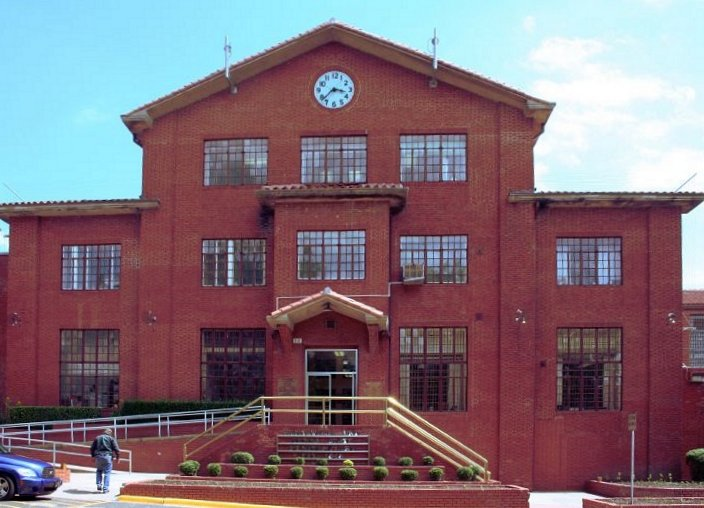
Carcere di Huntsville

I seguenti reati prevedono la pena di morte:
- omicidio di un agente di pubblica sicurezza o di un pompiere
- omicidio durante un rapimento, una rapina, una violenza sessuale aggravata, un incendio doloso, un'ostruzione o una rappresaglia
- omicidio per remunerazione
- omicidio durante un'evasione dal carcere
- omicidio di un impiegato di un istituto correzionale
- omicidio commesso da un detenuto condannato a vita per uno dei seguenti crimini: omicidio, rapimento aggravato, violenza sessuale aggravata, furto aggravato
- omicidio plurimo
- omicidio di un minore di sei anni.

L'impiccagione fu l'unico mezzo di esecuzione tra il 1819 e il 1923. L'anno seguente venne introdotto l'uso della sedia elettrica; i primi criminali a essere uccisi con quest'ultimo metodo furono Charles Reynolds, Ewell Morris, George Washington, Mack Matthews e Melvin Johnson (8 febbraio 1924); l'ultimo fu invece Joseph Johnson (30 luglio 1964). Uno dei più famosi giustiziati fu Raymond Hamilton, membro dell'associazione criminale Barrow Gang, ucciso tramite elettrocuzione il 10 maggio 1935 con l'accusa di omicidio.
Nel 1964 fu istituita de facto una moratoria sulla pena di morte, che causò una temporanea sospensione delle esecuzioni. Quando il 29 giugno 1972 la pena di morte fu ufficialmente dichiarata "punizione crudele e inusuale" dalla Corte Suprema vi erano 45 uomini nel braccio della morte texano, le cui condanne furono tramutate in ergastolo.
Quando la pena fu reintrodotta nel 1974 il primo uomo a dover essere giustiziato era John Devries, che entrò nel braccio della morte il 15 febbraio di quell'anno e si suicidò nella propria cella impiccandosi con le lenzuola il 1º luglio.
Nel 1977 venne adottato il metodo dell'iniezione letale per le esecuzioni, utilizzato per la prima volta su Charlie Brooks il 7 dicembre 1982, condannato per il rapimento e omicidio di un meccanico di Fort Worth. Il Texas divenne così il primo Stato ad adottare tale metodo. Inoltre dal 12 gennaio 1996 i parenti e gli amici più stretti della vittima del condannato possono assistere all'esecuzione.
Il braccio della morte (death row) dal 1928 al 1965 era situato nell'ala est della prigione di Huntsville; in seguito venne spostato in quella di Ellis. Il 9 giugno 2009 i detenuti erano 340, tra cui 10 donne. Il 30,9% erano bianchi, il 38,8% neri e il 29,1% latino-americani.

### Il Texas all'interno degli Stati Uniti
Dal 1845 il Texas è uno dei 50 Stati che compongono gli Stati Uniti ed è pertanto soggetto alle stesse norme degli altri Stati membri e deve rispettare la Costituzione americana. La politica estera, la difesa e la politica monetaria sono quindi competenze esclusive di Washington.
Nel 111º Congresso statunitense (2009-2010) il Texas è rappresentato al Senato da due repubblicani (Kay Bailey Hutchison e John Cornyn) e nella Camera dei Rappresentanti da 12 democratici e 20 repubblicani.

### Il governo locale

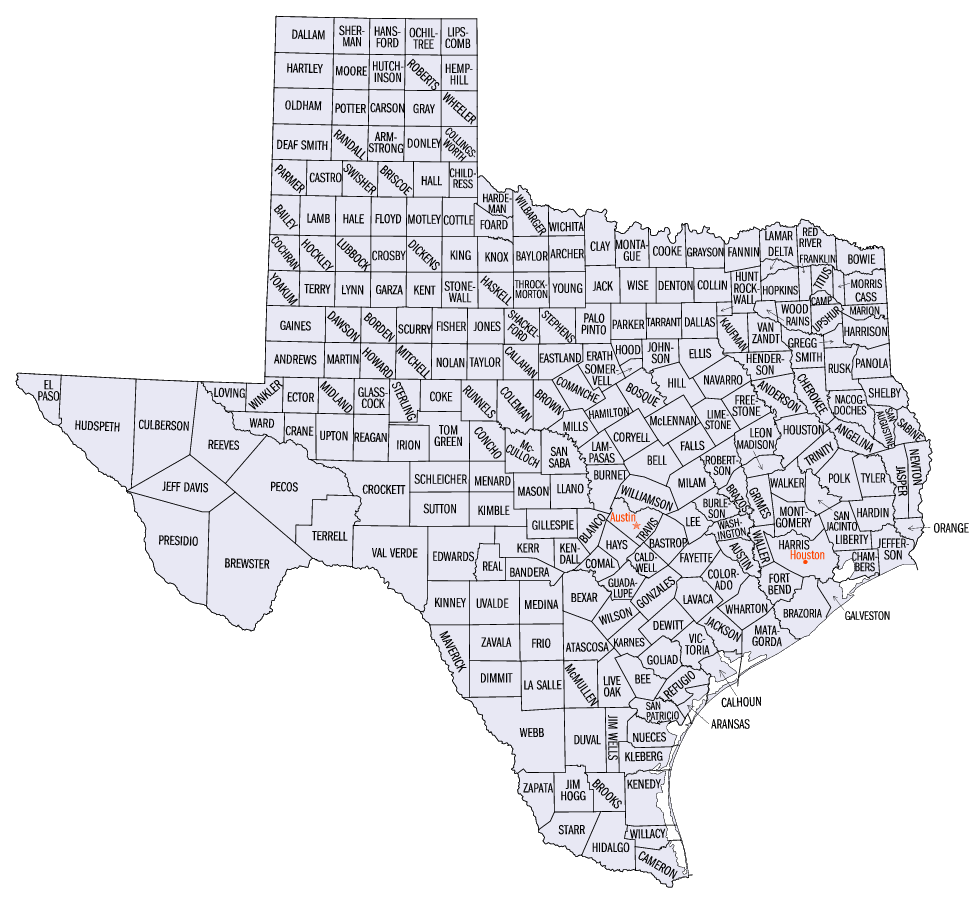
Contee del Texas

Il Texas è diviso in 32 distretti elettorali in cui sono eletti i deputati alla Camera dei rappresentanti degli Stati Uniti. Il numero dei rappresentanti è proporzionale alla popolazione dello Stato e pertanto il Texas è al secondo posto dopo la rappresentanza californiana.
Il territorio è anche diviso in 254 contee, il numero più grande tra gli Stati del paese.
La più grande è la Contea di Brewster, la più piccola quella di Rockwall.
Le contee funzionano come delle divisioni amministrative e non hanno alcuna giurisdizione sovrana propria. Sono autorità decentrate e il loro ruolo è quello di applicare la legge locale dello Stato. Le contee sono responsabili per la polizia locale, i servizi pubblici, le biblioteche, la raccolta di statistiche essenziali e della predisposizione di certificati di nascita, matrimonio e morte. Sono amministrate da una commissione (Commissioners' Court) di cinque membri che prendono decisioni a maggioranza assoluta su diversi temi come tasse e bilancio. Un importante funzionario della contea è lo sceriffo (in inglese sheriff), responsabile per la polizia.

## Sistema giudiziario
La struttura giudiziaria complessa del Texas è divisa in cinque ampi livelli: i tribunali d'appello, i tribunali d'appello intermedi, i tribunali di primo grado, i tribunali distrettuali e i tribunali di primo grado locali.
Nel 2018, il tasso di criminalità dello Stato è diminuito del 5,4% rispetto al 2017.

## Sport
Il football americano è stato a lungo lo sport più popolare nello Stato. Molti atleti sono originari del Texas e hanno fatto carriera. Dallas è una delle poche città degli Stati Uniti che hanno squadre sportive in tutti i principali campionati professionistici: NBA, NFL, MLB, NHL, MLS. Di questo Stato è originario anche uno dei più controversi personaggi del ciclismo, Lance Armstrong, l'unico ciclista che è riuscito a vincere per 7 volte di seguito il Tour de France, titoli poi revocati per doping.

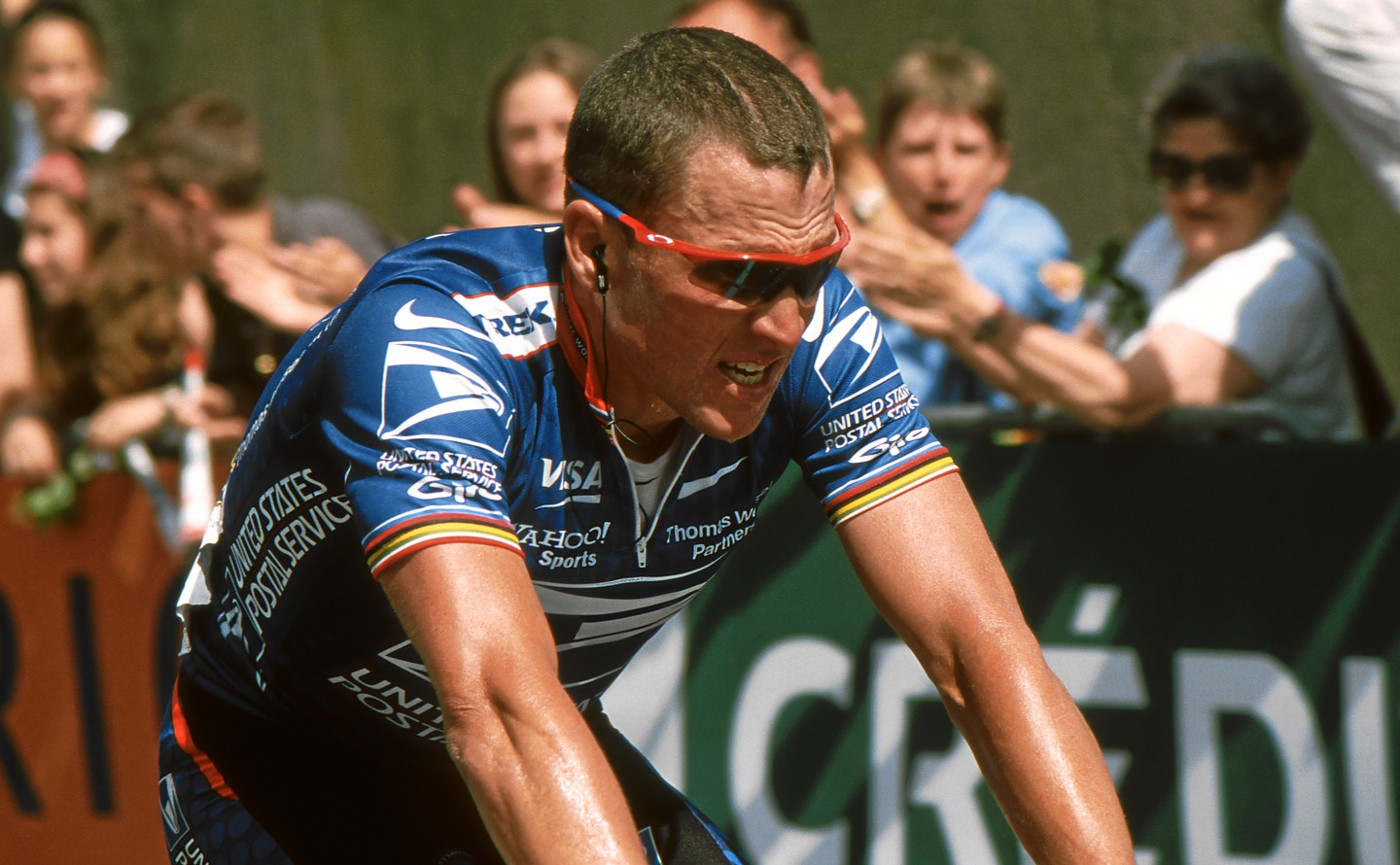
Lance Armstrong

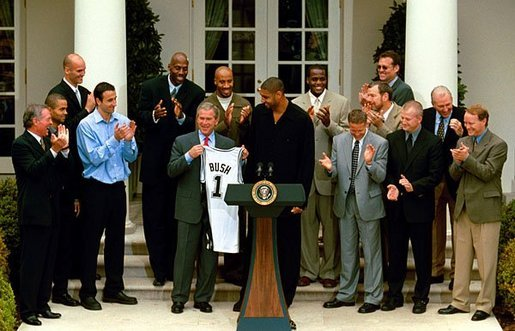
I San Antonio Spurs alla Casa Bianca

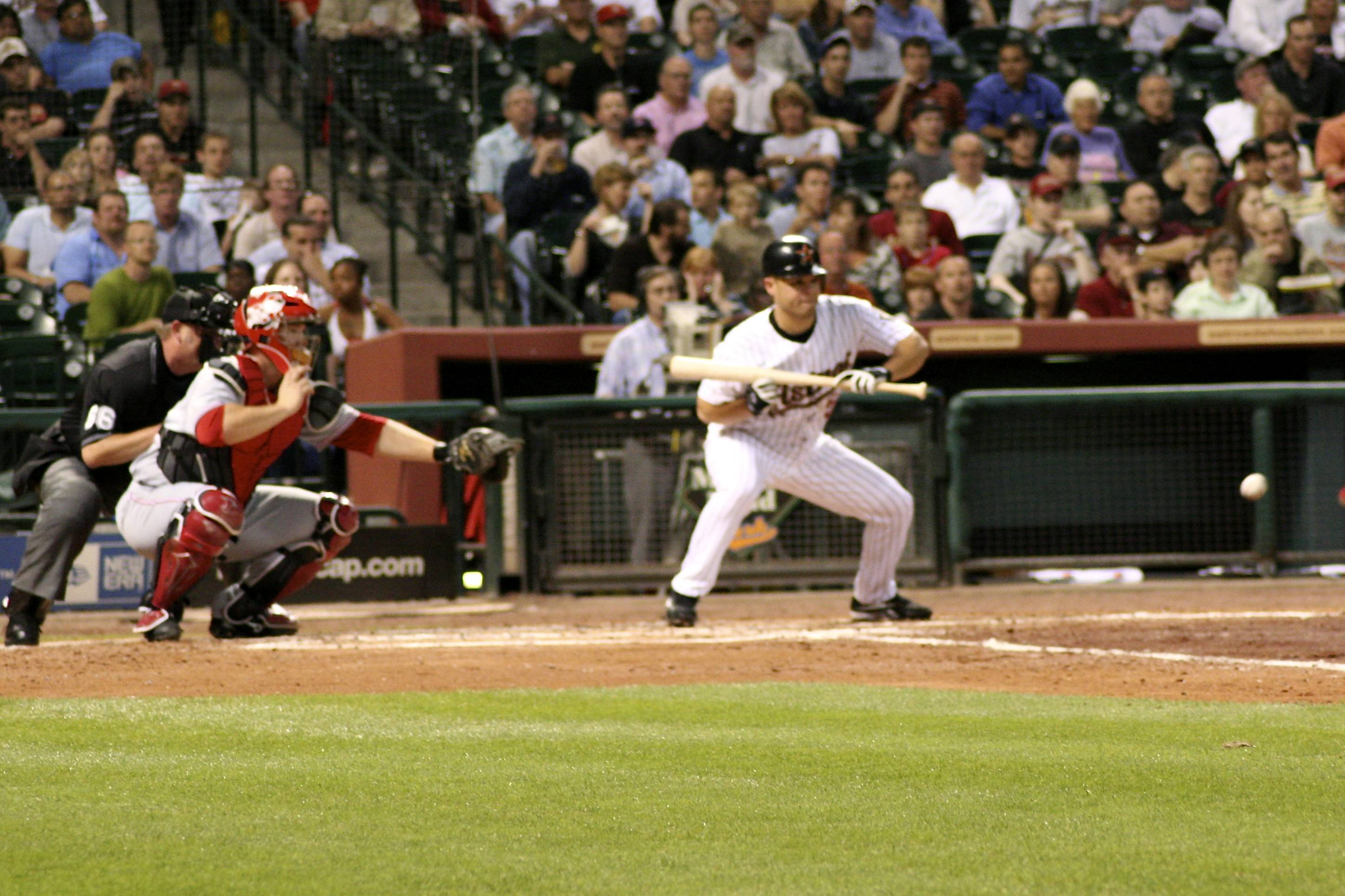
Gli Houston Astros

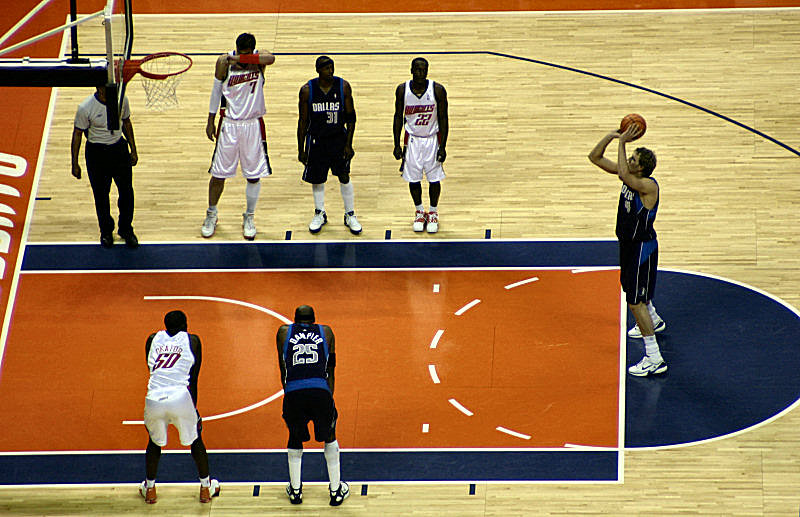
Dirk Nowitzki e i Dallas Mavericks nel 2005

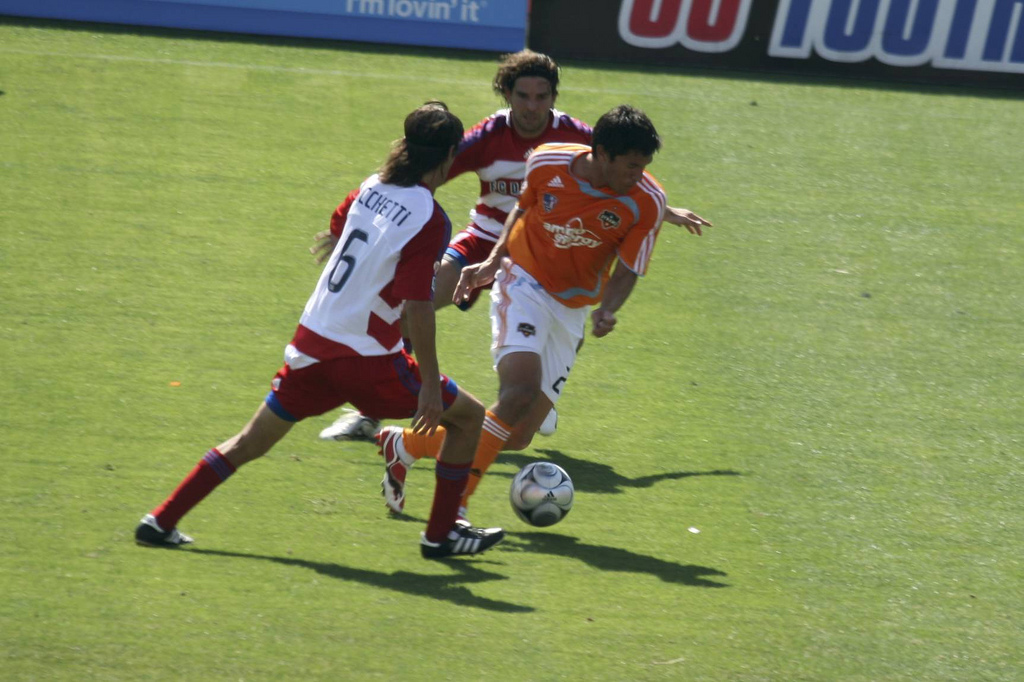
Partita di calcio tra Houston e Dallas

### Football
Molti texani sono appassionati di football americano, sia come tifosi sia come giocatori, e seguono da vicino il mondo accademico e professionale dei campionati. Il Texas ha due franchigie della National Football League (NFL): i Dallas Cowboys, che hanno vinto cinque volte il Superbowl, e gli Houston Texans.

### Baseball
Due squadre di baseball sono attive nella Major League Baseball: i Texas Rangers (Dallas) e gli Houston Astros. I Fort Worth Cats appartengono invece alla Minor league baseball. Nel baseball universitario militano squadre della Rice University, dell'University of Texas e della Baylor University, all'interno della College World Series.

### Basketball
Il Texas ha tre squadre di basket in NBA: Houston Rockets, i San Antonio Spurs e Dallas Mavericks. Tutte e tre hanno partecipato e vinto almeno una finale NBA (Spurs 5 titoli, Rockets 2 titoli, Mavericks un solo titolo). In aggiunta vi sono anche due squadre femminili nella WNBA: Houston Comets (scomparse) e San Antonio Stars. Le Comets hanno vinto il primo round del campionato WNBA nel 1997 e nel 2000.

### Hockey
L'hockey su ghiaccio incominciò a crescere di popolarità quando la franchigia NHL dei Minnesota North Stars nel 1993 si trasferì a Dallas, diventando Dallas Stars. In passato vi erano già state altre squadre come gli Houston Huskies, che nel 1948 vinsero la Louden Cup grazie all'allenatore Toe Blake, e gli Houston Aeros, vincitori di due Avco World Trophy. In AHL dopo l'esperienza di un'altra squadra chiamata Houston Aeros furono fondate altre due formazioni, i San Antonio Rampage e i Texas Stars.

### Calcio
Per quanto riguarda il calcio (in inglese americano soccer), in questo Stato vi sono tre squadre che militano nella Major League Soccer: Austin FC Houston Dynamo e FC Dallas.

### Riepilogo delle Principali Squadre Sportive del Texas
| Club              | Sport              | Lega         | Stadio                   | Data di fondazione |
| ----------------- | ------------------ | ------------ | ------------------------ | ------------------ |
| Houston Astros    | baseball           | MLB          | Minute Maid Park         | 1963               |
| Texas Rangers     | baseball           | MLB          | Globe Life Park          | 1961               |
| Dallas Mavericks  | basket             | NBA          | American Airlines Center | 1980               |
| Houston Rockets   | basket             | NBA          | Toyota Center            | 1967               |
| San Antonio Spurs | basket             | NBA          | AT&T Center              | 1967               |
| Austin Spurs      | basket             | NBA D-league | Cedar Park Center        | 2001               |
| Houston Texans    | football americano | NFL          | Reliant Stadium          | 2002               |
| Dallas Cowboys    | football americano | NFL          | Cowboys Stadium          | 1960               |
| Dallas Stars      | hockey su ghiaccio | NHL          | American Airlines Center | 1967               |
| Houston Dynamo    | Calcio             | MLS          | Robertson Stadium        | 2005               |
| FC Dallas         | Calcio             | MLS          | Pizza Hut Park           | 1996               |

### Sport universitario

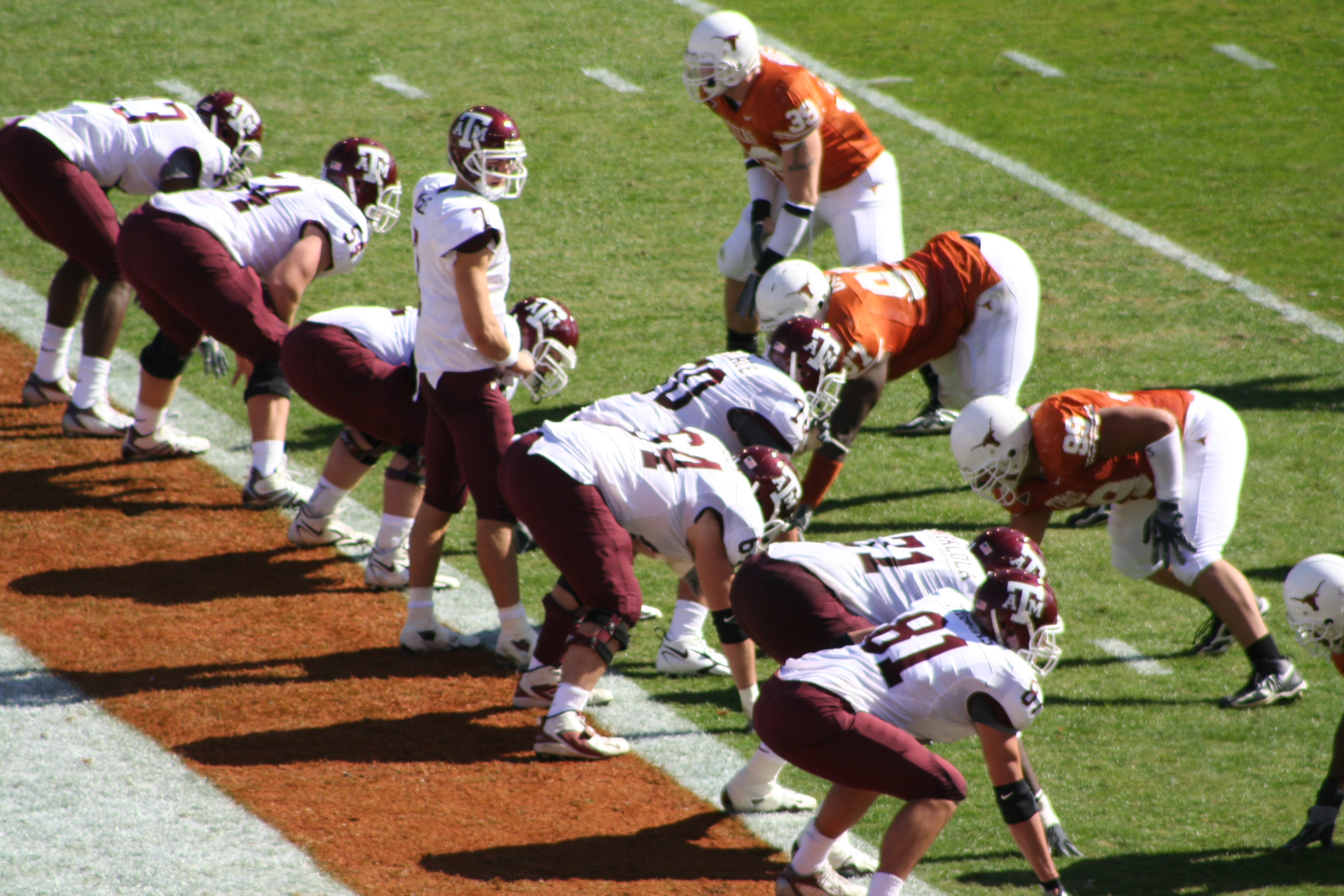
Una partita di football americano al Darrell K Royal-Texas Memorial Stadium (2006)

La maggior parte delle università texane ha un'importante tradizione sportiva. Quattro squadre (i Baylor Bears, i Texas A&M Aggies, i Texas Longhorns e i Texas Tech Red Raiders) fanno parte della Big 12 Conference, la più prestigiosa associazione nel campionato di sport universitario statunitense. In particolare nel club sportivo dei Baylor Bears (della Baylor University), la squadra più famosa è quella di atletica leggera, diretta per 42 anni dall'istruttore Clyde Hart. Michael Johnson, Jeremy Wariner e Darold Williamson, vincitori della medaglia d'oro ai Giochi olimpici, provengono da qui.
In aggiunta alle quattro squadre in Big 12 Conference, altre sei squadre hanno ottenuto importanti risultati e notevole importanza: i TCU Horned Frogs, i SMU Mustangs, gli Houston Cougars, i Rice Owls, gli UTEP Miners e il North Texas Mean Green.

### Altri sport
Di origine ispanica, il rodeo è divenuto lo sport ufficiale del Texas. La prima competizione mondiale di rodeo si svolse il 4 luglio 1883 nella città di Pecos, presso il fiume omonimo. La principale associazione di rodeo su tori è la Professional Bull Riders (PBR). La più grande competizione di questo sport si svolge ogni anno a Houston nel complesso di Reliant Park tra la fine di febbraio e l'inizio di marzo, durante lo Houston Livestock Show and Rodeo. Anche altre città organizzano simili eventi: la State Fair of Texas (Dallas), il Mesquite Championship Rodeo, il Fort Worth Livestock Show and Rodeo e il San Antonio Stock Show & Rodeo.
Golf, pesca e automobilismo sono altri sport popolari in Texas. Nell'ambito di quest'ultimo, si segnalano il Texas Motor Speedway di Fort Worth, un circuito utilizzato dalla NASCAR dal 1997 e il Circuito delle Americhe di Austin creato appositamente per essere utilizzato da Formula 1 e Motomondiale.

### Libri

#### Aspetti generali
- (FR) Yves Boquet, Les États-Unis, Belin, 2003, ISBN 2-7011-3230-4.
- (EN) Howard Lamar, The New Encyclopedia of the American West, New Haven, Yale University Press, 1998, ISBN 978-0-300-07088-0.
- (FR) Étienne de Planchard de Cussac, Le Sud américain. Histoire, mythe et réalité, Parigi, Ellipses, 2001, ISBN 2-7298-0263-0.
- (EN) John Reed, Dale Volberg Reed, 1001 Things Everyone Should Know About the South, Main Street Books, 1997, ISBN 978-0-385-47442-9.
- (EN) Rupert Richardson, Adrian Anderson; Cary Wintz; Ernest Wallace, Texas: the Lone Star State, 10ª ed., New Jersey, Prentice Hall, 2009, ISBN 0-205-66168-8.
- (EN) Ronnie Tyler, Douglas Barnett; Roy Barkley, New Handbook of Texas, Austin, Texas State Historical Association, 1996, ISBN 0-87611-151-7.
- (EN) Walter Prescott Webb, H. Bailey Carroll; Eldon Stephen Brandon, Handbook of Texas, Austin, Texas State Historical Association, 1952–76, ISBN 0-87611-151-7.

#### Storia

Bandiera della Repubblica del Texas, utilizzata dal 1836 al 1839.

- (EN) AA.VV., The Warren Commission Report, National Archives, 1992, ISBN 0-312-08257-6. URL consultato il 23 agosto 2009 (archiviato dall'url originale il 25 maggio 2017).
- (FR) Jacques Binoche, Histoire des États-Unis, Parigi, Ellipses, 2003, ISBN 2-7298-1451-5.
- (EN) Herbert Eugene Bolton, Spanish activities on the lower Trinity River, 1746-1771 (TXT), Austin, 1913. URL consultato il 26 giugno 2009.
- (EN) Donald Chipman, Spanish Texas, 1519–1821, Austin, University of Texas Press, 1992, ISBN 0-292-77659-4.
- (FR) Liliane Crété, La vie quotidienne en Louisiane (1815-1830), Parigi, Hachette, 1978, ISBN 2-01-004711-7.
- (EN) Jack Edmondson, The Alamo Story-From History to Current Conflicts, Plano, Republic of Texas Press, 2000, ISBN 1-55622-678-0.
- (FR) Gilles Havard, Cécile Vidal, Histoire de l'Amérique française, Parigi, Groupe Flammarion, 2003, ISBN 2-08-080121-X.
- (FR) Philippe Jacquin, Daniel Royot, Go West!, Parigi, Groupe Flammarion, 2002, ISBN 2-08-211809-6.
- (FR) Pierre Lagayette, L'Ouest américain. Réalités et mythes, Parigi, Ellipses, 1997, ISBN 2-7298-4789-8.
- (EN) Martha Manchaca, Recovering History, Constructing Race: The Indian, Black, and White Roots of Mexican Americans, Austin, University of Texas Press, 2001, ISBN 0-292-75253-9.
- (FR) Jean Meyer, Jean Tarrade; Annie Rey-Goldzeiger, Histoire de la France coloniale. La conquête, Parigi, Editions Armand Colin, 1991, ISBN 2-266-07045-2.
- (EN) Josefina Zoraida Vazquez et al., The Roots of Conflict in U.S.–Mexican Relations, The Colonization and Loss of Texas: A Mexican Perspective, Wilmington, Scholarly Resources Inc, 1997, ISBN 0-8420-2662-2.
- (EN) Morris Wardell et al., The History of No-Man's Land, or Old Beaver County, in Chronicles of Oklahoma, Oklahoma Historical Society, 1921. URL consultato il 3 luglio 2009 (archiviato dall'url originale il 30 giugno 2007).
- (EN) David Weber, The Spanish Frontier in North America, New Haven, Yale University Press, 1992, ISBN 0-300-05198-0.

#### Altri temi
- (EN) Alwyn Barr, Black Texans: A history of African Americans in Texas 1528-1995, Norman, University of Oklahoma Press, 1995, ISBN 0-8061-2878-X.
- (EN) Crescent Dragonwagon, The Cornbread Gospels, 2007, Workman Publishing, 2007, ISBN 0-7611-1916-7.
- (EN) John Folse, Encyclopedia of Cajun and Creole Cuisine, Chef John Folse & Company Publishing, 2004, ISBN 0-9704457-1-7.
- (EN) David Horton, Ryan Kellus Turner, Lone Star Justice: A Comprehensive Overview of the Texas Criminal Justice System, Austin, Eakin Press, 1999, ISBN 1-57168-226-0.
- (FR) Frédéric Martel, De la culture en Amérique, Parigi, Gallimard, 2006, ISBN 2-07-077931-9.
- (EN) Jancis Robinson, The Oxford Companion to Wine, 3ª ed., Oxford, Oxford University Press, 2006, ISBN 0-19-860990-6.
- (EN) Darwin Spearing, Roadside Geology of Texas, Missoula, Mountain Press Publishing Company, 1991, ISBN 978-0-87842-265-4.
- (EN) John Steinbeck, Viaggio con Charley, Penguin, 1962, ISBN 978-0-14-018741-0.
- (EN) Robb Walsh, Legends of Texas Barbecue, Chronicle Books, 2002, ISBN 978-0-8118-2961-8.

### Pubblicazioni
- (EN) AA. VV., Costituzione dello Stato del Texas (PDF), 15 febbraio 1876. URL consultato il 5 settembre 2009.
- (EN) AA. VV., Research Expenditures (PDF), in Texas Higher Education Coordinating Board, giugno 2007. URL consultato il 7 settembre 2009 (archiviato dall'url originale il 20 novembre 2007).
- (EN) Robert Bauer, The Paradise of America: Visions of Land Use on the Southwestern Frontier (PDF), in The Ozark Historical Review, marzo 2008. URL consultato il 28 giugno 2009 (archiviato dall'url originale il 10 giugno 2010).
- (EN) Carlos Kevin Blanton, The Campus and the Capitol: John B. Connally and the Struggle over Texas Higher Education Policy, 1950-1970, in Southwestern Historical Quarterly, n. 4, 2005, ISSN 0038-478X.
- (ES) George Fisher, Constitucion del Estado de Tejas, Austin, 1845. URL consultato il 2 giugno 2009 (archiviato dall'url originale il 21 ottobre 2008).
- (EN) Carl von Hake, Earthquake Information Bulletin, in United States Geological Survey, vol. 9, n. 3, maggio-giugno 1977. URL consultato il 4 settembre 2009 (archiviato dall'url originale il 7 ottobre 2009).
- (EN) Keith Heidorn, Freezing America: the cold wave of 1899, in Weather Doctor, febbraio 2009. URL consultato l'11 luglio 2009.
- (EN) J. C. Kammerer, Principali fiumi degli Stati Uniti, in United States Geological Survey, 1990. URL consultato l'11 luglio 2009.
- (EN) Lamar Odom, Anthony Garcia; Pamela Milburn, The Ethicality of Capping Non-Economic Damages to Control Rising Healthcare Costs: Panacea or False and Misleading Practice? (XML), in The Internet Journal of Healthcare Administration, 2005, ISSN 1531-2933. URL consultato il 28 aprile 2008 (archiviato dall'url originale l'11 ottobre 2007).
- (EN) Kay Sutherland, Rock Paintings at Hueco Tanks State Historic Site (PDF), in Texas Parks and Wildlife, 2006. URL consultato il 27 agosto 2009.
- (FR) François Weil, La ballade de David Crockett, in L'Histoire, n. 325, novembre 2007, ISSN 0182-2411 (WC · ACNP).